# Умершие в январе 2017 года
Это список известных людей, соответствующих установленным критериям значимости (см. Википедия:Критерии значимости персоналий), умерших в январе 2017 года.
Причина смерти указывается лишь в исключительных случаях (убийство, самоубийство, гибель в результате военных действий, смертная казнь, ДТП или несчастные случаи). В остальных случаях — не указывается.

### 31 января

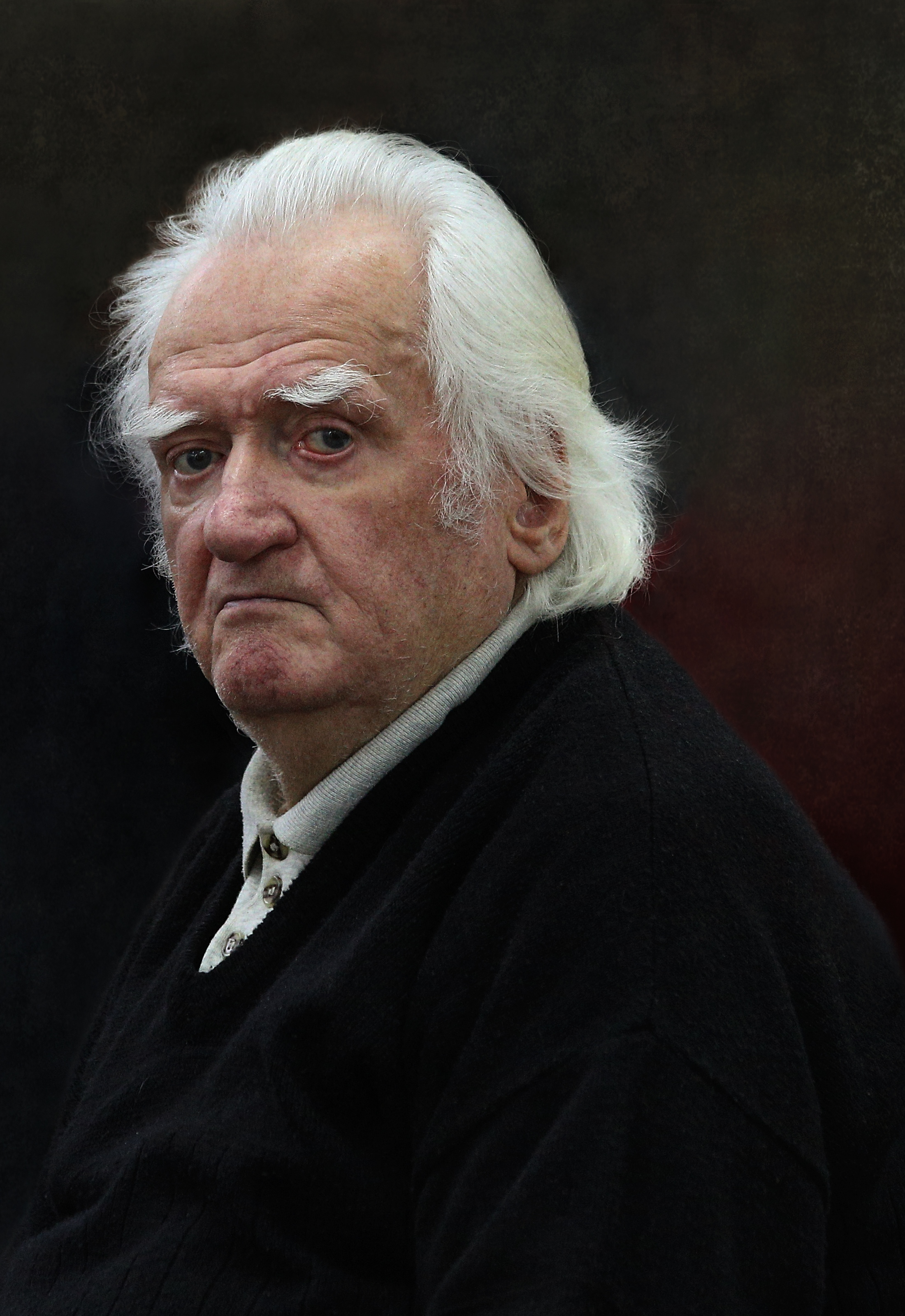
Анатолий Барановский

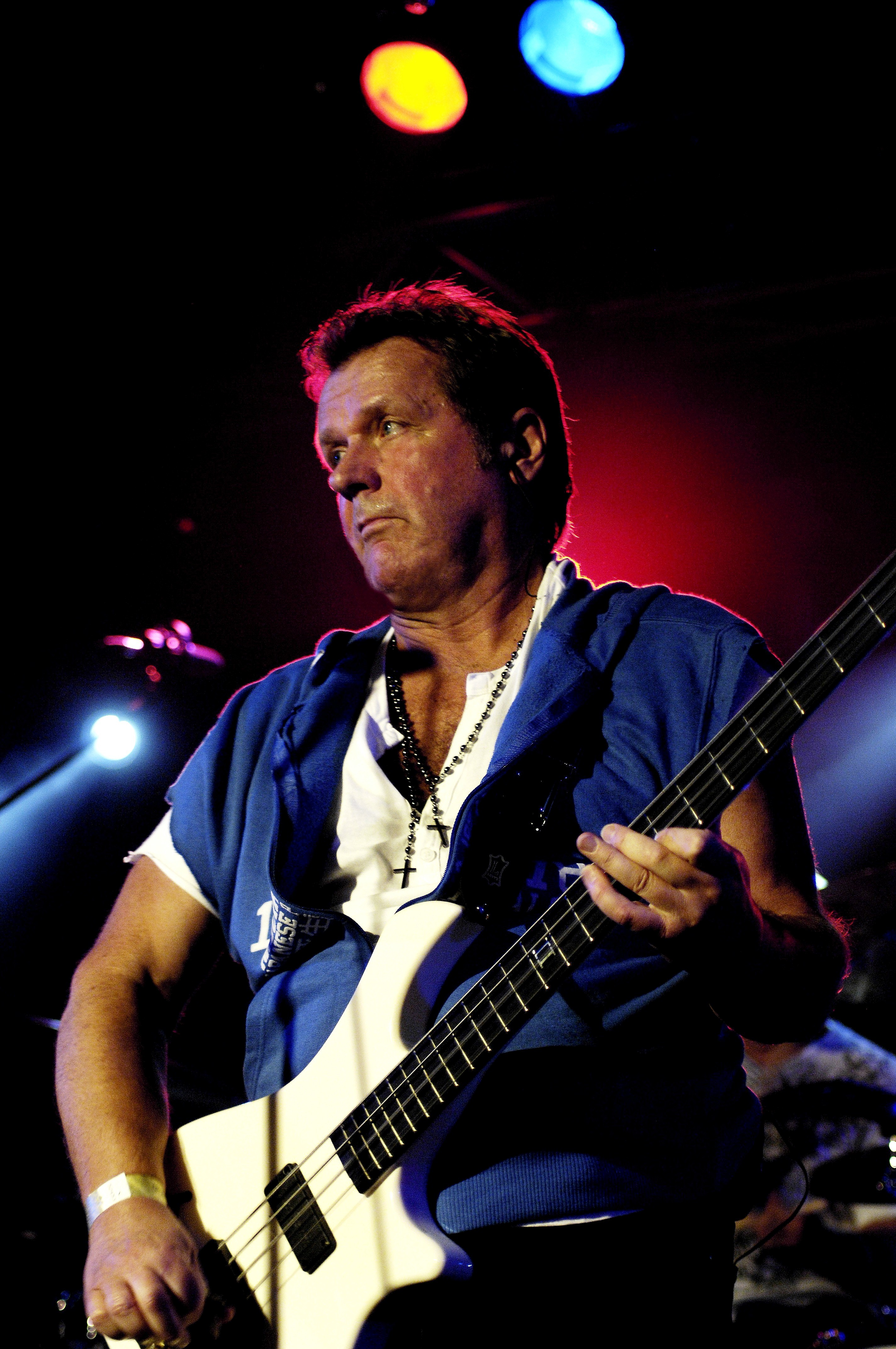
Джон Уэттон

- Арсенович, Константин (76) — сербский военный и политический деятель, генерал-подполковник, основатель Партии объединённых пенсионеров Сербии, депутат и заместитель председателя Скупщины Сербии[1].
- Барановский, Анатолий Васильевич (79) — советский и белорусский художник-живописец, педагог, народный художник Беларуси (2012)[2].
- Гешеле, Леонид Александрович (?) — советский и молдавский боксёр и тренер, чемпион СССР, мастер спорта СССР, брат боксёров Валерия, Александра и боксёра и тренера Виктора Гешеле (о смерти объявлено в этот день)[3].
- Дудка, Анатолий Свиридович (68) — советский и украинский актёр, выступавший на сцене Днепровского академического театра драмы и комедии, народный артист Украины[4].
- Корвелейн, Алисия (112) — старейшая жительница Бельгии[5].
- Леонард, Деке (72) — британский музыкант[6].
- Матыек, Ежи (90) — польский врач, депутат Сейма Республики Польша 1-го созыва[7].
- Уэттон, Джон (67) — британский вокалист, бас-гитарист, гитарист, клавишник, автор песен и продюсер[8].
- Холмогоров, Михаил Константинович (74) — советский и российский писатель[9].

### 30 января

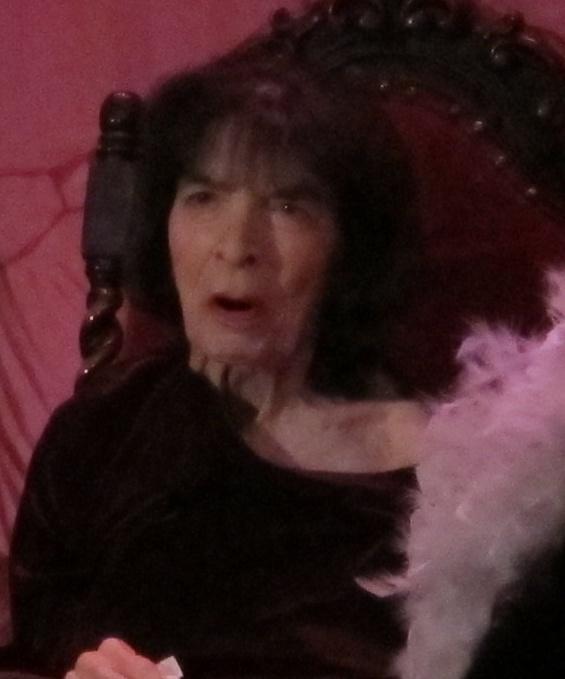
Марта Бекет

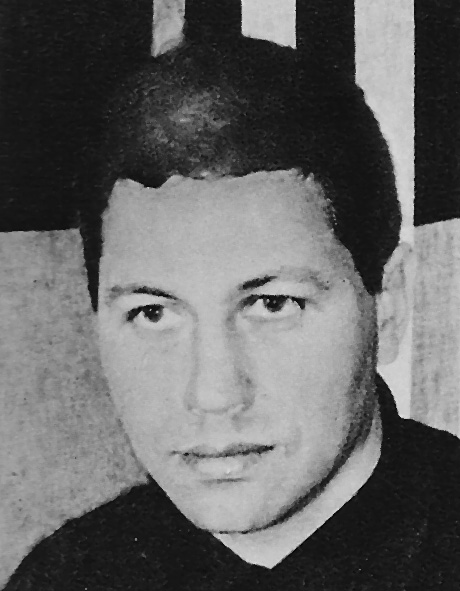
Айто Мякинен

- Бекет, Марта (92) — американская актриса, танцовщица и хореограф[10].
- Богичевич, Богич (62) — югославский и сербский футболист и тренер[11].
- Бойд, Уиннет (100) — канадский инженер, разработавший первый канадский реактивный двигатель «Чинук»[12].
- Вагениц, Герхард (89) — немецкий ботаник[13].
- Викторов, Иван Кириллович (80) — российский политический деятель, депутат Государственной думы четвёртого созыва[14].
- Манейро Гарсия, Хосе Луис (Торрейра) (48) — испанский футболист[15].
- Матусевич, Владимир Михайлович (82) — советский и российский геолог, доктор геолого-минералогических наук, автор теории биниальности (о смерти объявлено в этот день)[16].
- Мякинен, Айто (90) — финский режиссёр, сценарист и продюсер, участник четвёртого Московского международного кинофестиваля (1965)[17].
- Петров, Игорь Дмитриевич (78) — командир электромеханической боевой части (БЧ-5) атомной подводной лодки К-469 45-й дивизии подводных лодок Тихоокеанского флота, Герой Советского Союза (1976)[18][19].
- Розен, Хэролд (90) — американский инженер, известный как «отец геостационарных спутников»[20].
- Руус, Яан (78) — советский и эстонский актёр (Гибель 31-го отдела), историк кино и кинокритик, председатель эстонского объединения киножурналистов[21].
- Хаутзиг, Уолтер (95) — американский пианист[22].

### 29 января

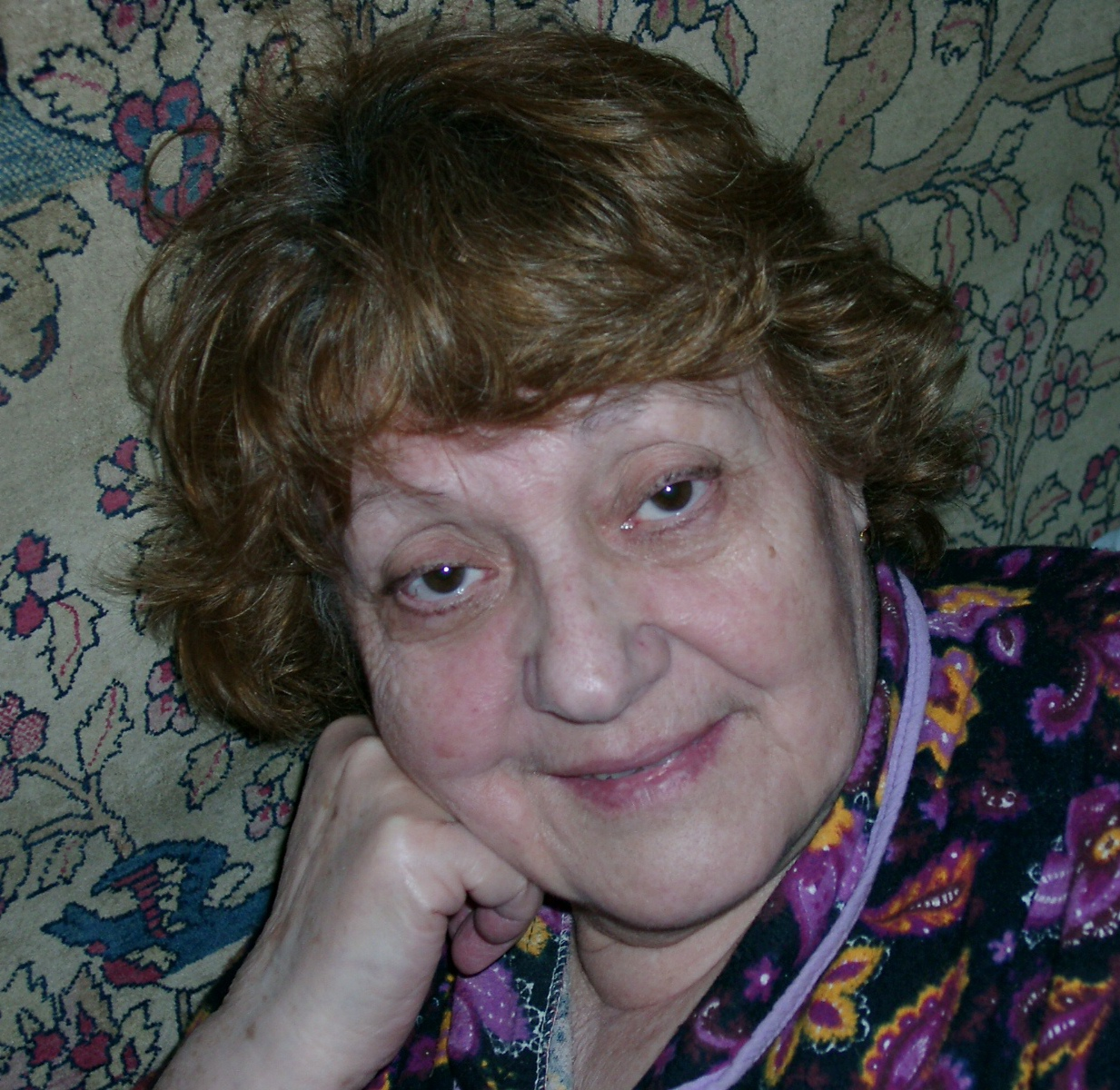
Ирина Галинская

- Барбурош, Руслан (38) — молдавский футболист, нападающий сборной Молдавии, тренер по пляжному футболу («Джокер» Кишинёв) (тело обнаружено в этот день)[23].
- Вакуленко, Николай Кондратьевич (92) — советский и российский сотрудник спецслужб, начальник Киевской высшей школы КГБ, генерал-майор в отставке[24].
- Галинская, Ирина Львовна (88) — советский и российский филолог, доктор филологических наук, руководитель Отдела культурологии Центра гуманитарных научно-информационных исследований ИНИОН РАН[25].
- Гауэлеу, Йоп (76) — нидерландский дзюдоист, победитель чемпионата Европы по дзюдо в Люксембурге (1966)[26].
- Мелез-Моджеевский, Жозеф (86) — польский и французский историк, исследователь иудаизма, профессор[27].
- Мошер, Ховард (74) — американский писатель[28].
- Николов, Борис (86) — болгарский боксёр, бронзовый призёр летних Олимпийских игр в Хельсинки (1952)[29].
- Падевский, Станислав (84) — католический прелат, первый епископ харьковский-запорожский (2002—2009)[30].
- Рамирес, Элькин (54) — колумбийский певец[31].

### 28 января

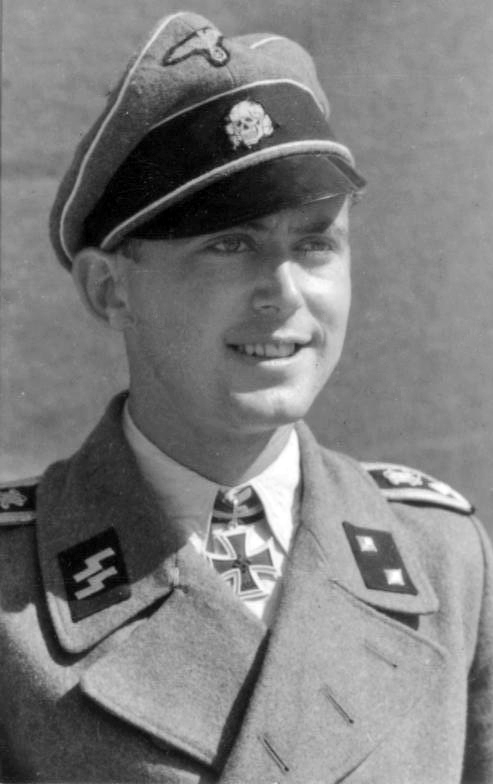
Курт Заметрайер

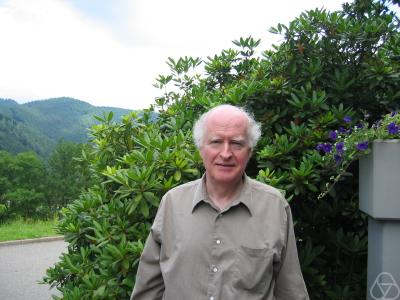
Джон Мазер

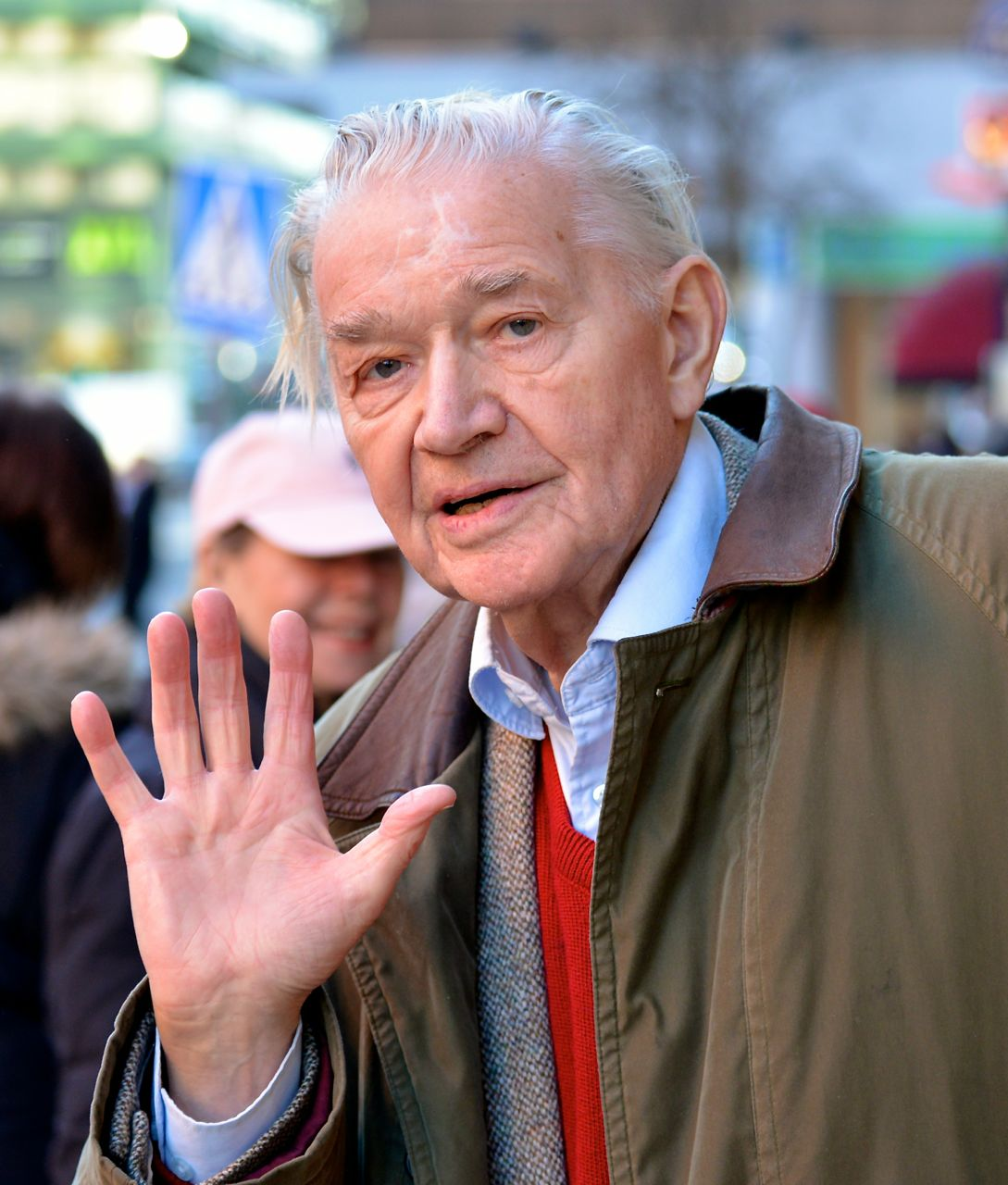
Леннарт Нильссон

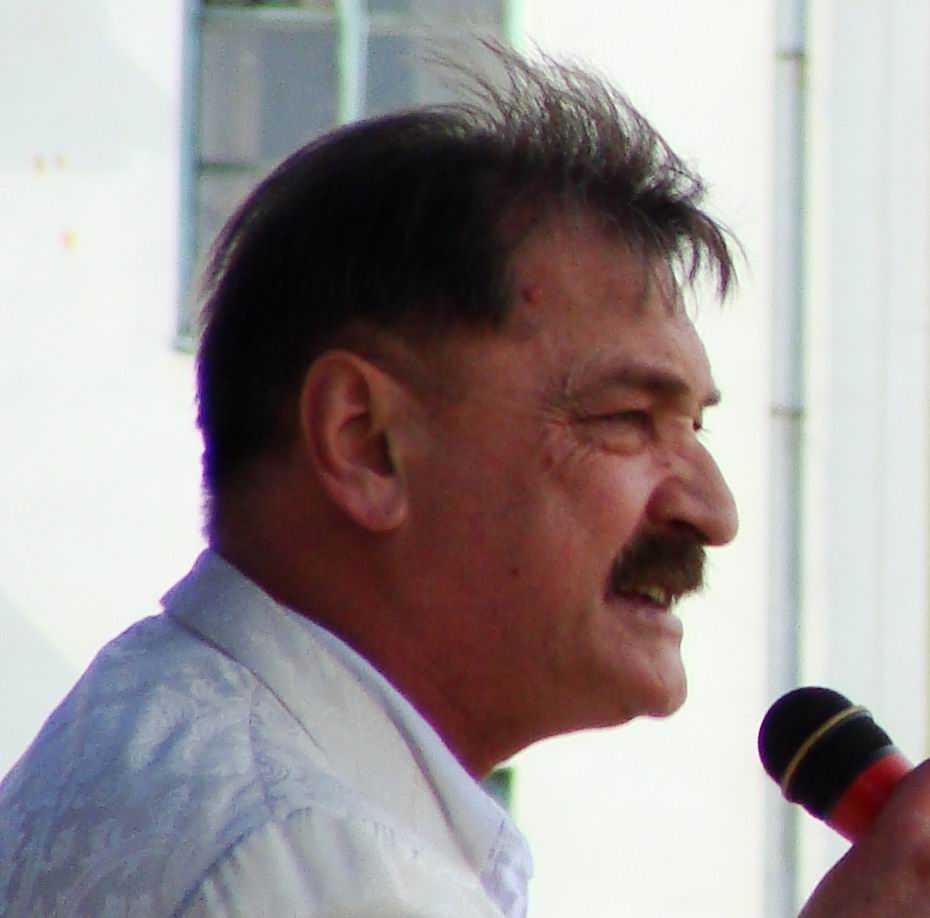
Александр Тиханович

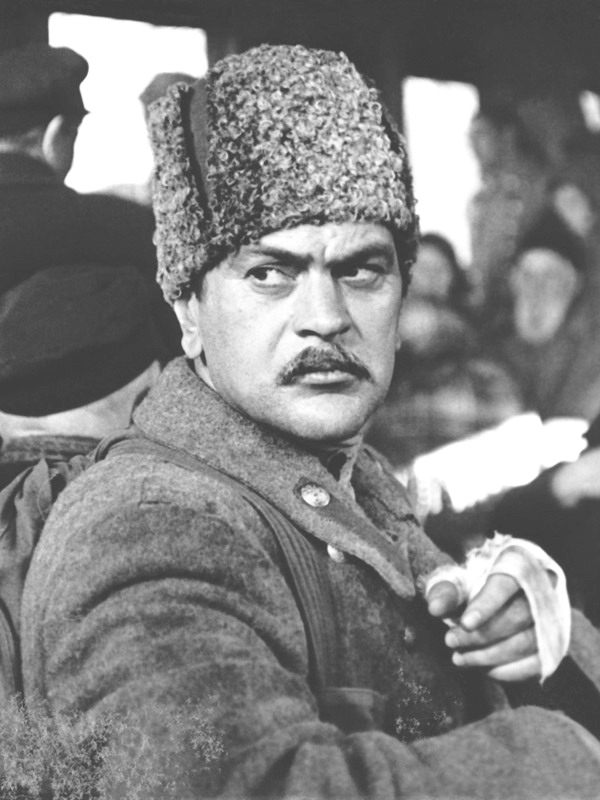
Ион Унгуряну

- Гейбл, Гитар (79) — американский музыкант[32].
- Джанашиа, Русудан Симоновна — советский и грузинский филолог и кавказовед, профессор, дочь академика Симона Джанашиа[33].
- Джеззар, Энгин[тур.] (82) — турецкий театральный актёр[34].
- Заметрайтер, Курт (94) — обершарфюрер ваффен-СС, кавалер Рыцарского креста Железного креста (1943).
- Капралова, Иветта Евгеньевна (83) — советский и российский кинокритик и актриса, вдова актёра Владимира Зельдина[35].
- Мазер, Джон Норман (74) — американский математик, лауреат премии Джона Карти (1978) и медали Брауэра (2014)[36].
- Мукхерджи, Бхарати (76) — американская писательница индийского происхождения[37].
- Никодемович, Анджей (92) — польский композитор, пианист и педагог, сын архитектора Мариана Никодемовича[38].
- Николс, Джефф (68) — британский рок-музыкант и автор песен, клавишник хэви-метал-группы Black Sabbath[39][40].
- Нильссон, Леннарт (94) — шведский фотограф[41].
- Портман, Ричард (82) — американский звукорежиссёр, лауреат премии «Оскар» за лучший звук (1979) (Охотник на оленей)[42].
- Романова, Джанет (83) — американский филолог, исследователь русского языка и литературы, переводчик, полиглот, вдова князя Никиты Никитича Романова[43].
- Татарелла, Сальваторе (69) — итальянский политик, депутат Европарламента (с 2004)[44].
- Тиханович, Александр Григорьевич (64) — советский и белорусский эстрадный певец, бывший участник ансамбля «Верасы» и актёр («Третий не лишний»), народный артист Беларуси (2006)[45] Архивная копия от 2 февраля 2017 на Wayback Machine.
- Унгуряну, Ион Спиридонович (81) — молдавский актёр, режиссёр и государственный деятель, министр культуры Республики Молдова (1990—1994)[46].
- Фриман, Боб (76) — американский певец[47].

### 27 января

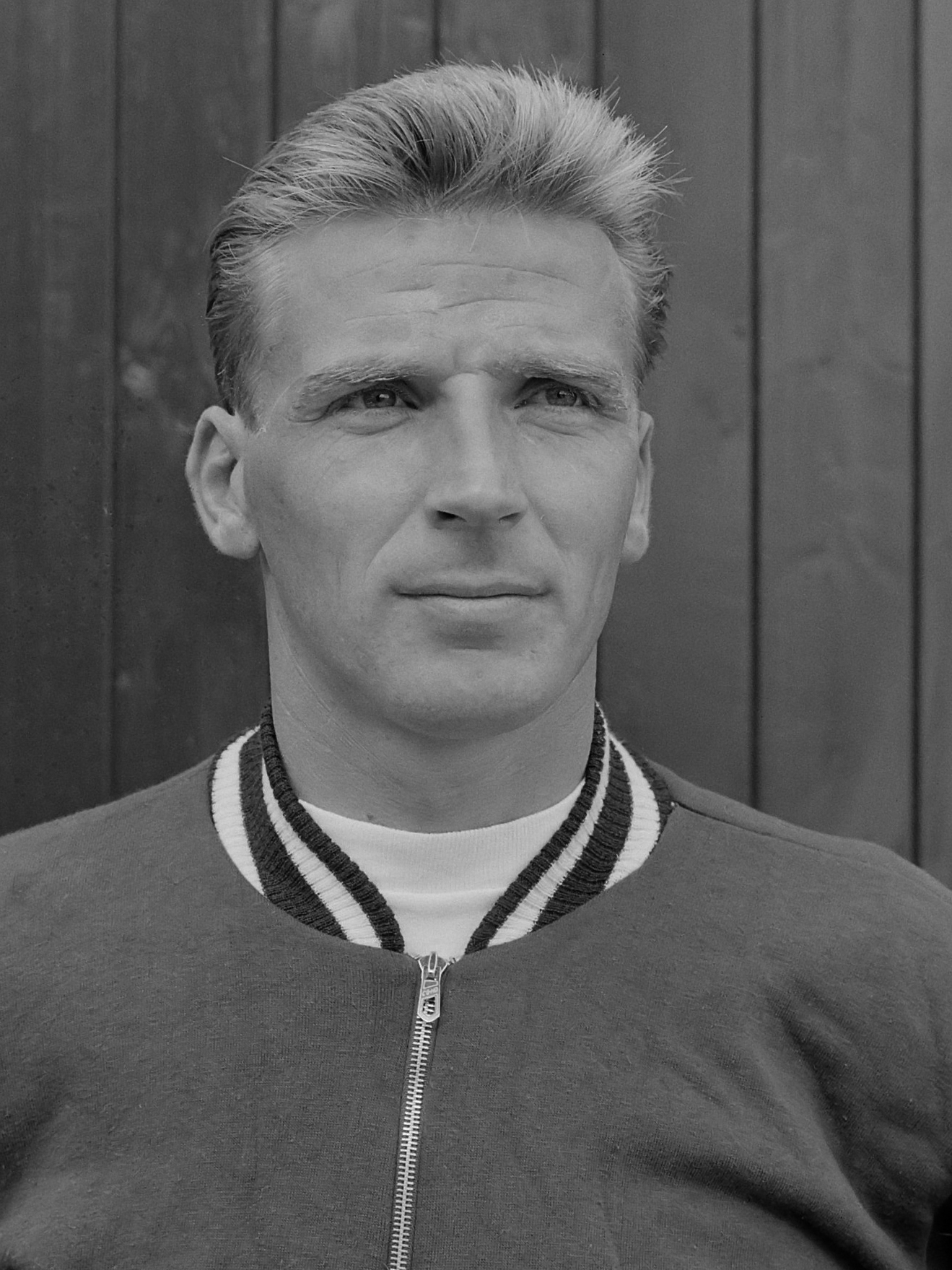
Вим Андерисен

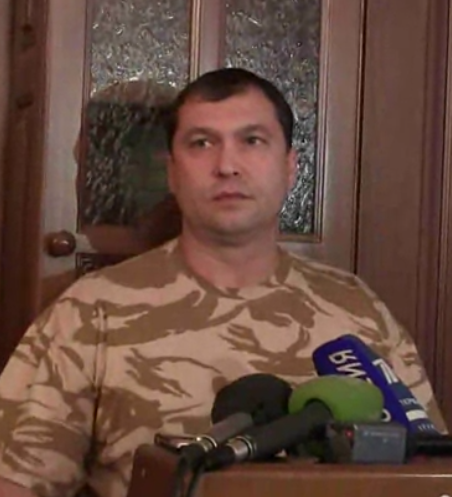
Валерий Болотов

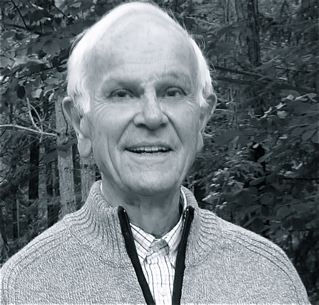
Анри-Луи де Ла Гранж

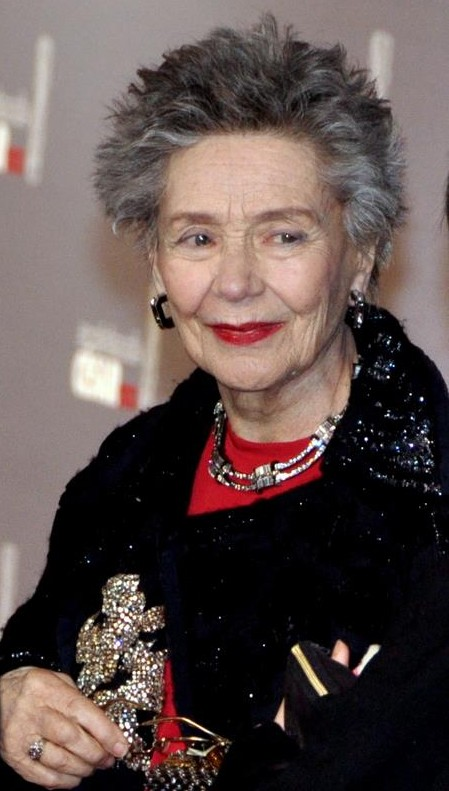
Эммануэль Рива

- Андерисен, Вим (85) — нидерландский футболист, защитник «Аякса» (1951—1961)[48].
- Болотов, Валерий Дмитриевич (46) — глава Луганской Народной Республики (2014)[49].
- Веккьо, Эрнесто (65) — аргентинский футбольный тренер, первый тренер Лионеля Месси[50].
- Карпец, Владимир Игоревич (62) — российский правовед, писатель, поэт и переводчик[51].
- Киров, Атанас (70) — болгарский тяжелоатлет, трёхкратный чемпион мира (1973, 1974 и 1975)[52].
- Кобезда, Ян (41) — словацкий хоккейный тренер; инфаркт[53].
- Коп, Петр (79) — чехословацкий волейболист, серебряный призёр летних Олимпийских игр в Токио (1964) и бронзовый призёр летних Олимпийских игр в Мехико (1968)[54].
- Кудрявченко, Павел Александрович (64) — российский оперный певец (тенор)[55].
- Ла Гранж, Анри-Луи де (92) — французский музыковед[56].
- Миллер, Роберт Эллис (89) — американский режиссёр[57][58].
- Пасько, Евдокия Борисовна (97) — советская военная лётчица, штурман эскадрильи 46-го гвардейского ночного бомбардировочного авиационного полка, Герой Советского Союза (1944)[59].
- Помзель, Брунгильда (106) — немецкий долгожитель, секретарь министра пропаганды Третьего рейха Йозефа Геббельса (1942—1945)[60].
- Репейкина, Татьяна Васильевна (43) — российская футболистка[61].
- Рива, Эммануэль (89) — французская актриса театра и кино[62].
- Розенфельд, Артур (90) — американский физик, лауреат нескольких международных премий[63].
- Симпсон, Билли (87) — британский футболист[64].
- Фалкин, Михаил Валерьянович (79) — советский, российский телережиссёр, режиссёр[65].
- Хирт, Элеонора (97) — швейцарская актриса кино и театра[66].
- Шрамка, Игорь (57) — словацкий футбольный арбитр; инфаркт[67].

### 26 января

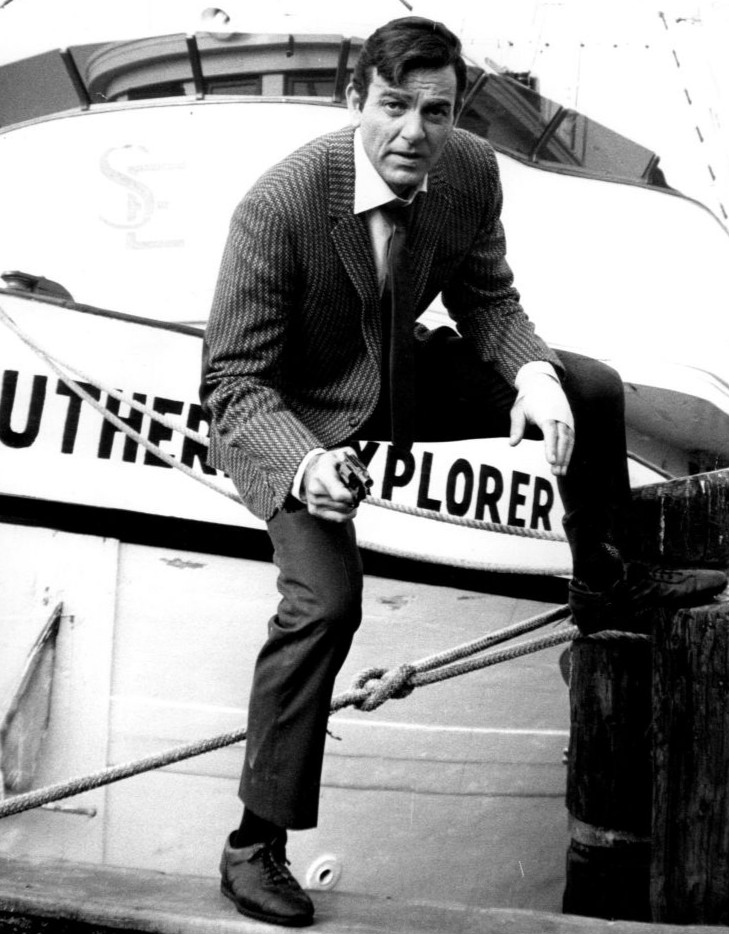
Майк Коннорс

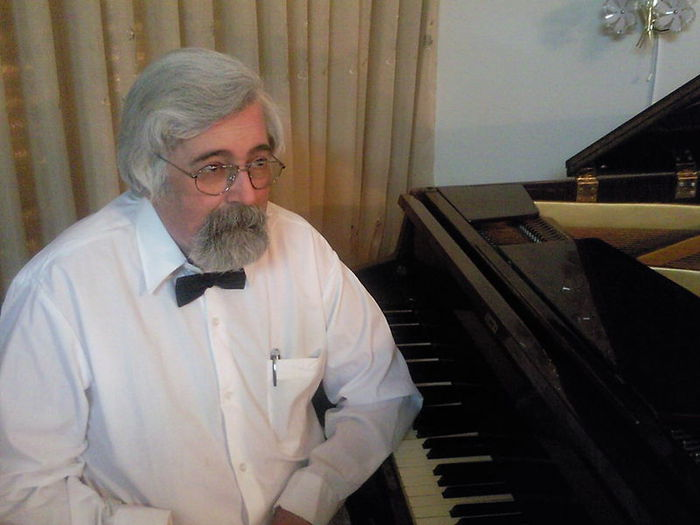
Игорь Наймарк

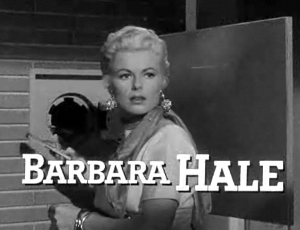
Барбара Хейл

- Акуратере, Ливия (91) — советский и латвийский искусствовед и переводчик, профессор[68].
- Верба, Николай Андреевич (98) — советский военный деятель, полковник в отставке, кандидат экономических наук, профессор.
- Кадакин, Александр Михайлович (67) — советский и российский дипломат, Чрезвычайный и Полномочный Посол России в Индии (1999—2004 и с 2009), Непале (1992—1997) и Швеции (2005—2009)[69].
- Кольшен, Анн-Мари (91) — французская легкоатлетка и баскетболистка, чемпионка Европы по лёгкой атлетике в Осло (1946) и бронзовый призёр Чемпионата мира по баскетболу среди женщин в Чили (1953)[70].
- Литвин, Феликс Абрамович — советский и российский филолог, доктор филологических наук, заслуженный деятель науки Российской Федерации[71].
- Майк Коннорс (91) — американский актёр кино и телевидения; лейкемия[72].
- Наймарк, Игорь Аронович (61) — советский и израильский пианист, педагог, композитор-аранжировщик[73].
- Новиков, Анатолий Григорьевич (89) — советский российский театральный режиссёр, художественный руководитель Крымского драматического русского театра имени М. Горького (с 1972), народный артист Украинской ССР (1984)[74].
- Сушко, Роман Васильевич (66) — украинский общественный деятель, заместитель Председателя Народного Руха Украины[75].
- Хейл, Барбара (94) — американская актриса[76].

### 25 января

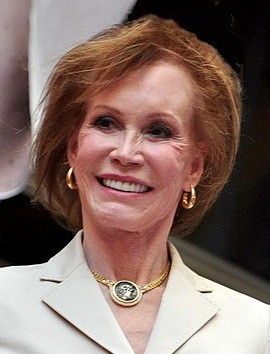
Мэри Тайлер Мур

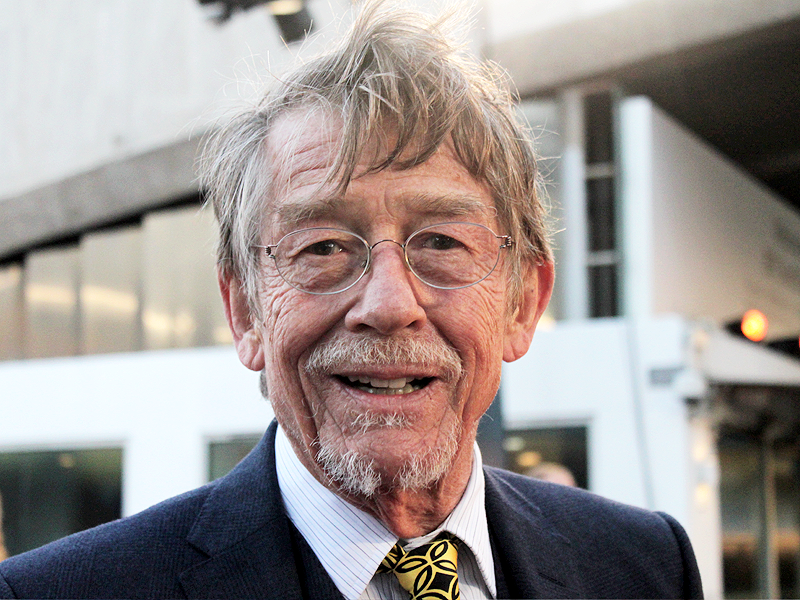
Джон Хёрт

- Ахмедов, Рим Билалович (83) — советский и российский башкирский писатель, журналист, кино- и телесценарист, литературный переводчик, специалист по народной медицине, натуралист[77].
- Заславская, Ирина Абрамовна (90) — советский и российский архитектор, дочь Абрама Заславского, вдова Виктора Егерева[78].
- Лупан, Николай Иванович (96) — молдавский советский журналист, руководитель Гостелерадио Молдавской ССР, диссидент, после эмиграции в 1974 году работник радиостанции «Свободная Европа»[79].
- Мур, Мэри Тайлер (80) — американская актриса театра, кино и телевидения[80].
- Песчанко, Валерий Борисович (70) — советский и российский теннисист и тренер («Динамо» Сочи, «Труд»), мастер спорта СССР[81].
- Прюдом, Марсель (82) — канадский политический и общественный деятель, депутат Палаты общин (1966—1993) и сенатор (1993—2009)[82].
- Россли, С. (73) — сингапурский киноактёр и певец[83].
- Руйву, Мариу (89) — португальский учёный-океанолог и государственный деятель, министр иностранных дел Португальской республики в 1975 году[84].
- Соаонг-Комбе, Жан-Пьер (81) — центральноафриканский дипломат и государственный деятель, министр иностранных дел Центральноафриканской Республики (1981)[85].
- Фудзимура, Сюндзи (82) — японский актёр[86].
- Хёрт, Джон (77) — английский актёр, четырёхкратный лауреат премии BAFTA и лауреат премии «Золотой глобус»[87].

### 24 января

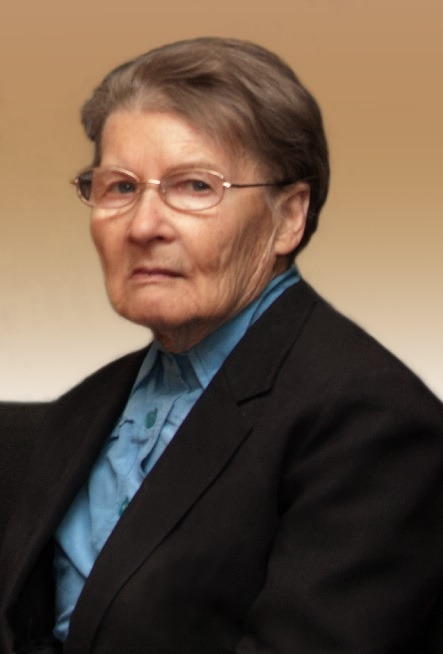
Тамара Седова

- Бобров, Владимир Сергеевич (79) — советский и российский художник[88].
- Вердехо, Карлос (82) — чилийский футболист[89].
- Голиков, Алексей Петрович (95) — советский и российский терапевт, академик РАН (2013), заслуженный деятель науки РФ[90].
- Лиховицкий, Анатолий Алексеевич (82) — советский и российский архитектор[91].
- Марченко, Григорий Борисович (65) — украинский военачальник, первый заместитель командующего Национальной гвардией Украины — начальник Главного штаба (1998—1999), директор Департамента реагирования на чрезвычайные ситуации Государственной службы Украины по чрезвычайным ситуациям (2013—2015), генерал-лейтенант[92].
- Мурзаев, Мурад Магомедбекович (57) — советский футболист («Динамо» Махачкала) и российский тренер[93].
- Ракитин, Василий Иванович (77) — советский и российский искусствовед, исследователь русского авангарда[94].
- Седова, Тамара Алексеевна (86) — советский и российский юрист, профессор кафедры уголовного процесса и криминалистики Санкт-Петербургского государственного университета[95].
- Симонович, Константин Константинович (62) — советский и российский тренер по гандболу, заслуженный тренер России[96].
- Фред, Андре (75) — нидерландский футболист[97].
- Цончева, Людмила Константиновна (70) — советская и молдавская художница[98].
- Шульга, Светлана Николаевна (52) — украинский эколог, директор национального природного парка «Джарылгачский» (с 2013 года)[99].
- Эвангелатос, Спирос (76) — греческий режиссёр[100].
- Эрматов, Эгемберди Эрматович (65) — киргизский поэт и общественный деятель, народный поэт Кыргызстана[101].

### 23 января

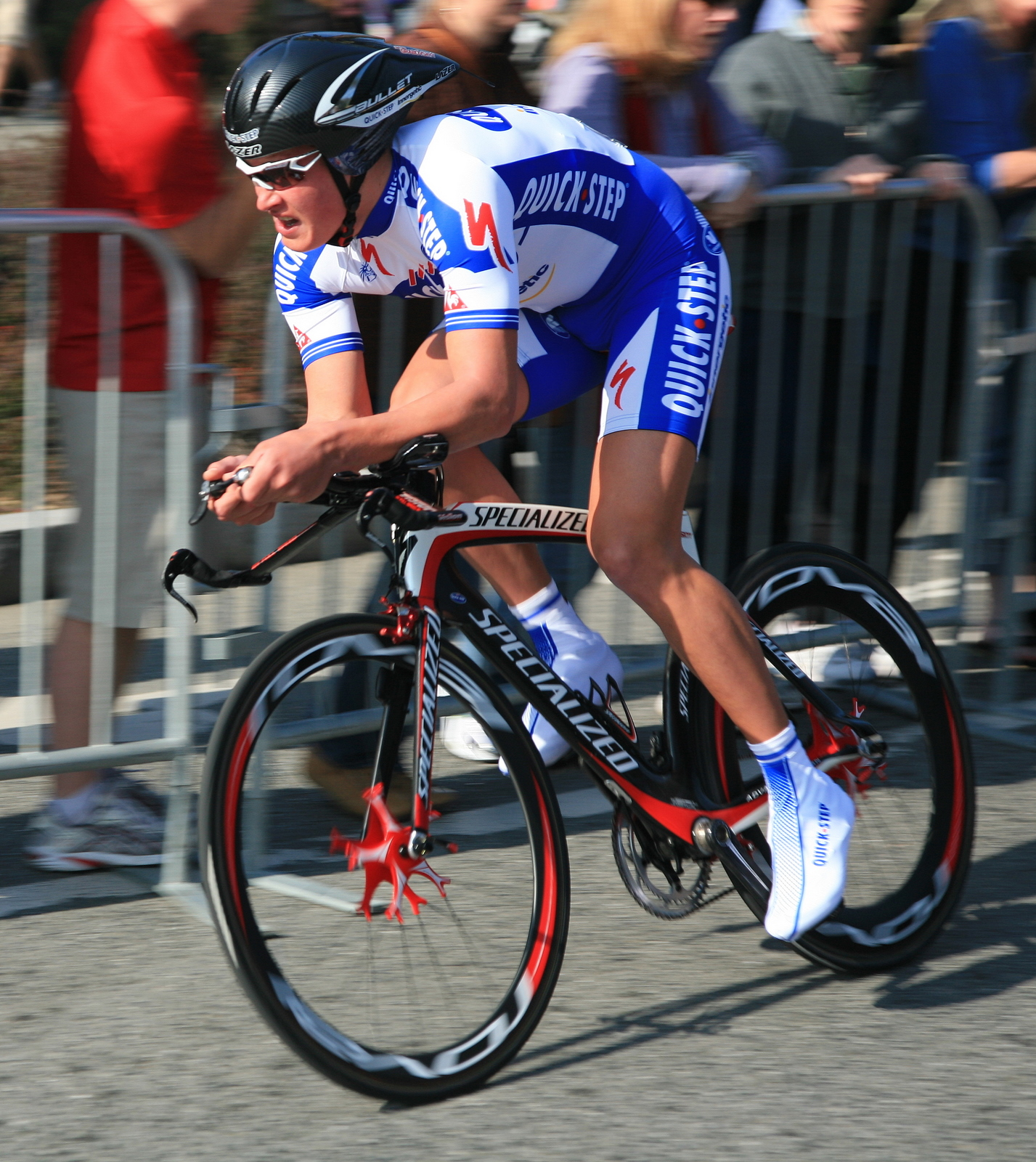
Дмитрий Грабовский

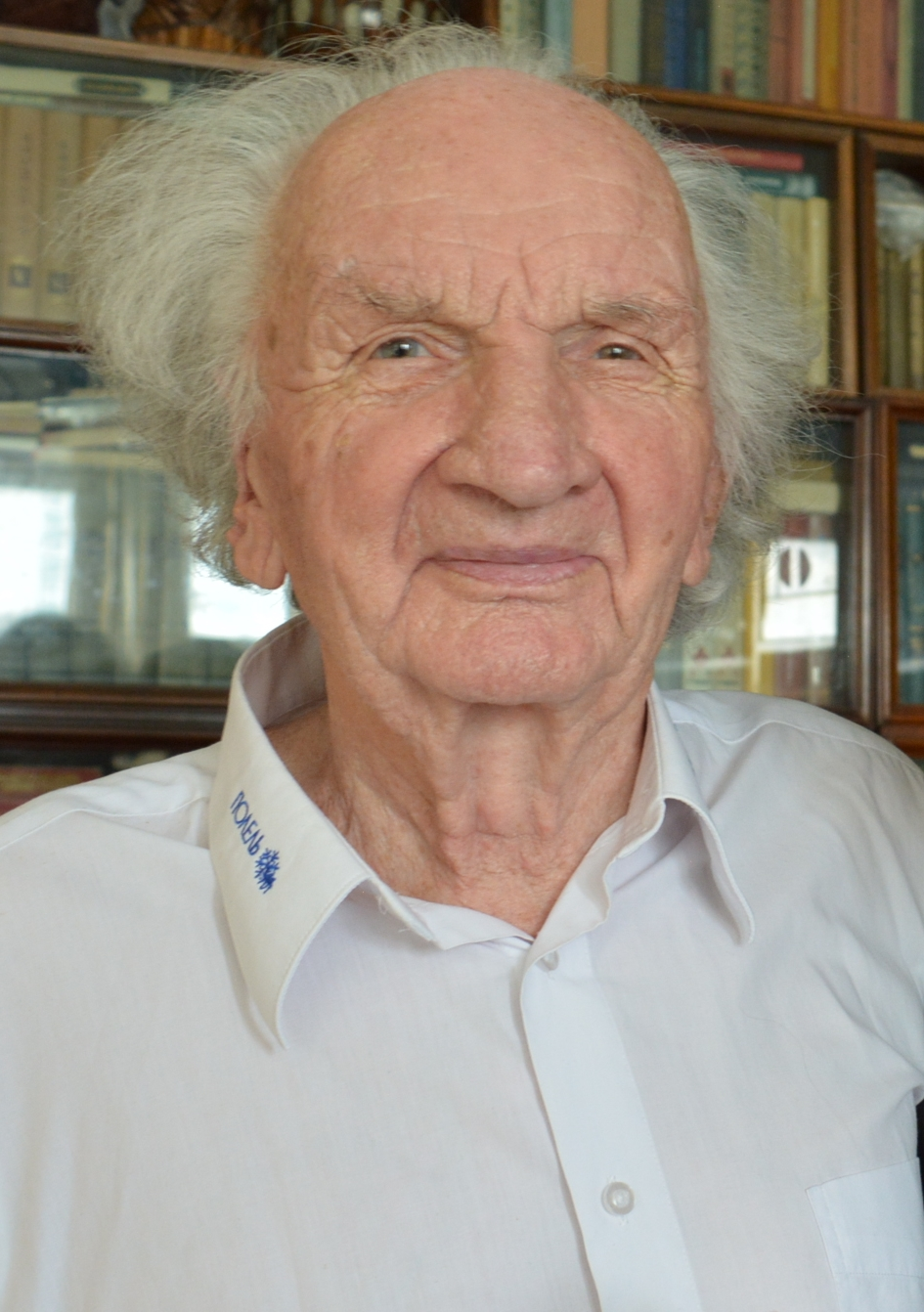
Евдокимов, Владимир Тимофеевич

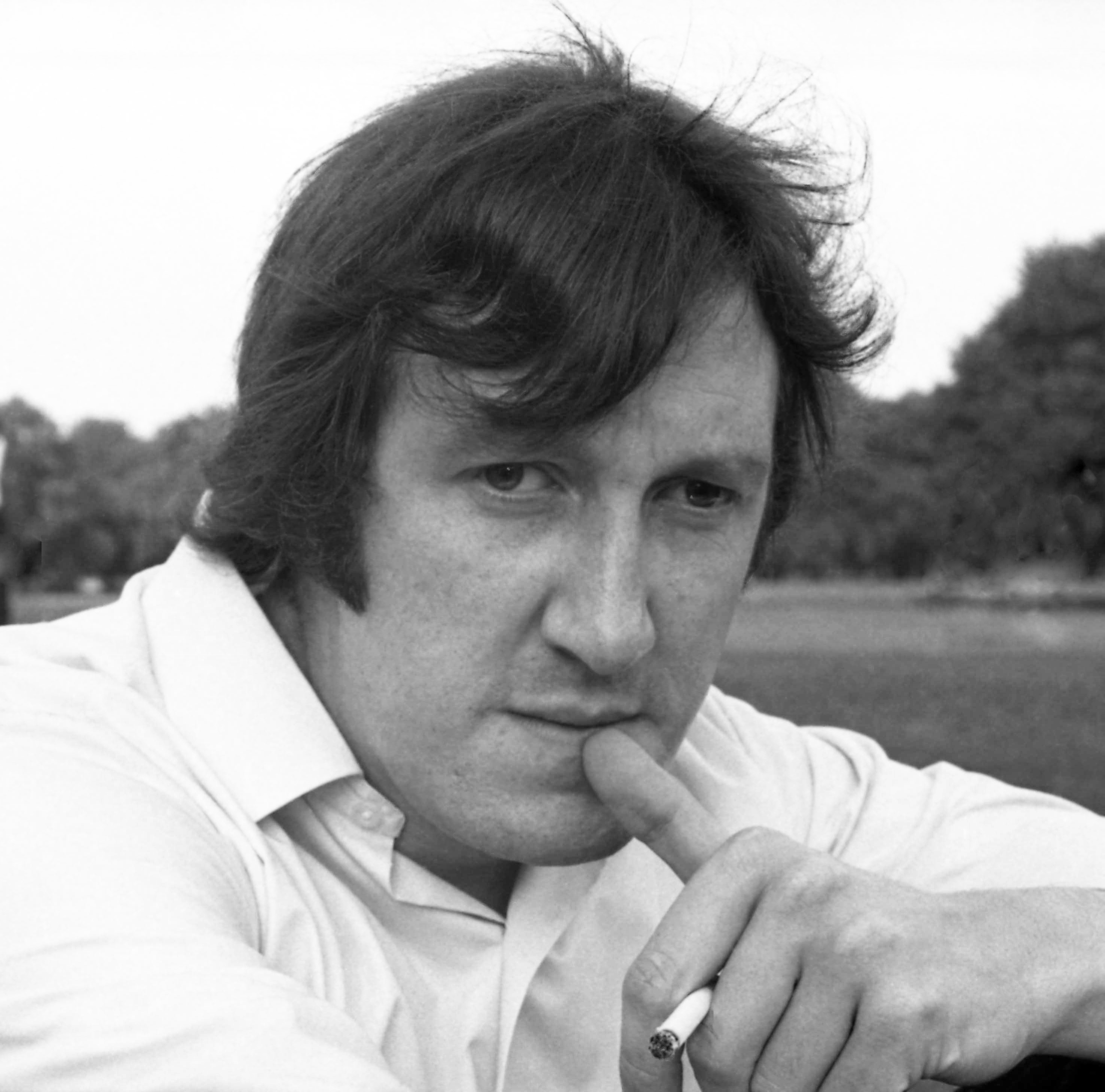
Горден Кей

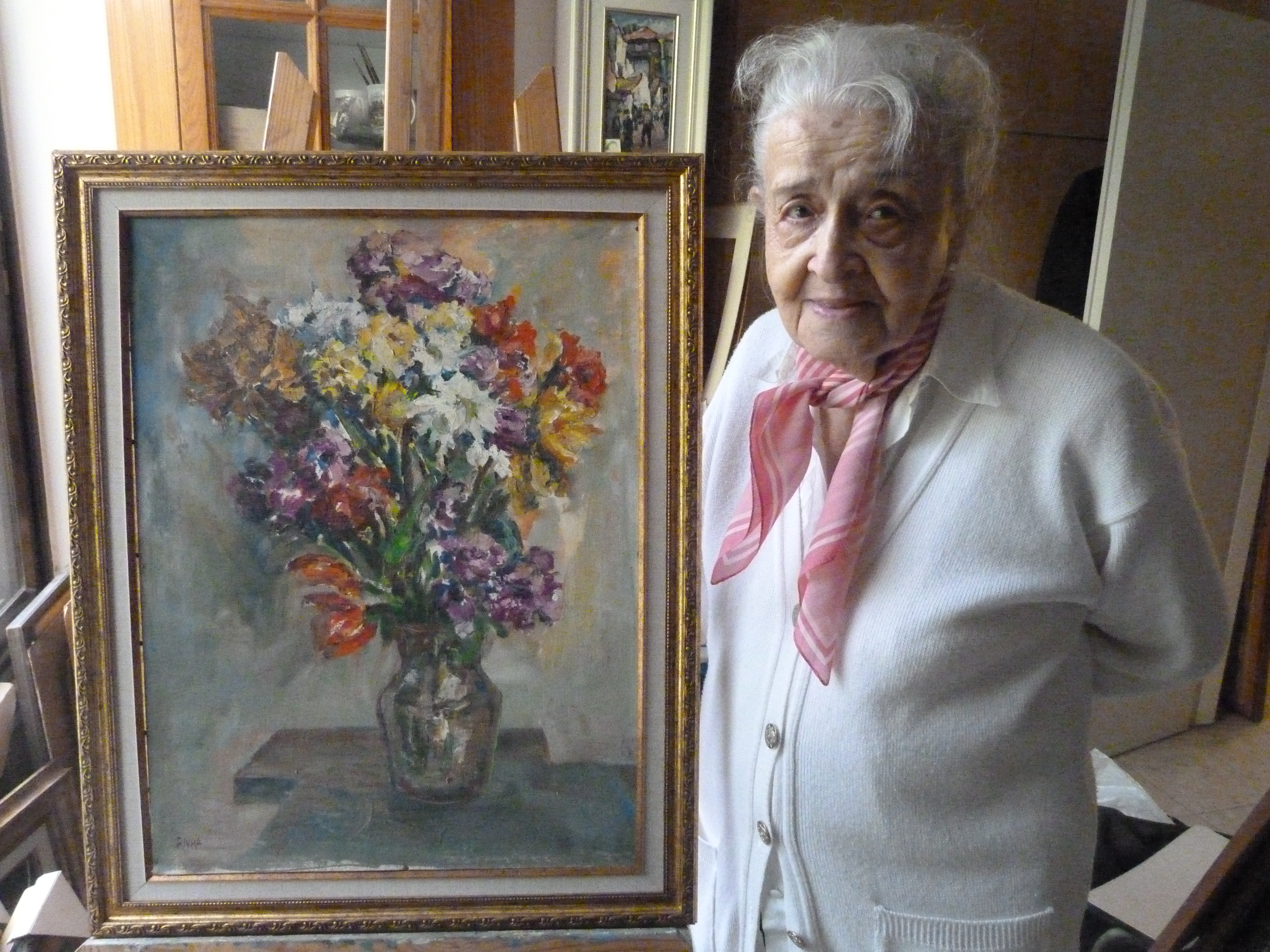
Ривка Хволес-Лихтенфельд

- Алиев, Таваккюль Аждар оглы (65) — азербайджанский актёр театра и кино, заслуженный артист Республики Азербайджан (2002)[102].
- Безкоровайный, Владимир Герасимович (72) — украинский военачальник, заместитель министра обороны — командующий Военно-Морскими Силами Вооружённых Сил Украины (1993—1996), вице-адмирал в отставке[103].
- Бимба Босе[англ.] (41) — испанская модель, дизайнер, актриса и певица; рак молочной железы[104].
- Грабовский, Дмитрий (31) — украинский велогонщик; сердечный приступ[105].
- Гргин, Мирко (62) — югославский баскетболист («Югопластика», «Олимпия»)[106].
- Дэблстин, Пребен (91) — датский бадминтонист, серебряный призер Кубка Томаса в Великобритании (1949)[107].
- Дёмин, Анатолий Николаевич (63) — советский и украинский хоккеист («Сокол» Киев) и тренер[108].
- Евдокимов, Владимир Тимофеевич (93) — полковник Советской Армии, участник Великой Отечественной войны, Герой Советского Союза (1945)[109].
- Карабашев, Валентин (56) — болгарский экономист, депутат Народного собрания Болгарии (1991—1994), вице-премьер Болгарии по вопросам приватизации (1992—1994)[110].
- Кей, Горден (75) — британский актёр-комик («Алло, алло!»)[111].
- Клюева, Белла Григорьевна (91) — советский и российский редактор и переводчик[112].
- Корреа, Эриберто (67) — парагвайский и аргентинский футболист, игрок сборной Аргентины (1974)[113].
- Крунич, Бошко (87) — югославский государственный деятель, председатель президиума Союза коммунистов Югославии (1987—1988)[114].
- Маганья, Хульета (69) — аргентинская актриса театра, кино и телевидения и певица[115].
- Свяцкий, Святослав Павлович (85) — советский и российский поэт, переводчик[116].
- Толстоплёт, Сергей Кириллович (79) — советский и украинский пловец, участник летних Олимпийских игр в Риме (1960), мастер спорта СССР, судья международной категории по плаванию[117].
- Хволес-Лихтенфельд, Ривка Моисеевна (93) — израильская художница, пережившая в юности Холокост [?].
- Шелле, Франц (87) — западногерманский бобслеист, победитель чемпионата мира по бобслею в Гармиш-Партенкирхене (1962)[118].

### 22 января

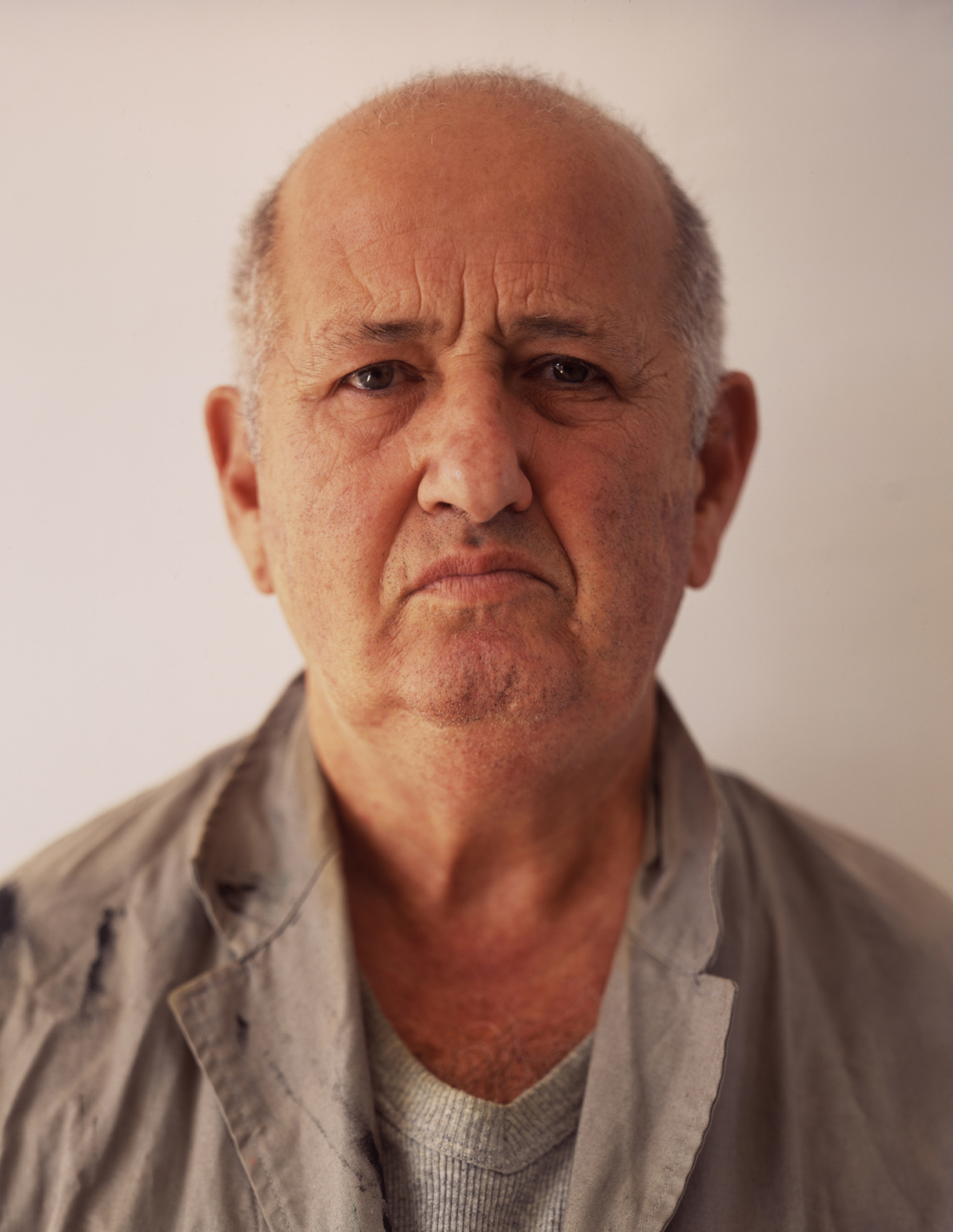
Моше Гершуни

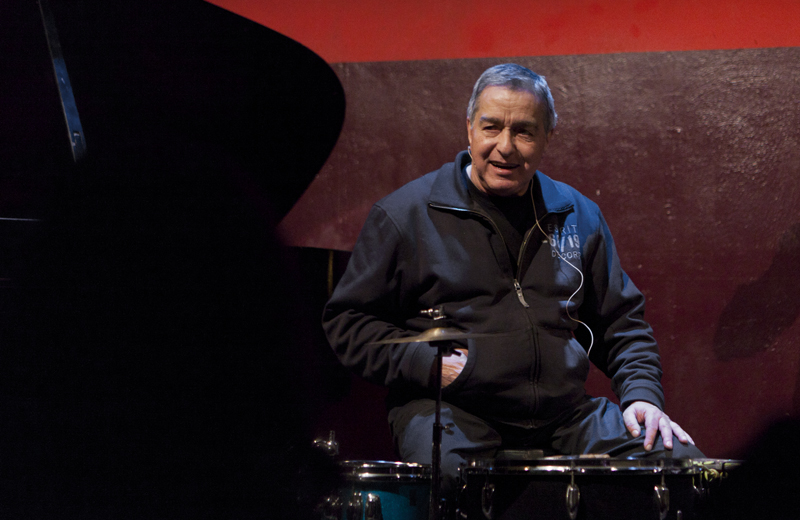
Яки Либецайт

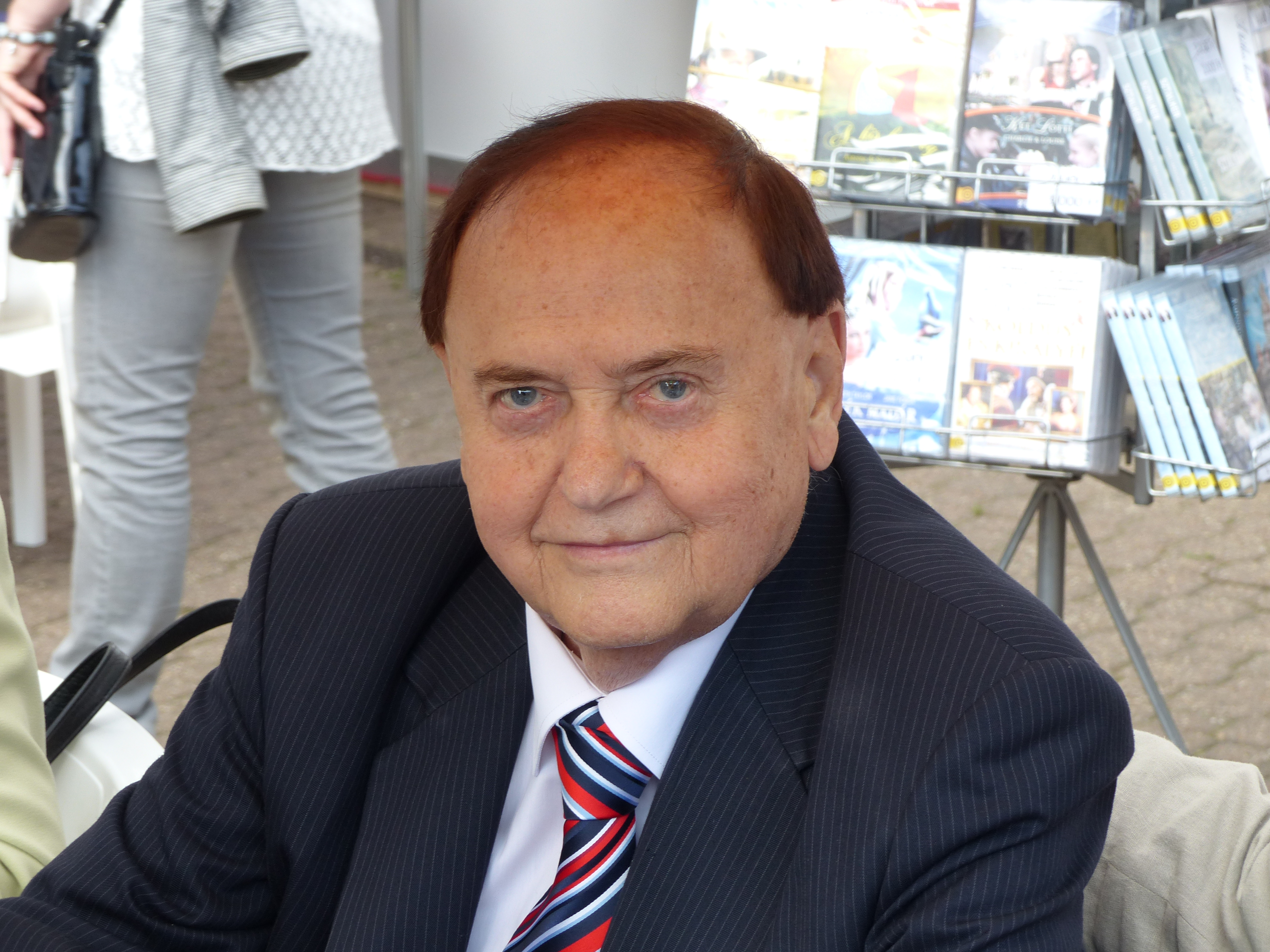
Йожеф Тордьян

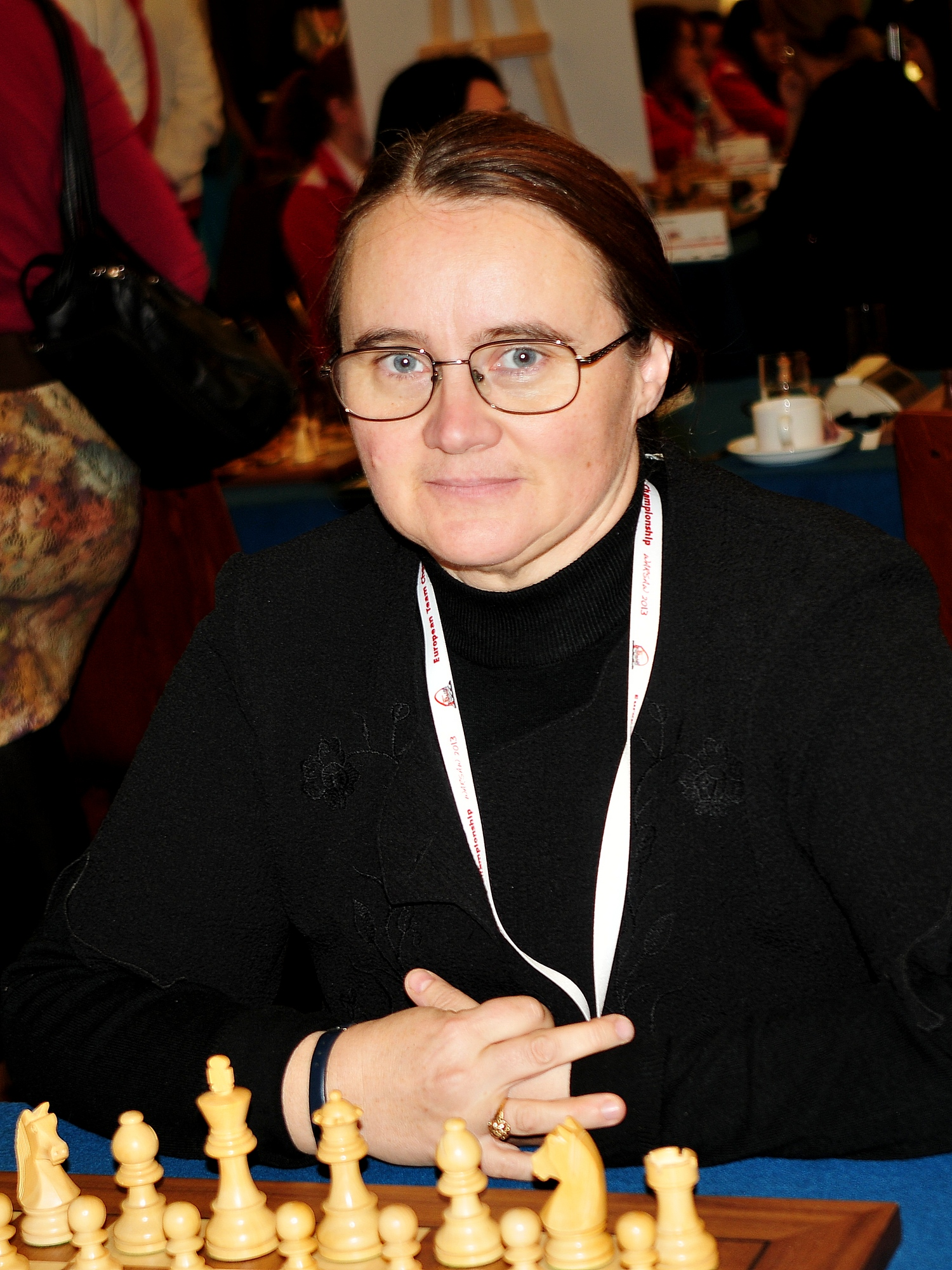
Кристина-Адела Фойшор

- Гершуни, Моше (80) — израильский художник[119].
- Кавамото, Эвелин (83) — американская пловчиха японского происхождения, двукратный бронзовый призёр летних Олимпийских игр в Хельсинки (1952)[120].
- Кан, Александр Сергеевич —  советский учёный, историк-скандинавист; доктор исторических наук, профессор.
- Ким Ле Чун (88) — советский и российский профессор, писатель, переводчик, литературовед и востоковед корейского происхождения[121].
- Корсмо, Лизбет (69) — норвежская конькобежка, бронзовый призёр зимних Олимпийских игр в Инсбруке (1976)[122].
- Либецайт, Яки (78) — немецкий музыкант и композитор, сооснователь рок-группы Can[123].
- Морозов, Вячеслав Михайлович — советский и российский архитектор[124].
- Накамура, Масая (92) — японский бизнесмен, владелец компании Bandai Namco, изобретатель видеоигр, кинопродюсер[125].
- Палмейру, Франсишку (84) — португальский футболист[126].
- Путныня, Яутрите (87) — латвийская пианистка и педагог[127].
- Тордьян, Йожеф (84) — венгерский государственный деятель, заместитель премьер-министра и министр сельского хозяйства Венгрии (1998—2001)[128].
- Фойшор, Кристина-Адела (49) — румынская шахматистка, международный гроссмейстер[129].
- Чернышёв, Николай Андреевич (93) — участник Великой Отечественной войны, полный кавалер ордена Славы[130].

### 21 января

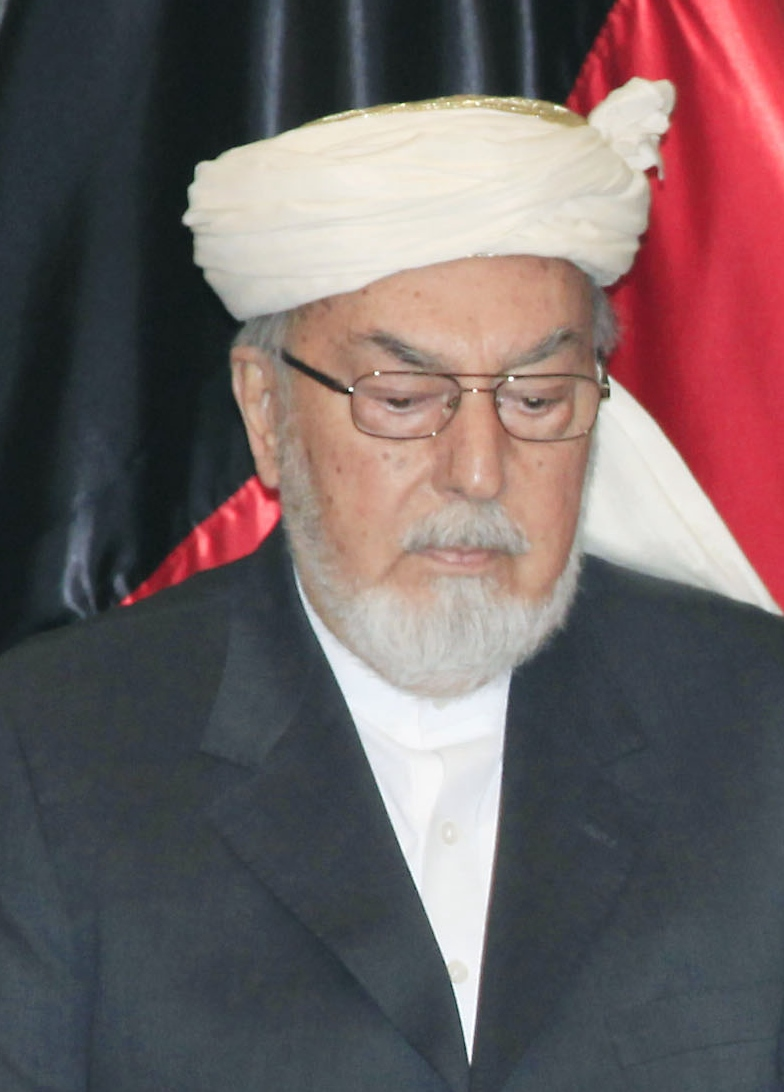
Ахмед Гейлани

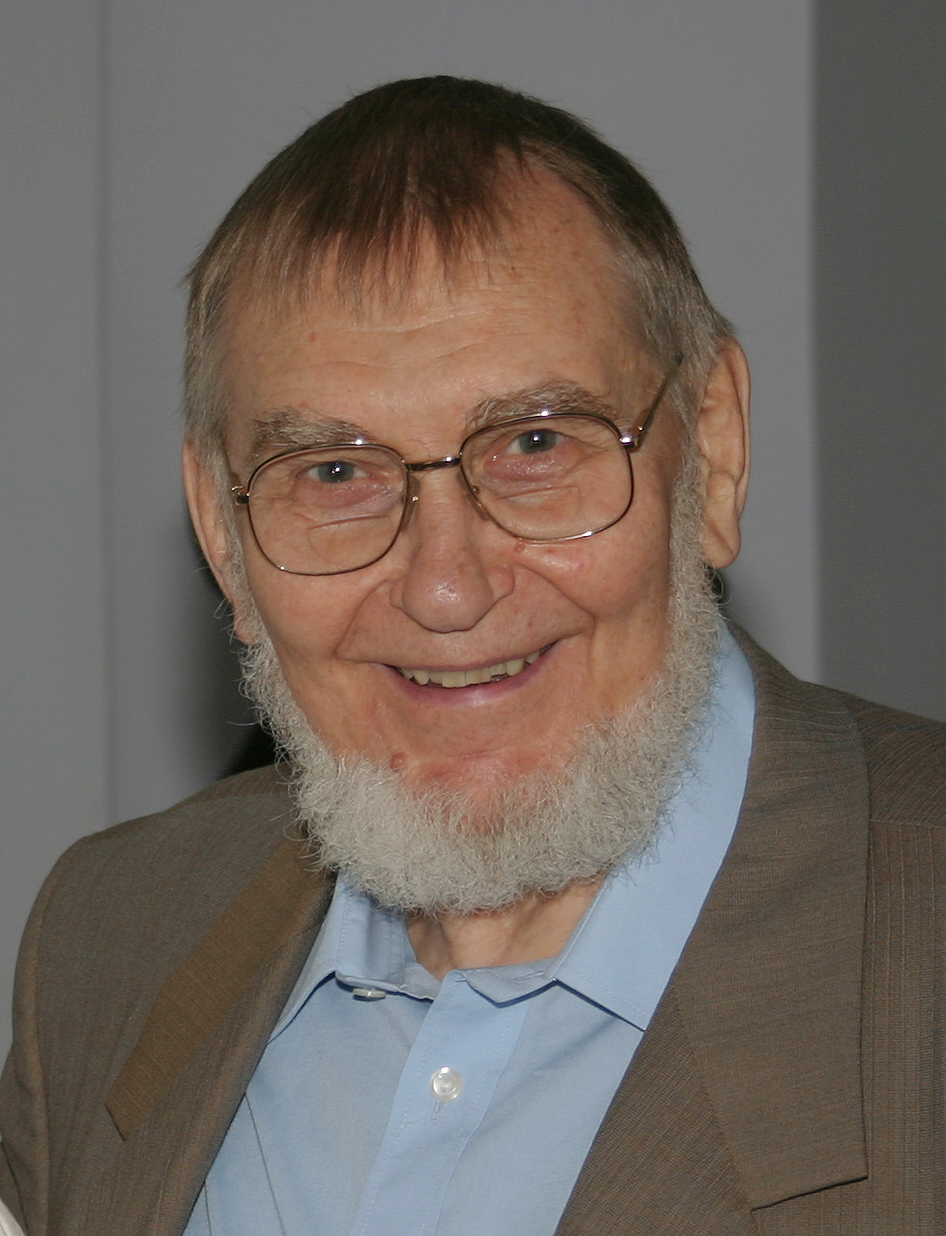
Вельо Тормис

- Апине, Майя (55) — латвийская актриса[131] .
- Баумане, Бирута (94) — советский и латвийский художник[132].
- Бекбалаков, Абушахма Бекенович (104) — советский шахтёр. Почётный гражданин Караганды.
- Гейлани, Ахмед (86) — афганский политический деятель, основатель Национального Исламского фронта Афганистана[133].
- Ермолаев, Юрий Михайлович (84) — советский и российский артист цирка, дрессировщик, народный артист СССР (1989)[134].
- Катц, Анатолий Иосифович (80) — советский и российский пианист, композитор и педагог, художественный руководитель и солист Саратовской областной филармонии имени Шнитке[135].
- Ключник, Василий Тимофеевич (81) — советский и украинский военный, начальник милиции Николаевской области (1984—1994), генерал-лейтенант милиции в отставке[136].
- Мессерер, Азарий Эммануилович (77) — советский и американский журналист, переводчик, лектор, пианист[137].
- Рахманкулов, Ильгиз Шамильевич (75)[значимость?] — советский политический деятель и организатор производства, первый секретарь ЦК ЛКСМ Татарстана (1972—1975), член ЦК ВЛКСМ, начальник производственно-технического управления связи ТАССР (1979—1991)[138].
- Рош, Магги (65) — американская фолк-певица, участница фолк-группы сестер Рош; рак[139].
- Сороченко, Роман Леонидович (92) — советский астроном, лауреат Государственной премии СССР (1988)[140].
- Тормис, Вельо (86) — советский и эстонский композитор, фольклорист, народный артист СССР (1987)[141].
- Халефоглу, Вахит Мелих (97) — турецкий государственный деятель, министр иностранных дел Турции (1983—1987)[142].
- Хачатрян, Захар Авакович (92) — российский и армянский живописец, заслуженный художник Российской Федерации и заслуженный художник Республики Армения[143].

### 20 января

Виктор Бучин

- Антипенко, Владимир Фёдорович (67) — украинский учёный-криминолог и деятель спецслужб, первый руководитель штаба Антитеррористического центра при СБУ, генерал-майор, доктор юридических наук, профессор[144].
- Бучин, Виктор Николаевич (97) — советский и российский тренер по лыжным гонкам и биатлону, заслуженный тренер СССР, участник Великой Отечественной войны[145].
- Клеймёнов, Анатолий Николаевич (82) — советский и российский военачальник, заместитель начальника Генерального штаба Вооруженных сил СССР и России (1989—1994), генерал-полковник в отставке[146].
- Райтар, Чеслав (87) — польский футболист[147].
- Силва, Карлос Алберто (77) — бразильский футбольный тренер[148].
- Станишич, Йоле (87) — югославский и сербский поэт, литературный критик и публицист, общественный деятель[149].
- Чёрный, Александр Михайлович (61) — украинский кинооператор, лауреат Государственной премии Украины имени Александра Довженко (1998)[150].

### 19 января

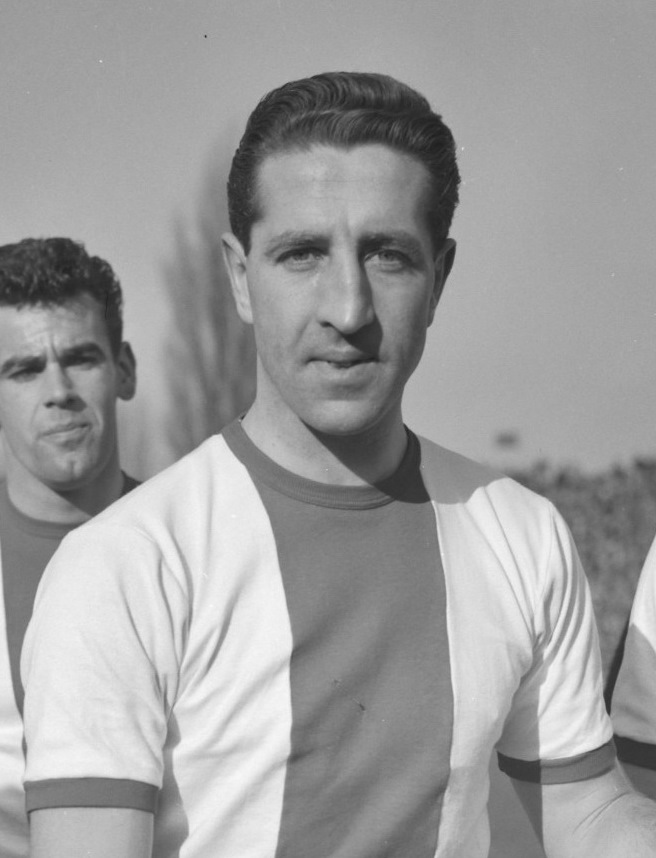
Гер Ван Маурик

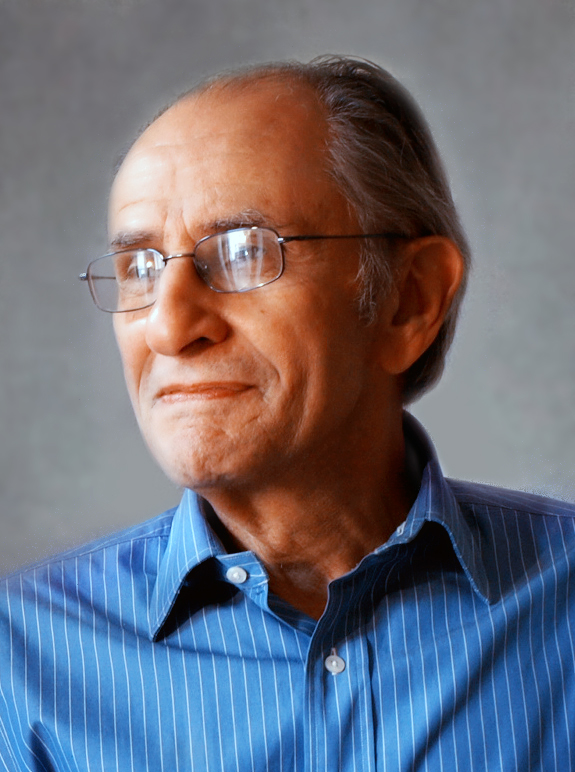
Джеймс Власто

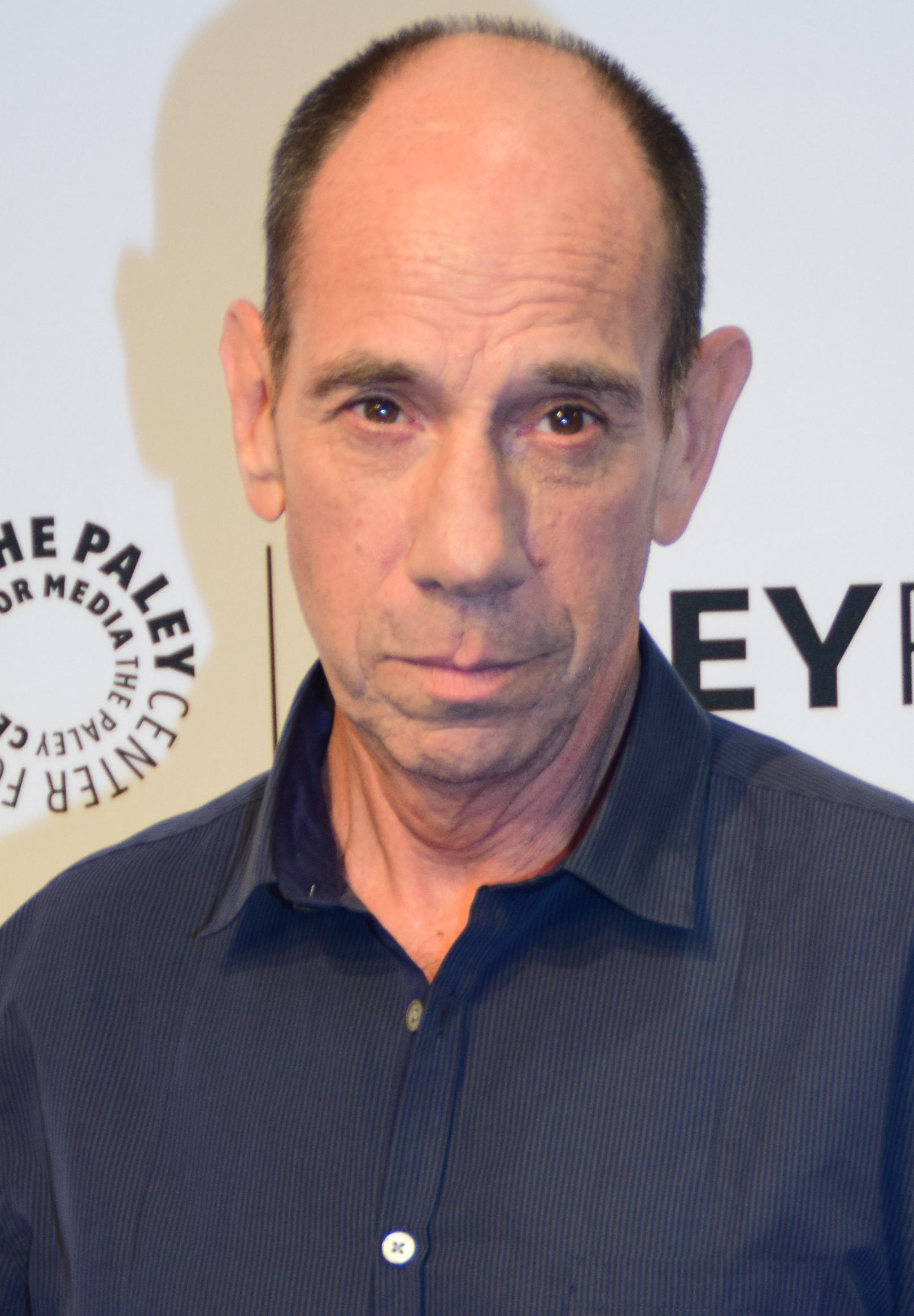
Мигель Феррер

- Аллахвердиев, Джалал Эйваз оглы (87) — советский и азербайджанский математик, академик НАНА[151].
- Борис, Василий Ярославович (58) — советский футболист, украинский футбольный тренер, полузащитник[152].
- Браз, Лоалва (63) — бразильская певица, солистка группы Kaoma; убийство[153].
- Ван Маурик, Гер (85) — нидерландский футболист, защитник «Аякса»[154].
- Власто, Джеймс (82) — американский издатель, политический консультант по связям с общественностью и государственный служащий[155].
- Головин, Станислав Алексеевич (84) — советский и российский промышленник, педагог, заслуженный деятель науки и техники РСФСР[156].
- Ефимов, Андрей Семёнович (88) — советский и украинский терапевт и эндокринолог, академик РАН (2013; академик АМН СССР с 1988), академик НАН Украины (1992)[157]
- Заваски, Теори (68) — бразильский юрист, член Федерального верховного суда Бразилии (с 2012 года); авиакатастрофа[158].
- Кадыров, Рафаэль Разимович (47) — российский хоккейный арбитр; опухоль головного мозга[159].
- Спина, Серджио[итал.] (88) — итальянский кино- и телевизионный режиссёр, сценарист и продюсер[160].
- Феррер, Мигель (61) — американский актёр; рак гортани[161][162].
- Филгейт, Эдди (101) — ирландский политический деятель, депутат Палаты представителей[163].
- Шнайдер, Элиссон (35) — американский дублёр («Белые цыпочки» и др.); рак молочной железы[164].

### 18 января

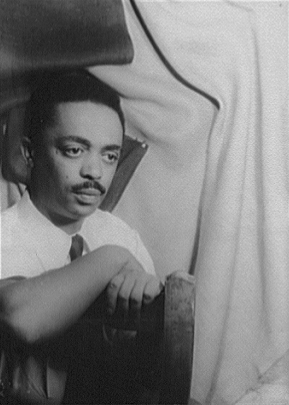
Питер Абрахамс

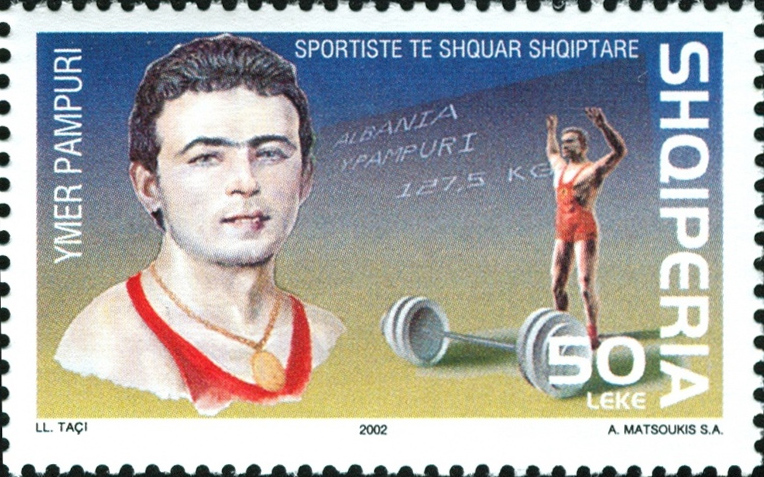
Юмер Пампури

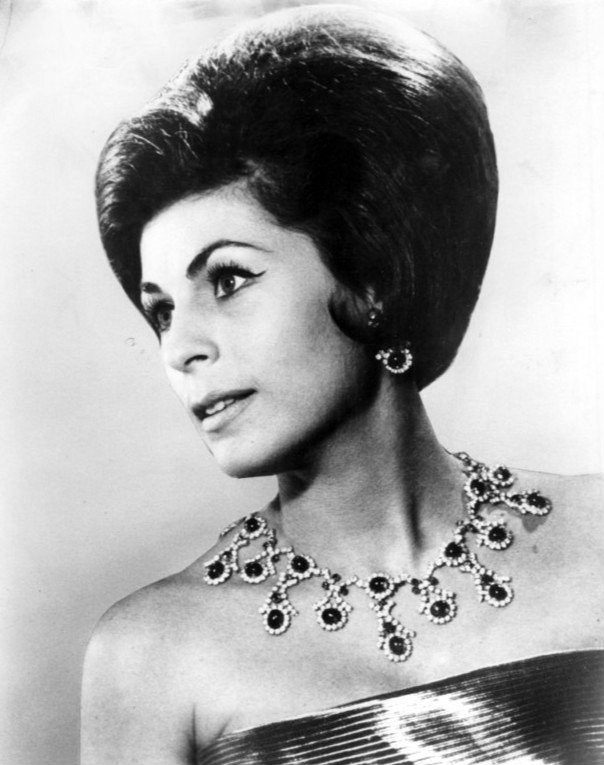
Роберта Питерс

Даниэл Энтин

- Абишев, Бахытжан Алимбаевич (69) — советский и казахстанский скульптор, заслуженный деятель искусств Республики Казахстан, академик Национальной академии художеств Республики Казахстан[165].
- Абрахамс, Питер Генри (97) — южноафриканский писатель[166].
- Арестов, Анатолий Васильевич (95) — советский работник нефтяной промышленности, Герой Социалистического Труда (1971)[167].
- Баксон, Дэвид (96) — американский государственный деятель, губернатор штата Делавэр (1960—1961)[168].
- Бергнер, Йосл (96) — израильский художник, лауреат Премии Израиля (1980)[169].
- Бесою, Ион (85) — румынский актёр театра и кино[170].
- Бобокалонов, Зариф Таирович (46) — таджикский военачальник, начальник Генерального штаба Вооружённых сил Таджикистана (2014—2015), генерал-майор; ДТП[171].
- Дламини, Обед (79) — свазилендский государственный деятель, премьер-министр Свазиленда (1989—1993)[172].
- Идзири, Юдзи — японский и американский исследователь в области бухгалтерского учёта и экономики, профессор, лауреат Зала славы бухгалтерского учёта[англ.][173].
- Бугров, Юрий Александрович (82) — советский и российский писатель, краевед, историк[174].
- Кинзикеев, Ахтям Рахматуллович (95) — советский и российский геолог-нефтяник, доктор геолого-минералогических наук, профессор, член-корреспондент Академии наук Республики Башкортостан (1991), участник Великой Отечественной войны[175].
- Мавродиев, Здравко (80) — болгарский художник[176].
- Мишин, Евгений Трофимович (96) — советский и российский государственный деятель, начальник Специального технического управления Министерства среднего машиностроения СССР (1967—1989), генерал-майор в отставке[177].
- Пампури, Юмер (72) — албанский тяжелоатлет, участник летних Олимпийских игр в Мюнхене (1972), чемпион мира (1972)[178].
- Питерс, Роберта (86) — американская оперная певица (колоратурное сопрано)[179].
- Ружицкий, Александр Антонович (79) — советский партийный деятель, первый секретарь Черкасского областного комитета Компартии Украины (1988—1991)[180].
- Сен, Гита (86) — индийская киноактриса[181].
- Тимофеев, Михаил Александрович (91) — советский деятель спецслужб.
- Энтин, Даниэл (89) — американский музейный работник, деятельный участник рериховского движения[182].

### 17 января

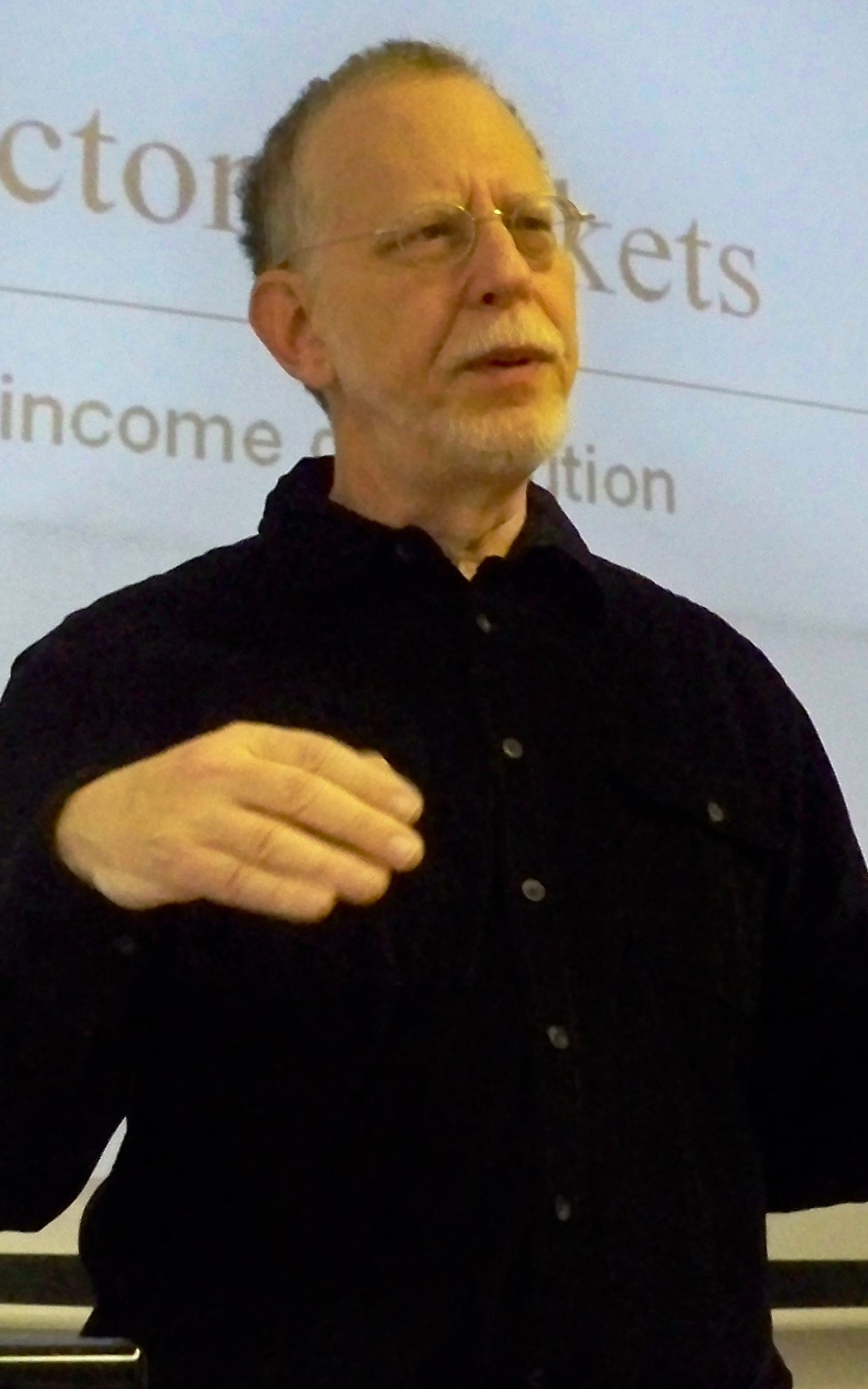
Стивен Плаут

- Барнс, Бренда (63) — американская предпринимательница, генеральный директор PepsiCo (1996—1997)[183].
- Бонд, Филип (82) — американский актёр[184].
- Гаррай, Паскаль (51) — бельгийский художник комиксов[185].
- Голс, Херберт (86) — немецкий фотограф[186].
- Гора, Феро (68) — словацкий музыкальный публицист и первый диджей в этой стране[187].
- Жуков, Анатолий Константинович (72) — советский и российский военачальник, бывший первый заместитель начальника Тыла Вооружённых Сил Российской Федерации генерал-лейтенант в отставке[188].
- Кундиев, Юрий Ильич (89) — советский и украинский учёный в области медицины труда (гигиенист), профессор, академик НАН и АМН Украины, вице-президент АМН Украины (с 1999), член-корреспондент РАН (2014), член-корреспондент АМН СССР (1974)[189].
- Ланге, Вальтер (92) — австрийский бизнесмен, владелец компании и основатель бренда A. Lange & Söhne[190].
- Лурье, Борис Дмитриевич (67) — советский и российский архитектор-реставратор[191].
- Маргольд, Уильям (73) — американсмкий актёр[192].
- Огнёв, Владимир Фёдорович (93) — советский и российский писатель и литературный критик, участник Великой Отечественной войны[193].
- Пит, Малкольм (84) — канадский учёный в области медицины, академик[194].
- Плаут, Стивен (65) — израильский экономист[195].
- Райхл, Ярослав (90) — словацкий архитектор[196].
- Рахимов, Эрнест Ахмедович (77) — российский организатор кинопроизводства и продюсер, аниматор, директор киностудии «Союзмультфильм» (1997—2004), заслуженный работник культуры Российской Федерации (2004)[197].
- Рухул Амин, М. М. (74) — председатель Верховного суда Бангладеш (2008—2009)[198].
- Соуса, Марио (76) — мексиканский ботаник, доктор философии Гарвардского университета[199].
- Сыпко, Евгений Николаевич (52) — советский тяжелоатлет, серебряный призёр чемпионата Европы (1987)[200].
- Фасино, Марио (96) — итальянский государственный деятель, президент Сицилии (1969—1972), президент Сицилийской региональной Ассамблеи (1974—1976)[201].
- Фишер, Марк (48) — американский писатель; самоубийство[202].
- Шлапка, Гейза (89) — чехословацкий партийный и государственный деятель, член президиума ЦК Словацкой коммунистической партии[203].

### 16 января

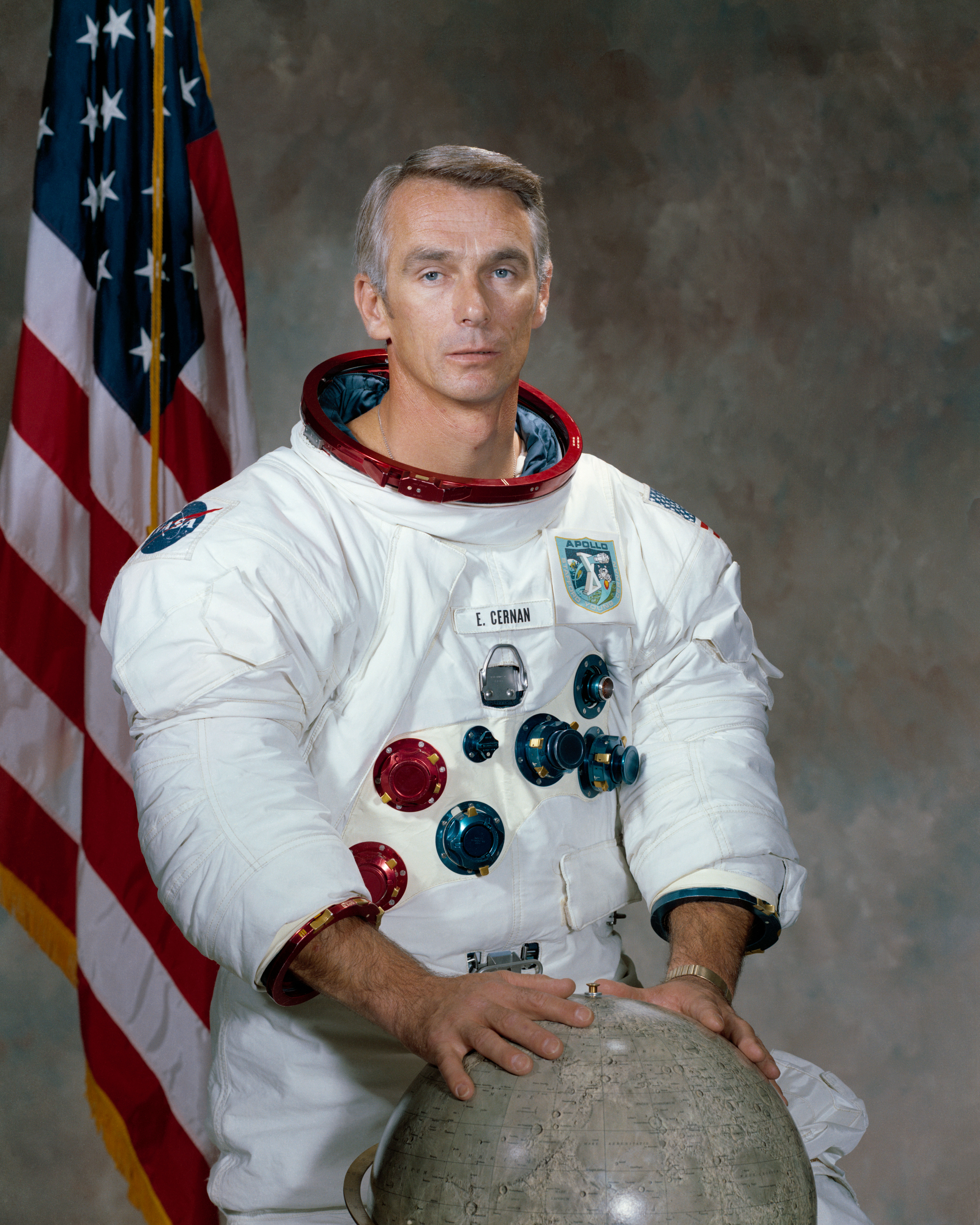
Юджин Сернан

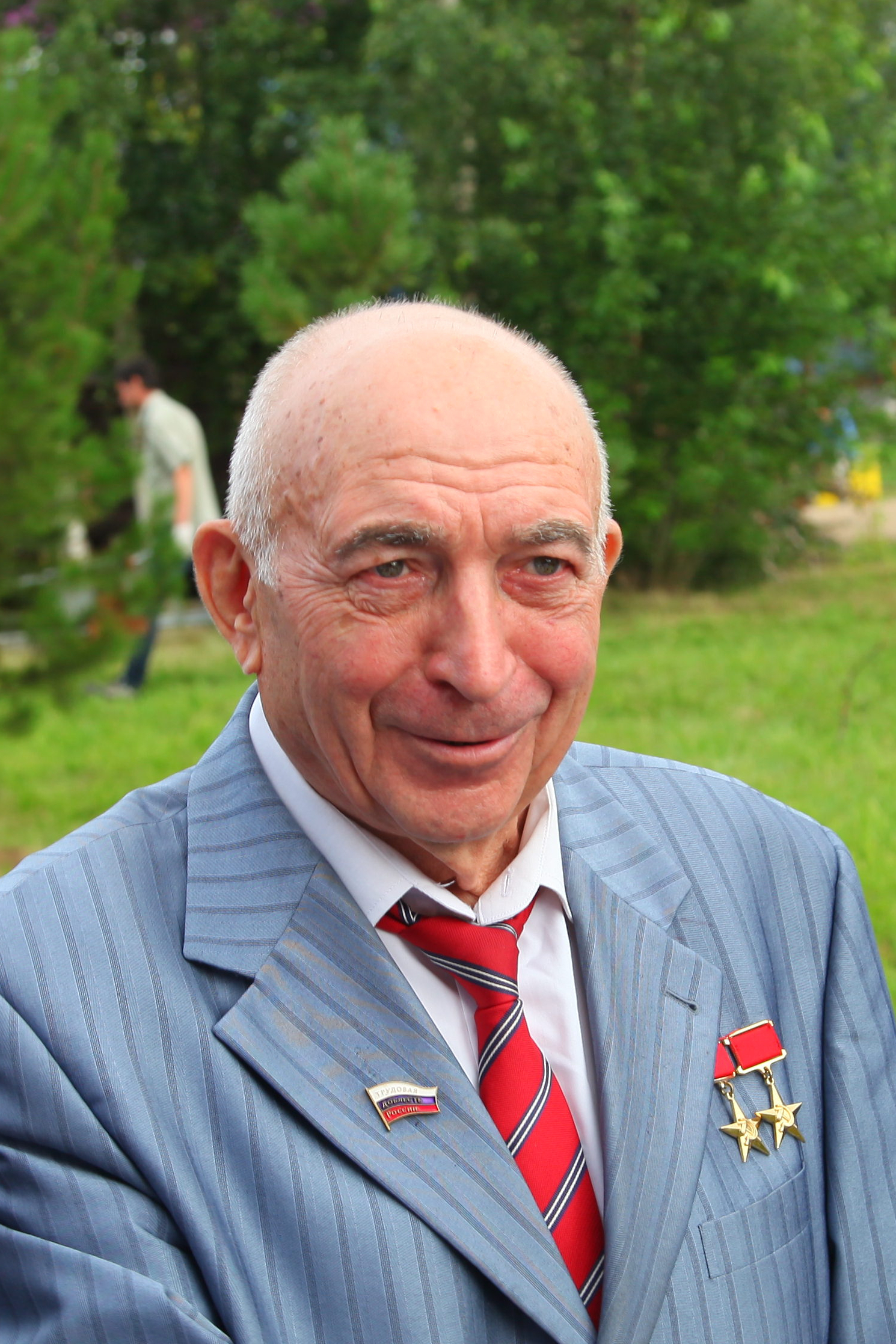
Владимир Ярыгин

- Браунс, Улдис (84) — советский и латышский оператор, режиссёр документального и игрового кино[204].
- Введенский, Юрий Владимирович (88) — советский и российский адвокат, вице-президент Союза адвокатов СССР, сопредседатель Союза адвокатов России, заслуженный юрист РСФСР[205].
- Галиахматов, Шарипзян (70) — советский и российский хоккейный арбитр, судья международной категории по хоккею[206].
- Гроховски, Герд (60) — немецкий оперный певец (бас-баритон)[207].
- Куприянов, Сергей Алексеевич (89) — советский и российский художник, народный художник Российской Федерации (2007), сын художника Алексея Куприянова, брат кинооператора Георгия Куприянова[208].
- Мартынюк, Виктор Николаевич (89) — советский строитель-мелиоратор, Герой Социалистического Труда (1966)[209].
- Навратил, Иржи (93) — чешский участник антифашистского сопротивления, диссидент-антикоммунист, глава скаутского движения Чехии[210].
- Перье, Анна (94) — швейцарская поэтесса и переводчик[211].
- Покшивняк, Юзеф Томаш (70) — польский историк литературы, профессор гуманитарных наук[212].
- Свечников, Владимир Дмитриевич (77) — российский актёр театра и кино, заслуженный артист России (1996), народный артист Удмуртии[213].
- Сернан, Юджин (82) — американский астронавт, последний, на данный момент, человек, стоявший на поверхности Луны[214].
- Шакирзянова, Лена Галимзяновна (71) — советская и российская татарская поэтесса, публицист и переводчица, народная поэтесса Татарстана, лауреат Государственной премии Татарстана имени Габдуллы Тукая[215].
- Ярыгин, Владимир Михайлович (81) — токарь-карусельщик Электростальского завода тяжёлого машиностроения, дважды Герой Социалистического Труда (1976, 1985)[216].

### 15 января

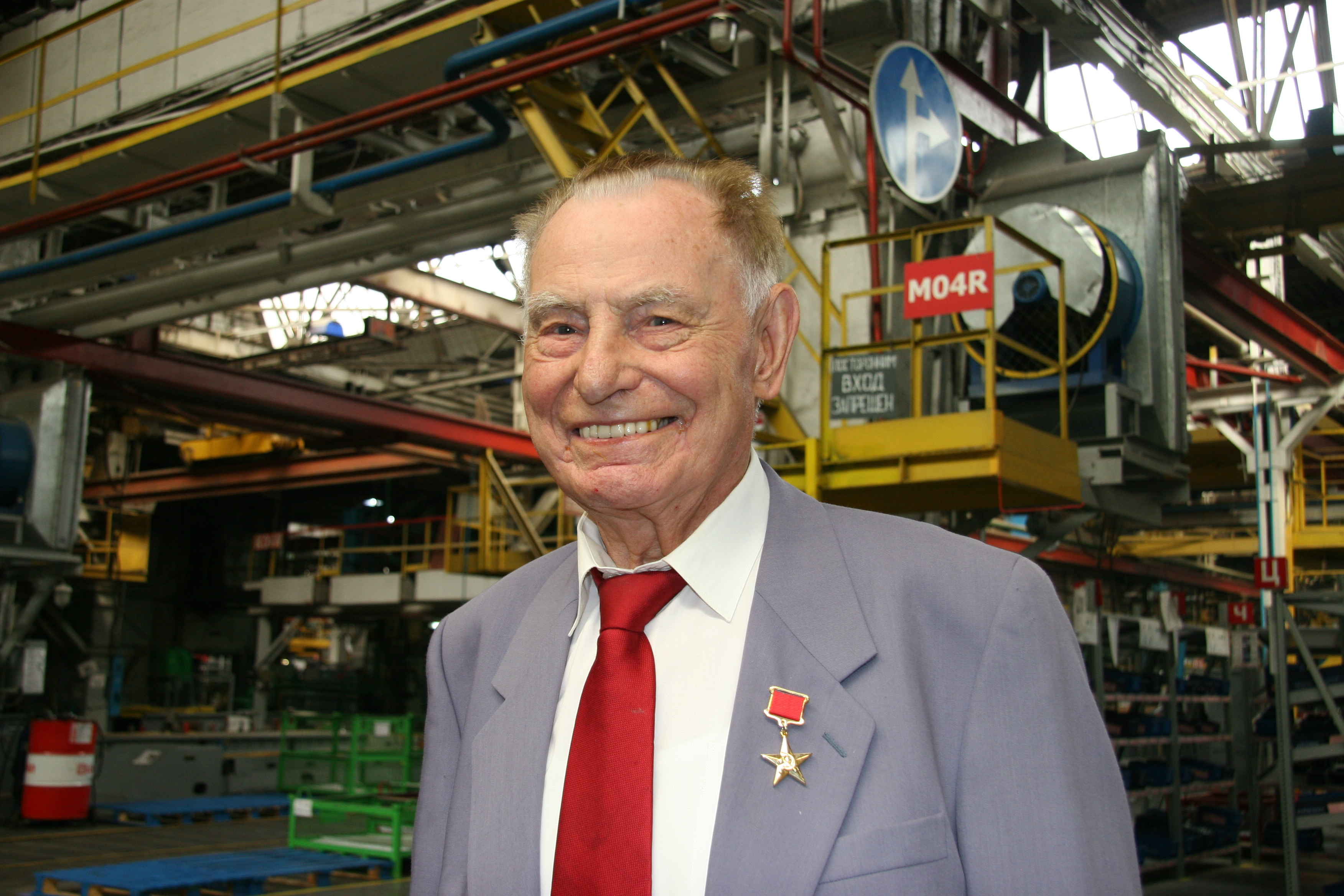
Александр Ежевский

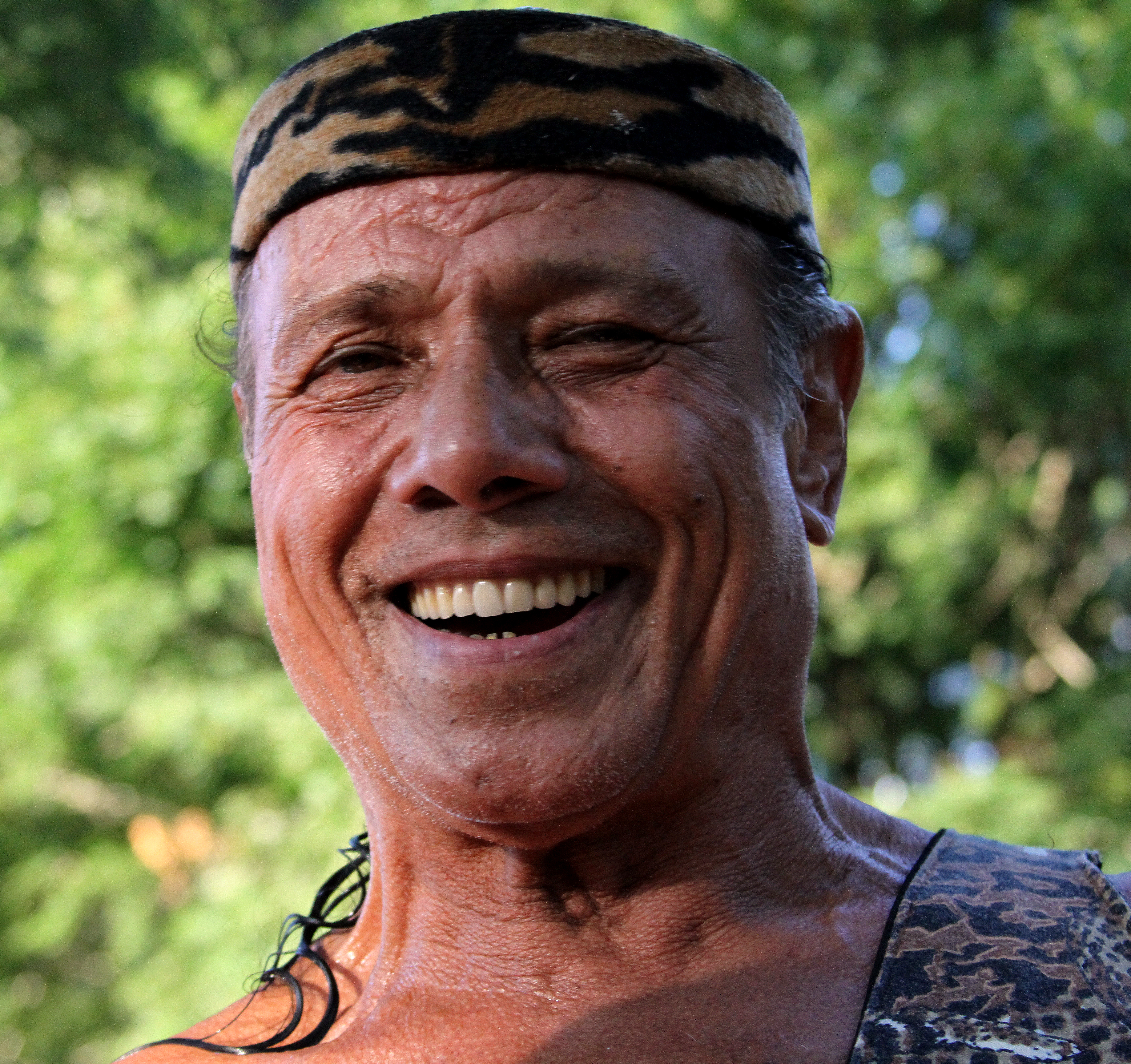
Джимми Снука

- Быстров, Валентин Александрович (87) — советский и российский хоккеист и тренер (СКА Ленинград), заслуженный мастер спорта России (2003), отец тренера по гимнастике Инны Быстровой[217].
- Воронков, Николай Николаевич (64) — советский и российский художник и педагог[218].
- Гамир, Луис (74) — испанский государственный деятель, министр торговли и туризма (1980—1982), министр транспорта и коммуникаций (1981—1982) Испании[219].
- Готье, Ричард (85) — американский киноактёр[220].
- Долинин, Александр Васильевич (78) — советский и российский организатор оборонного производства, директор Трехгорненского приборостроительного завода (Челябинская область) (1987—2003), лауреат Государственной премии Российской Федерации[221].
- Ежевский, Александр Александрович (101) — советский государственный деятель, министр тракторного и сельскохозяйственного машиностроения СССР (1980—1988), Герой Социалистического Труда (1985)[222].
- Иванов, Илья Валентинович (63) — советский киноактёр[223].
- Клаасен, Тэнди (86) — южноафриканская джазовая певица[224].
- Рынков, Юрий Николаевич (80) — советский футболист, защитник («Энергетик» Душанбе)[225].
- Снука, Джимми (73) — профессиональный американский рестлер и актёр[226].
- Щепаньский, Ян (77) — польский боксёр лёгкой весовой категории, чемпион летних Олимпийских игр в Мюнхене (1972)[227].

### 14 января

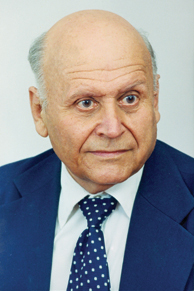
Григорий Антоненко

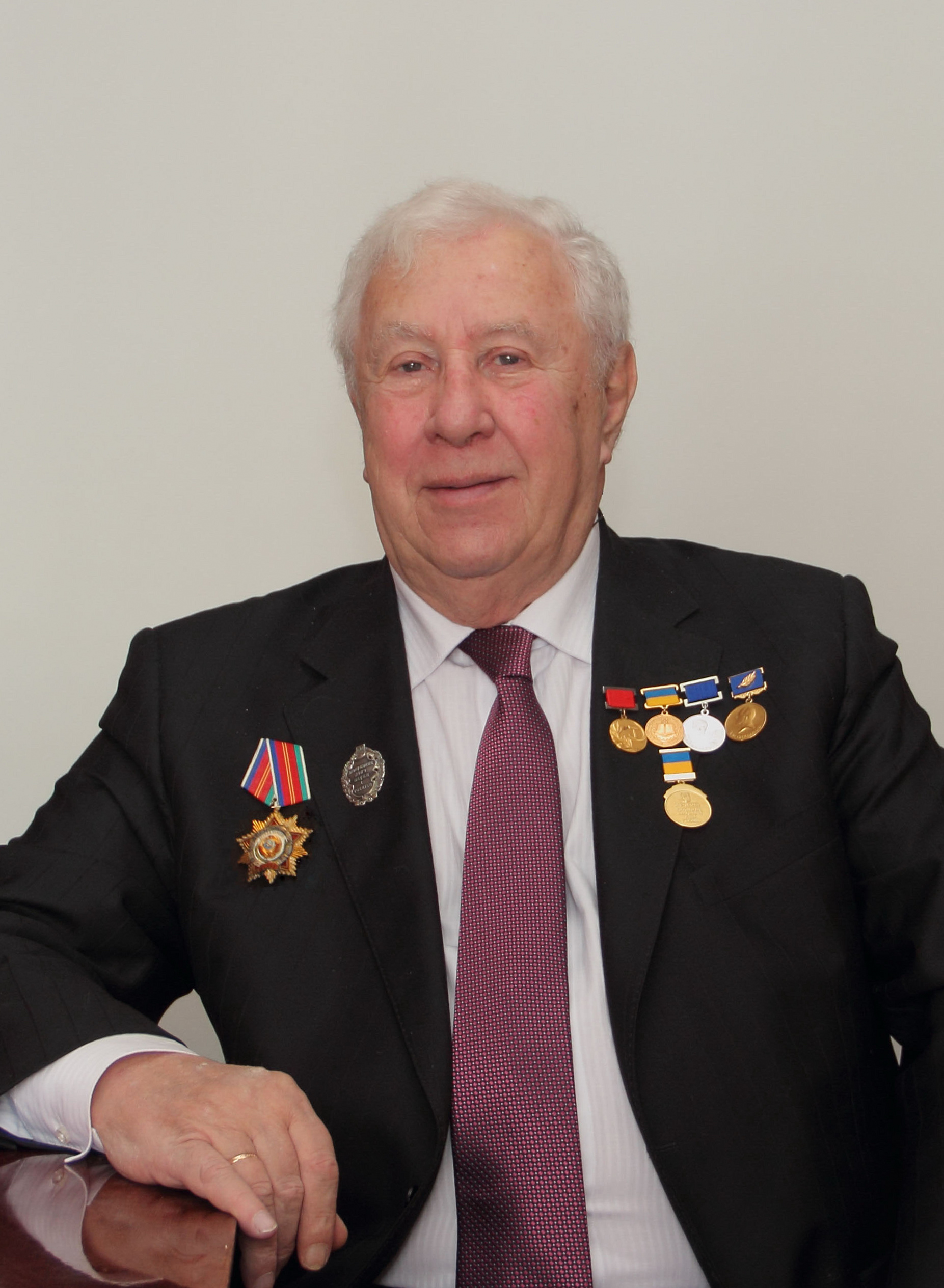
Илья Лихтарев

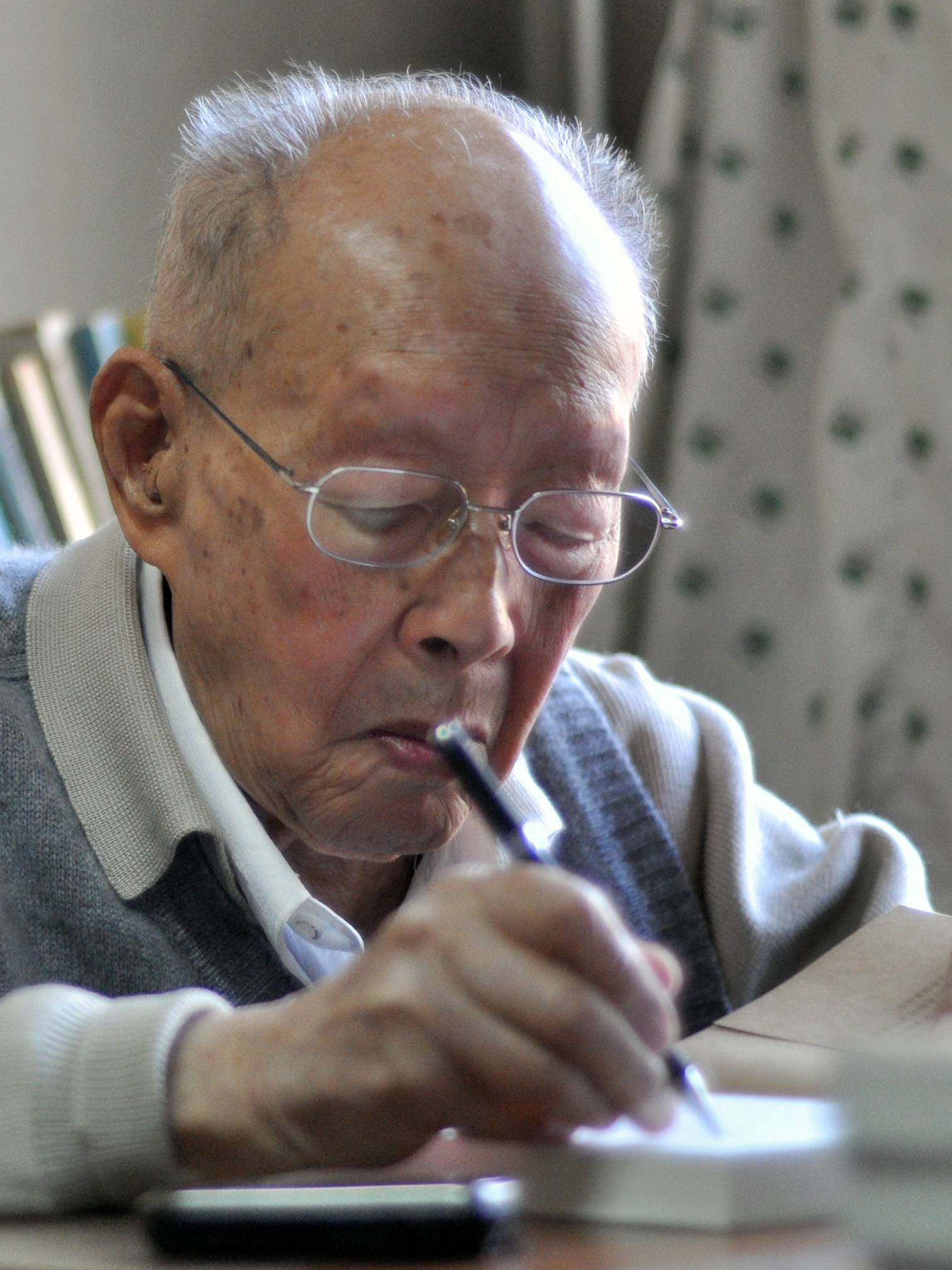
Чжоу Югуан

- Антоненко, Григорий Николаевич (89) — украинский актёр театра и кино, народный артист Украины (1996)[228].
- Барнала, Сурджит Сингх (91) — индийский государственный деятель, губернатор штатов Тамилнад (1990—1991, 2004—2011), Уттаранчал (2000—2003), Андхра-Прадеш (2003—2004), главный министр Пенджаба (1985—1987)[229].
- Войтецкий, Владимир Константинович (83) — советский передовик сельскохозяйственного производства, , бригадир колхоза имени М.И. Калинина Глубокского района Витебской области, Герой Социалистического Труда (1966)[230].
- Гадбан, Ахмад — сирийский военный деятель, бригадный генерал в отставке; убит[231].
- Кулиев, Эльдар Кайсынович (65) — российский кинорежиссёр, сценарист, сын поэта Кайсына Кулиева[232].
- Лежаич, Райко — сербский политический деятель, председатель Скупщины Республики Сербская Краина (Хорватия)[233].
- Лихтарёв, Илья Аронович (81) — советский и украинский физик, профессор, генеральный директор «Научно-исследовательского института радиационной защиты» Академии технологических наук Украины, один из руководителей ликвидации аварии на Чернобыльской АЭС[234].
- Лю, Хокон (41) — норвежский кинорежиссёр китайского происхождения[235].
- Месроп Григорян (84) — архиепископ Армянской апостольской церкви, патриарший представитель в Центральной Европе [236].
- Мис, Герберт (87) — западногерманский политический деятель, председатель Германской коммунистической партии (1973—1990), лауреат Международной Ленинской премии «За укрепление мира между народами» (1987)[237].
- Мухаммед ибн Фейсал Аль Сауд (79) — саудовский бизнесмен и государственный деятель, член династии Аль Сауд[238]
- Соловьёв, Юрий Васильевич (83) — советский и российский актёр, заслуженный артист РСФСР (1980)[239].
- Старр, Кевин (76) — американский историк, главный библиотекарь штата Калифорния (1994—2004), обладатель Национальной медали США (2006); сердечный приступ[240].
- Удинцев, Глеб Борисович (93) — советский и российский океанолог-геоморфолог, член-корреспондент РАН (1991)[241].
- Ферейра, Карлуш Антеру Лопеш (84) — португальский архитектор и поэт[242].
- Цанга, Эдуард Николаевич (37) — российский оперный певец (бас-баритон), солист Мариинского театра[243].
- Чжоу Югуан (111) — китайский учёный и общественный деятель, создатель латинского алфавита для китайского языка (пиньинь)[244].

### 13 января

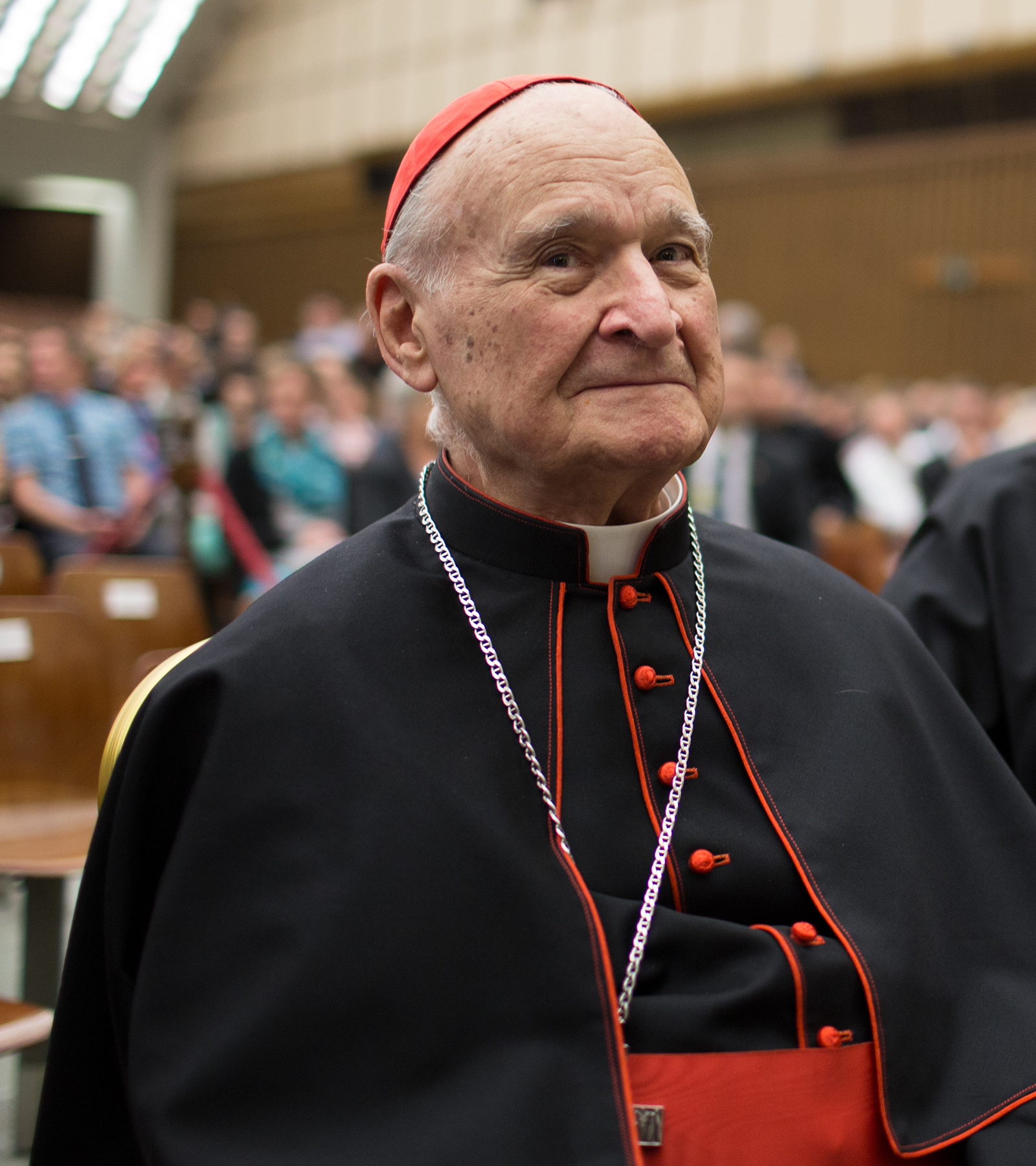
Джильберто Агустони

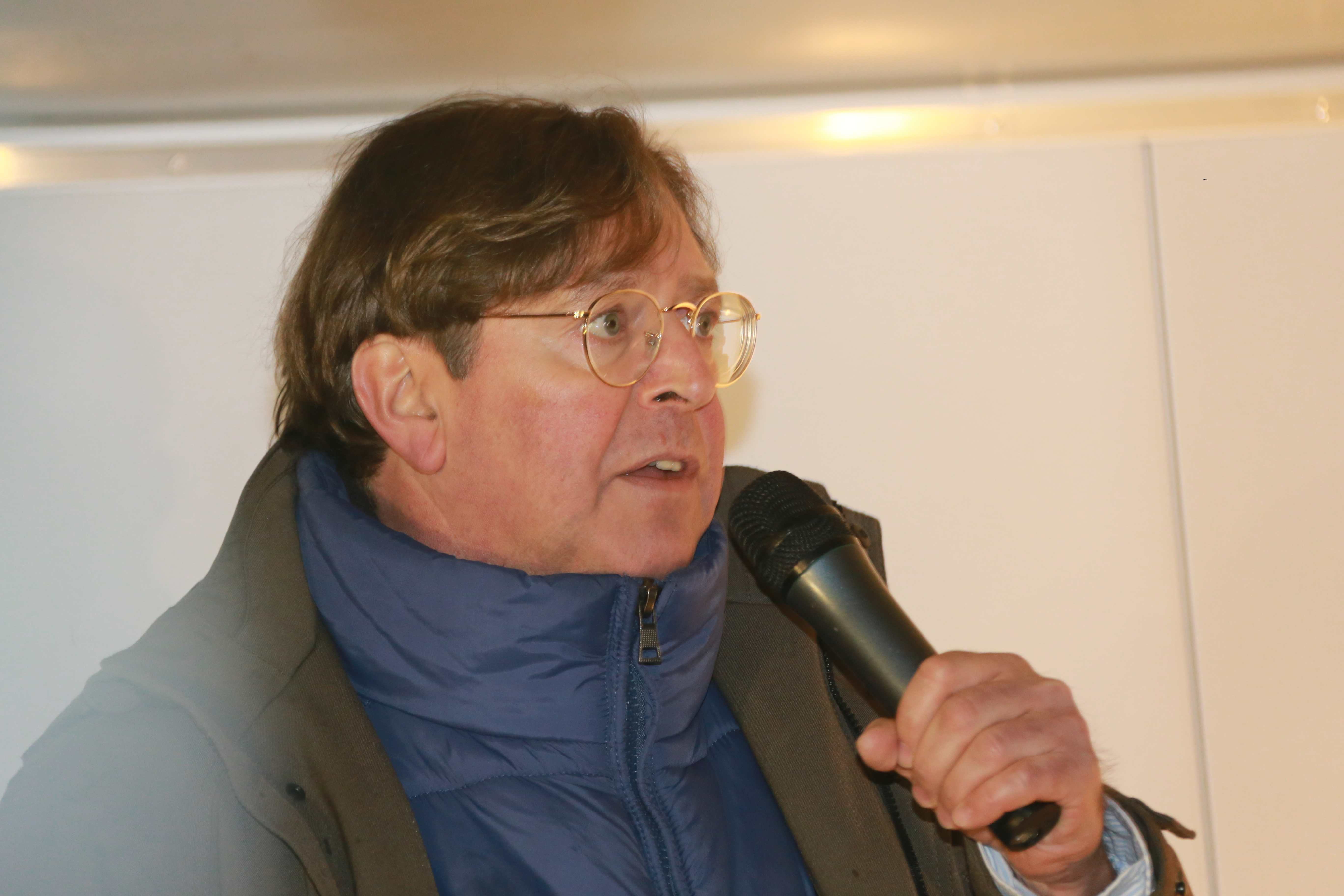
Удо Ульфкотте

- Агустони, Джильберто (94) — швейцарский куриальный кардинал, префект Верховного Трибунала Апостольской Сигнатуры (1992—1998)[245].
- Армстронг-Джонс, Энтони, 1-й граф Сноудон (86) — фотограф, бывший муж принцессы Маргарет[246].
- Берлинер, Ханс (87) — американский шахматист, гроссмейстер ИКЧФ (1968)[247].
- Вагнер, Отто (92) — словацкий узник концлагеря Маутхаузен, участник Словацкого национального восстания[248].
- Гуарани, Горацио (91) — аргентинский эстрадный и фолк-певец и киноактёр[249].
- Д’Абрера, Бернард (76) — австралийский энтомолог и систематик, философ науки, известен многочисленными публикациями книг о чешуекрылых (бабочках)[250].
- Евремович, Мики (75) — югославский и сербский эстрадный певец[251].
- Ермак, Владимир Давыдович — российский учёный, основатель Школы Системной Соционики, доктор философии[252].
- Захарова, Лариса Георгиевна (83) — советский и российский историк, доктор исторических наук, заслуженный профессор МГУ[253].
- Иванов, Сергей Владимирович (66) — российский поэт и художник, председатель правления Новгородской областной организации Союза писателей Российской Федерации (2006—2009)[254].
- Кананин, Роман Григорьевич (81) — советский и российский архитектор, народный архитектор Российской Федерации, почётный строитель Москвы[255].
- Макаед, Николай Александрович (78) — министр торговли (1981—1987), заместитель председателя Совета Министров БССР (1987—1991)[256] Архивная копия от 5 июня 2020 на Wayback Machine.
- Нанут, Антон (84) — словенский дирижёр[257].
- Рабах, Арецки (Абу Джамаль) (78) — алжирский актёр театра и кино[258].
- Рачков, Борис Васильевич (85) — советский и российский учёный, эксперт в нефтяной промышленности, журналист[259].
- Ульфкотте, Удо (56) — немецкий журналист и критик ислама[260].
- Шейндлин, Александр Ефимович (100) — советский и российский физик, почётный директор Объединённого института высоких температур РАН, академик РАН (1991; академик АН СССР с 1974), лауреат Ленинской и Государственной премий СССР, Герой Социалистического Труда (1986)[261].

### 12 января

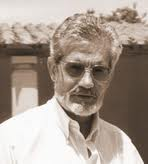
Джулио Анджони

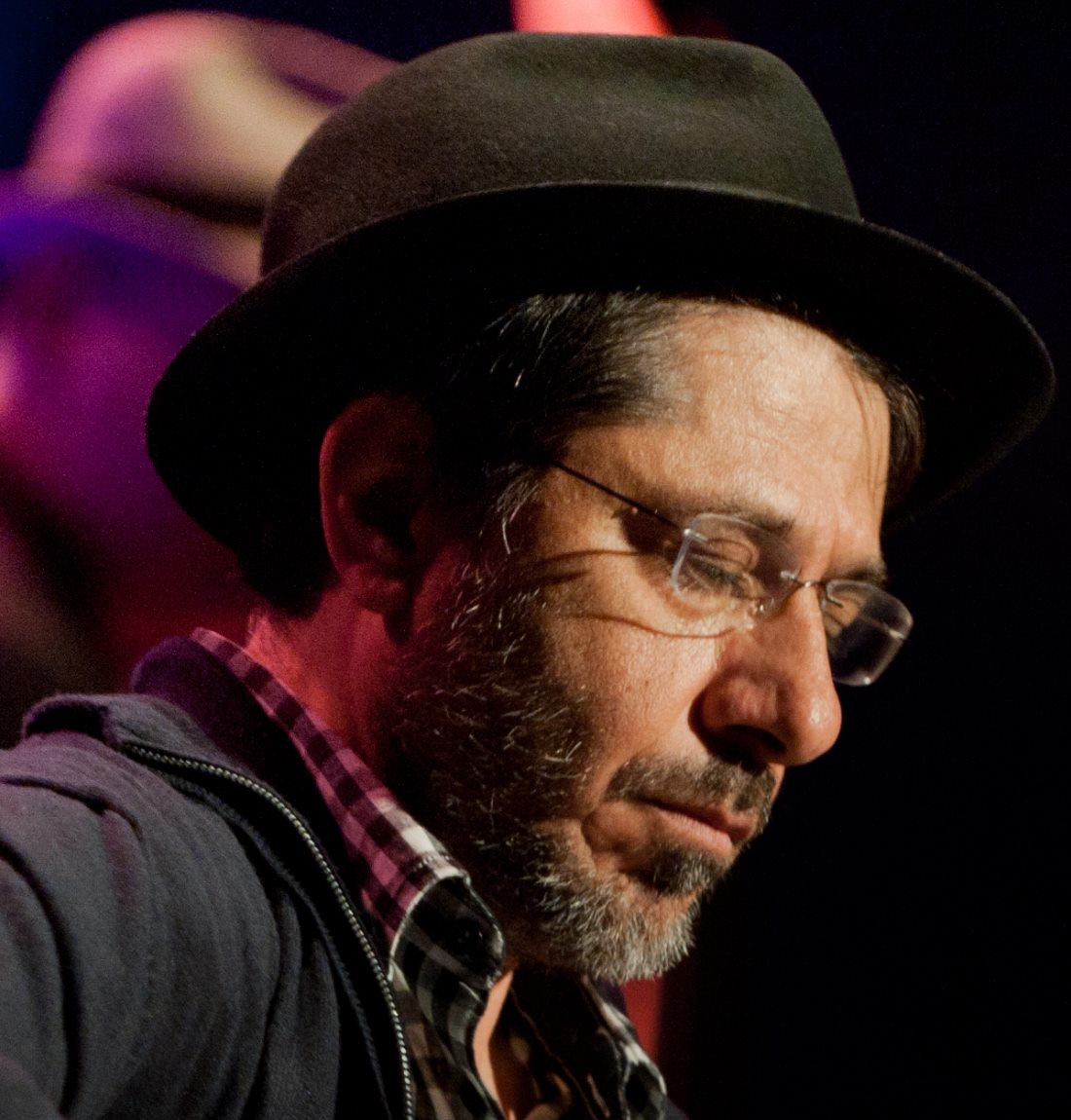
Меир Банай

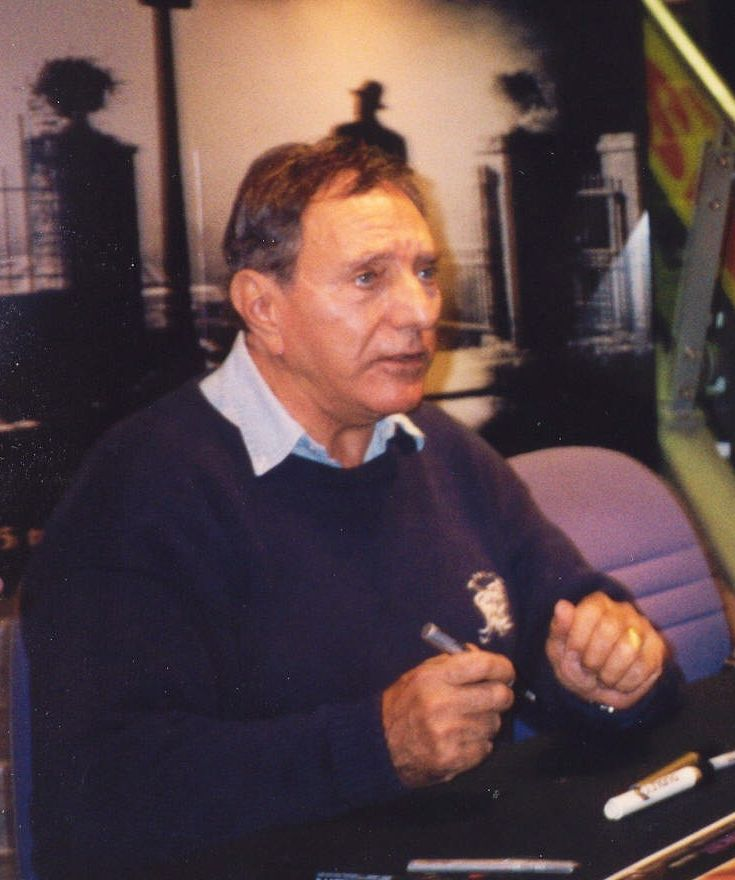
Уильям Блэтти

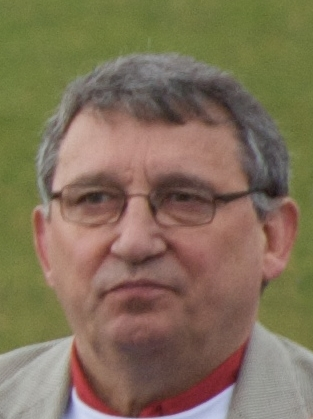
Грэм Тейлор

- Анджони, Джулио (77) — итальянский писатель и антрополог[262].
- Баврин, Иван Иванович (84) — российский математик, методист и педагог, академик РАО, заслуженный деятель науки Российской Федерации[263].
- Банай, Меир (55) — израильский поп- и рок-певец, композитор и поэт-песенник[264].
- Блэтти, Уильям Питер (89) — американский писатель, сценарист и режиссёр («Изгоняющий дьявола»)[265].
- Гаптаренко, Анатолий Иванович (52) — заслуженный тренер Украины по шашкам
- Ланг, Розмари (69) — немецкая оперная певица (меццо-сопрано)[266].
- Муравлёв, Николай Николаевич (90) — советский и российский художник[267].
- Мураховский, Всеволод Серафимович (90) — советский партийный и государственный деятель, первый заместитель председателя Совета Министров СССР и председатель Госагропрома СССР (1985—1989), Герой Социалистического Труда (1982)[268].
- Роштакова, Жанна (33) — российская поп-певица[269].
- Северин, Андрей Васильевич (52) — советский футболист, игрок полтавской «Ворсклы» (1986 и 1988), украинский тренер по футболу[270].
- Спеллман, Фрэнк (94) — американский тяжелоатлет, чемпион летних Олимпийских игр в Лондоне (1948)[271].
- Тейлор, Грэм (72) — британский футбольный тренер «Астон Виллы» (1987—1990 и 2002—2003) и сборной Англии (1990—1993); инфаркт[272].
- Хмыров, Александр Алексеевич (91) — советский и российский учёный-криминалист, профессор, заслуженный юрист Российской Федерации (1996)[273].
- Экманис, Рольф (87) — латышский литератор и писатель, английский и латвийский учёный, филолог, журналист и общественный деятель[274].

### 11 января

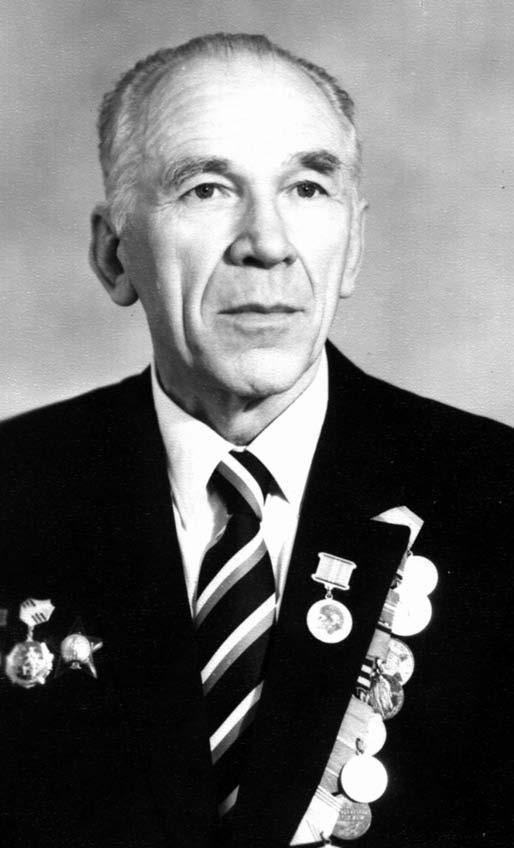
Николай Непримеров

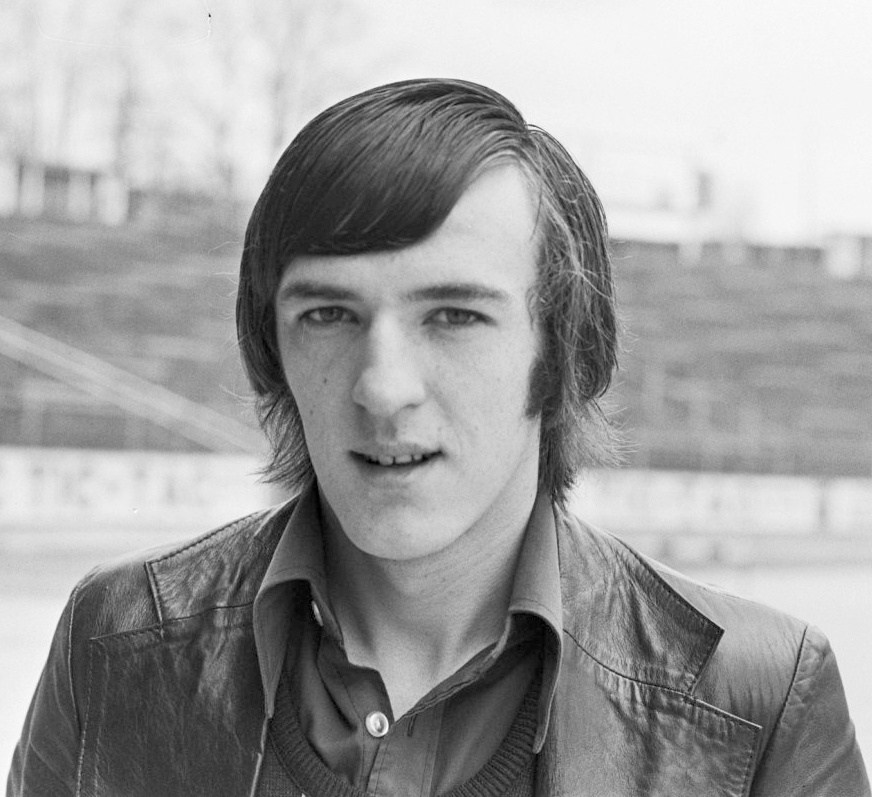
Франсуа ван дер Эльст

- Арпейянж, Пьер (92) — французский юрист и государственный деятель, министр юстиции Франции (1988—1990)[275].
- Брызгалов, Александр Николаевич (86) — советский и российский физик, заслуженный работник высшей школы Российской Федерации[276].
- Демьянович, Борис Александрович (100)[значимость?] — российский инженер-изобретатель, фотограф, ветеран Великой Отечественной войны, почётный гражданин города Иркутска[277].
- Дризуле, Рита (95) — советский и латвийский фольклорист[278].
- Каменецкий, Ян Лазаревич (77) — советский и российский тренер по хоккею с шайбой, заслуженный тренер России[279].
- Красавин, Анатолий Николаевич (63) — советский и российский музыкант, продюсер ВИА «Здравствуй, песня»[280].
- Куракин, Евгений Фёдорович (91) — советский партийный и государственный деятель, председатель Челябинского облисполкома (1973—1988)[281].
- Непримеров, Николай Николаевич (95) — советский и российский физик, профессор Казанского государственного университета, участник Великой Отечественной войны[282].
- Оллсап, Томми (85) — американский рок-гитарист[283].
- Сиддики, Саид уз-Заман (79) — пакистанский государственный деятель, губернатор провинции Синд (с 2016), председатель Верховного суда Пакистана (1999—2000)[284].
- Смоленцев, Евгений Алексеевич (93) — советский юрист и государственный деятель, последний председатель Верховного суда СССР (1989—1992)[285].
- Соколов, Владимир Михайлович (77) — российский велогонщик и тренер, заслуженный мастер спорта СССР[286].
- Тагаев, Абдужапар Тагаевич (63) — киргизский государственный деятель, министр связи Республики Кыргызстан (1995—1996), заслуженный работник связи Республики Кыргызстан[287].
- Эльст, Франсуа ван дер (62) — бельгийский футболист, нападающий («Андерлехт»), брат футболиста и тренера Лео ван дер Эльста[288].
- Янбеков, Рамиль Ахметович (Рамиль Янбек) (64) — советский и российский башкирский поэт, брат поэта Венера Янбекова[289].

### 10 января

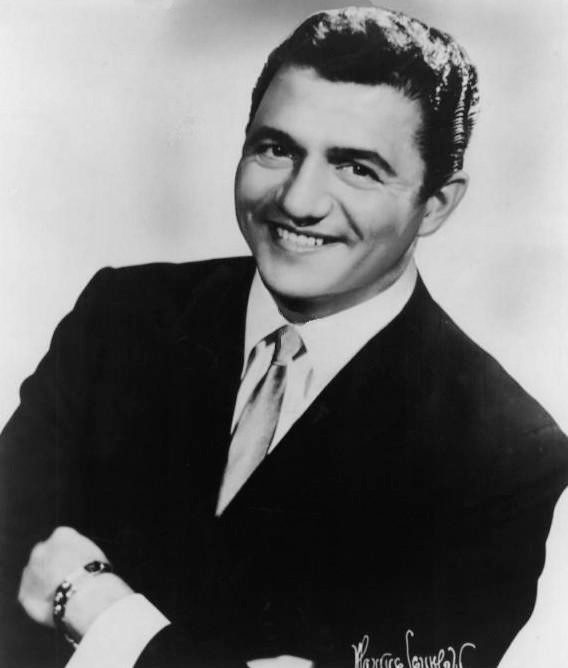
Бадди Греко

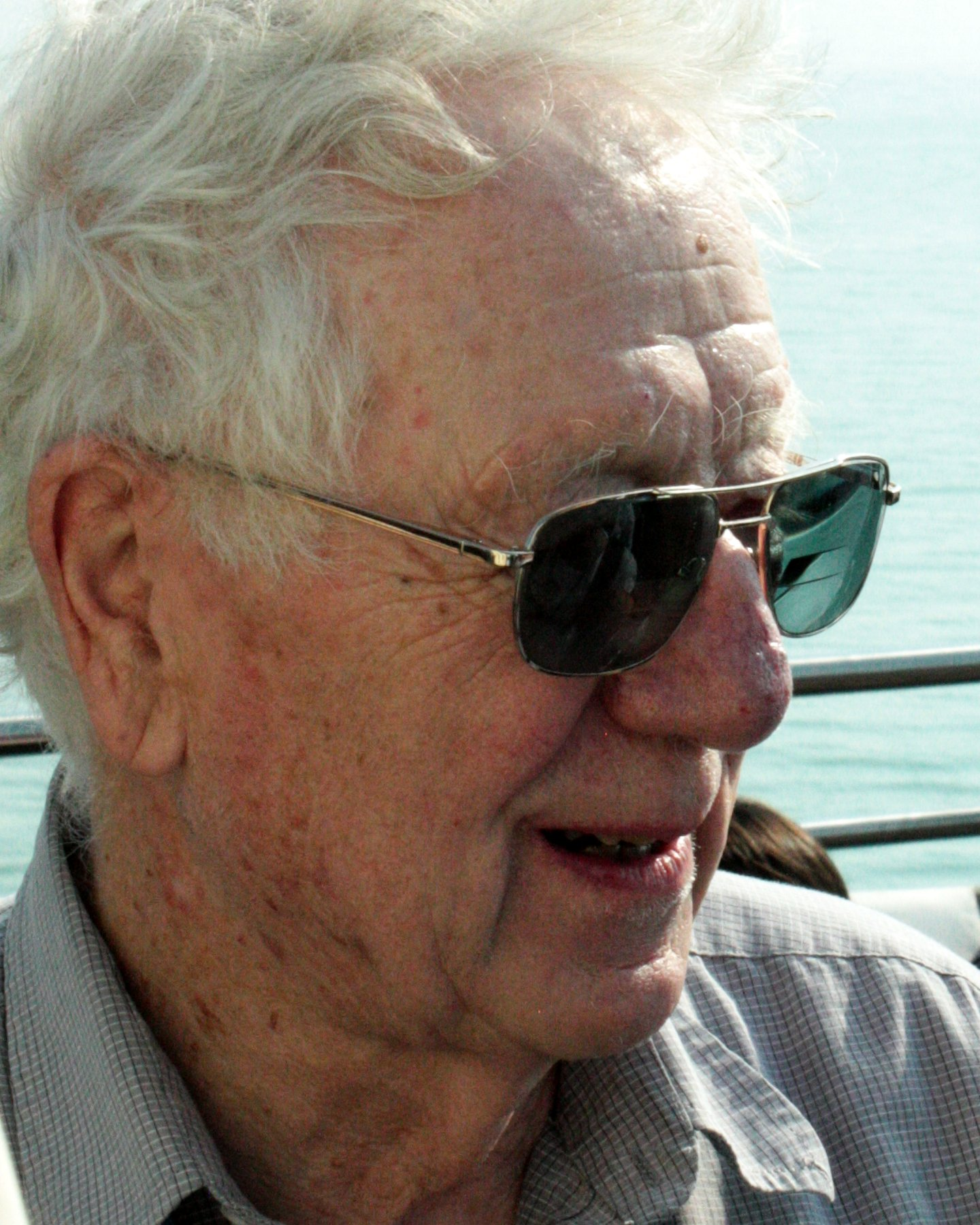
Оливер Смитис

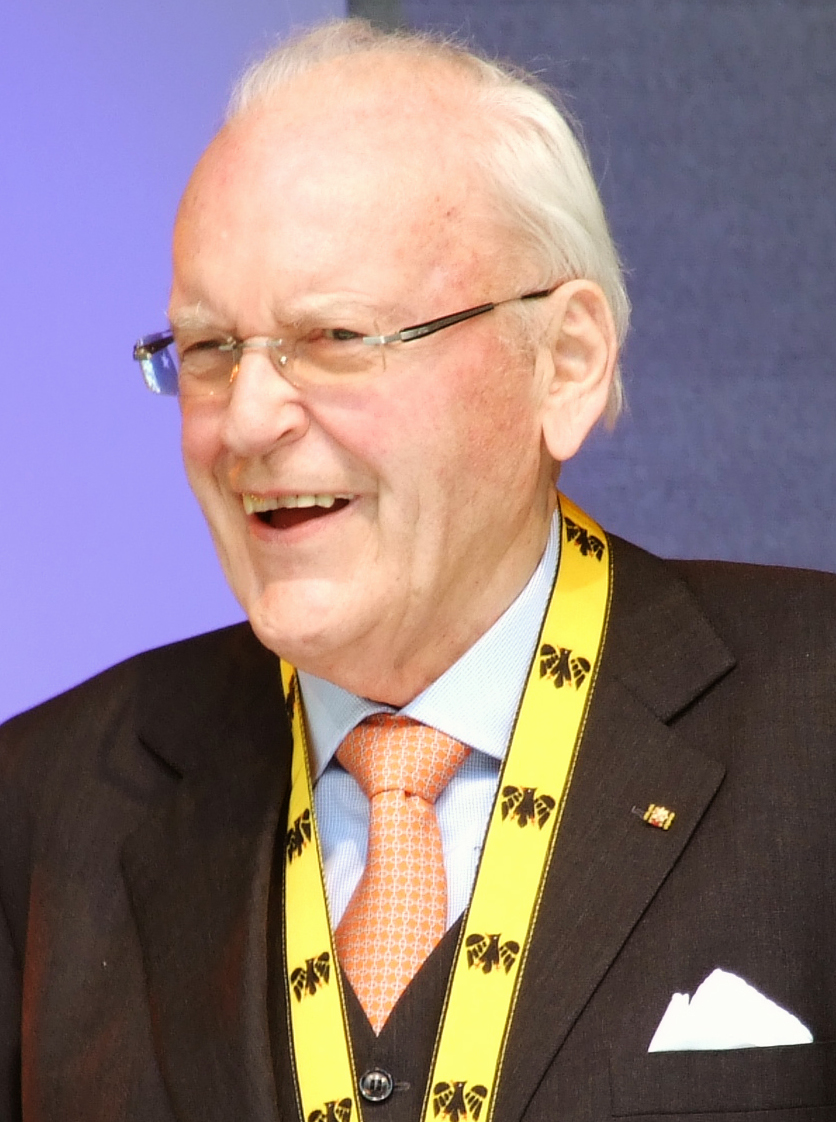
Роман Херцог

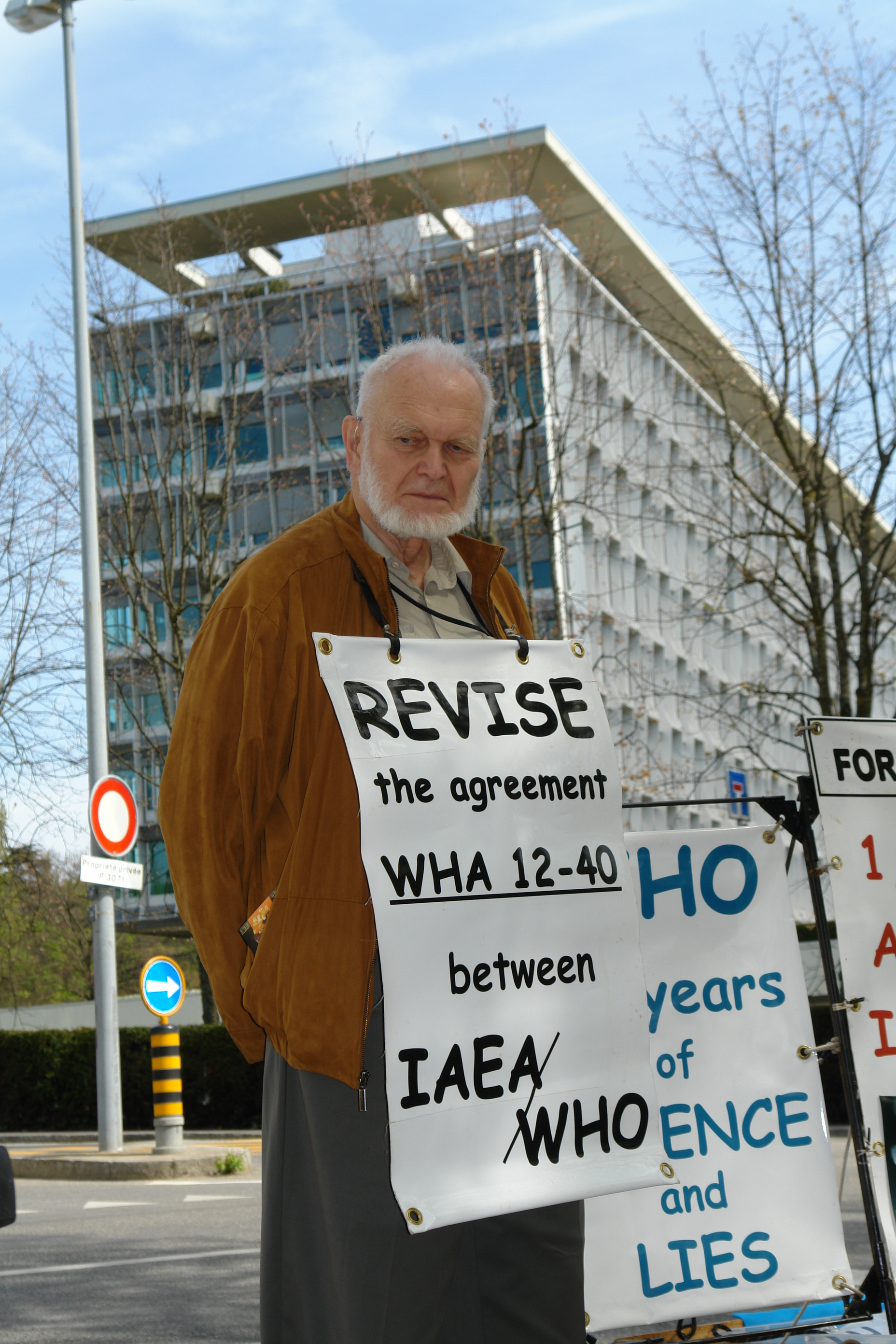
Алексей Яблоков

- Армонас, Аугустинас (94) — советский и литовский флейтист, педагог и дирижёр[290].
- Бессребренников, Владимир Николаевич (57)[значимость?] — российский певец, солист Омского музыкального театра, заслуженный артист Республики Татарстан[291].
- Бояшов, Владимир Терентьевич (82) — советский и российский композитор, заслуженный деятель искусств России[292].
- Волков, Владимир Вениаминович (67) — советский пловец в ластах, трёхкратный чемпион Европы, заслуженный тренер РСФСР[293].
- Греко, Бадди (90) — американский джазовый певец[294].
- Деканали, Фернан (91) — французский велогонщик, чемпион летних Олимпийских игр в Лондоне (1948)[295].
- Диденко, Андрей Николаевич (85) — советский и российский физик, член-корреспондент РАН (1991; член-корреспондент АН СССР с 1984)[296].
- Иофель, Екатерина Константиновна (93) — советский и российский педагог по вокалу, заслуженный деятель искусств Российской Федерации[297].
- Парульский, Рышард (78) — польский фехтовальщик, серебряный призёр летних Олимпийских игр в Токио (1964)[298].
- Розато, Тони (62) — канадский актёр-комик[299].
- Смитис, Оливер (91) — британский и американский учёный-генетик, лауреат Нобелевской премии в области медицины (2007)[300].
- Уоррэм, Кен (83) — канадский хоккеист («Чикаго Блэкхокс»)[301].
- Херцог, Роман (82) — немецкий государственный деятель, федеральный президент ФРГ (1994—1999), иностранный член РАН (1999)[302].
- Холлингворт, Клэр (105) — британская журналистка, корреспондент газеты The Telegraph, первой сообщившая о начале Второй мировой войны[303].
- Яблоков, Алексей Владимирович (83) — российский политический деятель, учёный-эколог, член-корреспондент РАН (1991; член-корреспондент АН СССР с 1984)[304].

### 9 января

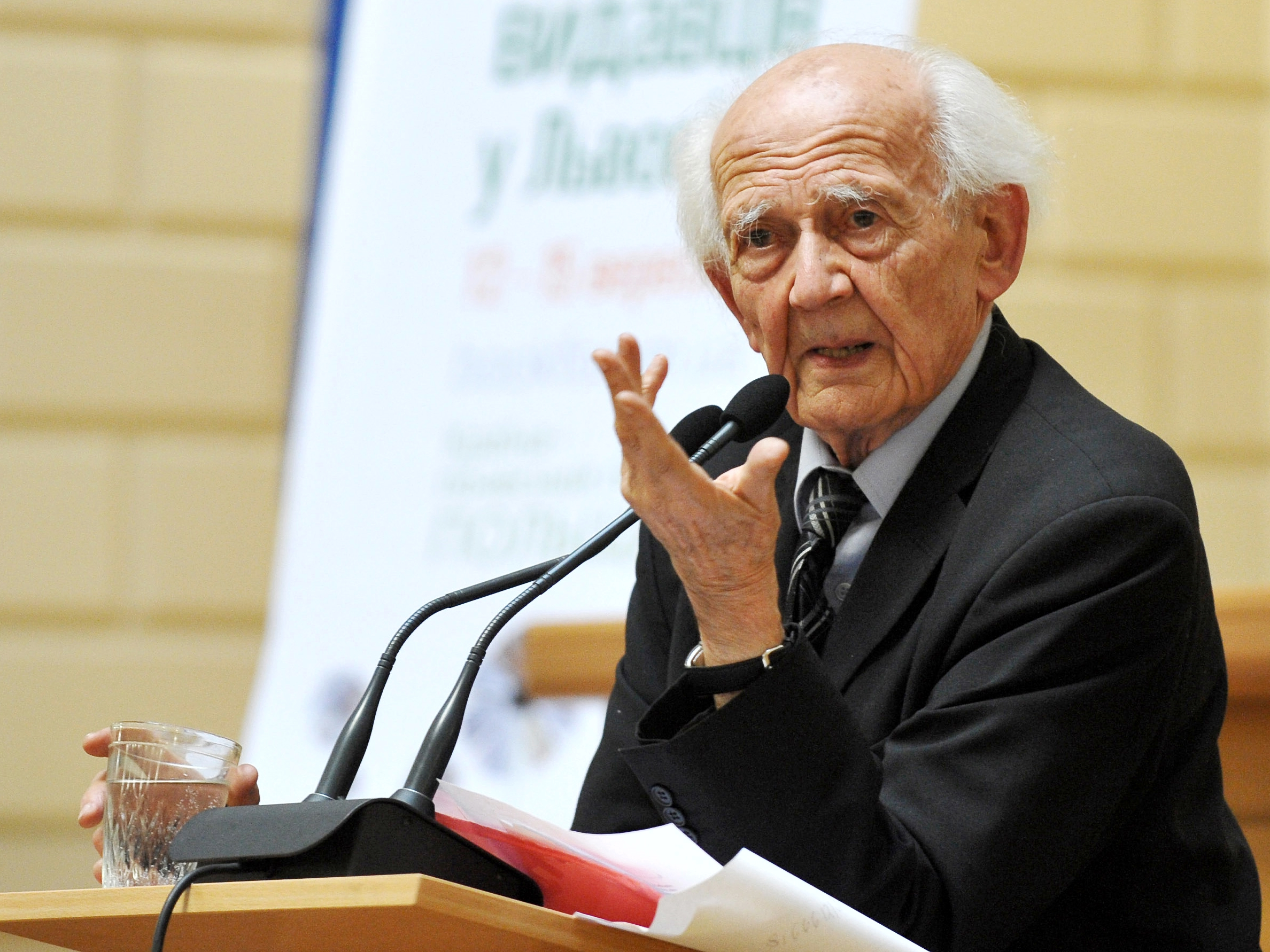
Зигмунт Бауман

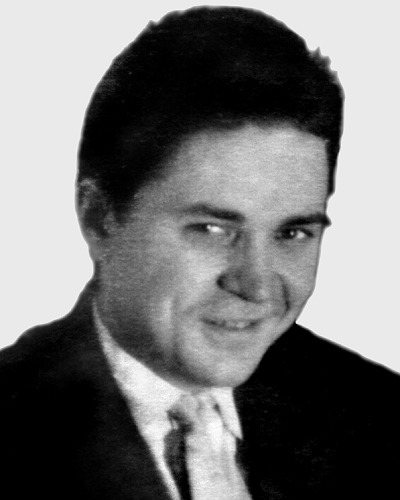
Леонид Лисовенко

- Бауман, Зигмунт (91) — британский социолог[305].
- Братке, Карлос (74) — бразильский архитектор, сын архитектора Освалду Братке[306].
- Власов, Герман Иосифович (84) — российский музыкант, саксофонист, заслуженный артист России (2003)[307].
- Кабаньяс, Роберто (55) — парагвайский футболист, выступавший на позиции нападающего[308].
- Катульская, Кристина (66) — польский математик, профессор[309].
- Куценко, Светлана Яковлевна (76) — украинский редактор и сценарист, заслуженный деятель искусств Украины (2010), главный редактор киностудии «Укранимафильм»[310].
- Лисовенко, Леонид Александрович (77) — советский и российский ихтиолог и японист[311].
- Мандельбаум, Марк Миронович (87) — советский и российский геолог, заслуженный геолог России, почётный гражданин Иркутска[312].
- Носков, Георгий Николаевич (79) — советский и российский орнитолог, профессор, основатель заказника «Юнтоловский»[313].
- Савой, Тереза Энн (61) — британская киноактриса.
- Сергис, Янис (78) — советский и латвийский мотогонщик[314].
- Сливка, Юрий Юрьевич (86) — украинский историк, доктор исторических наук, профессор[315].
- Чаркин, Альберт Серафимович (79) — советский и российский скульптор, академик и член Президиума РАХ, председатель правления Санкт-Петербургского отделения Союза художников Российской Федерации, народный художник Российской Федерации (1997)[316].
- Чимитдоржиев, Ширап Бодиевич (89) — советский и российский историк-монголовед, доктор исторических наук, профессор[317].
- Шафранский, Александр Степанович (70) — российский художник (о смерти стало известно в этот день)[318].
- Янкин, Денис (37) — российский кикбоксер, чемпион Европы, мастер спорта; ДТП[319].

### 8 января

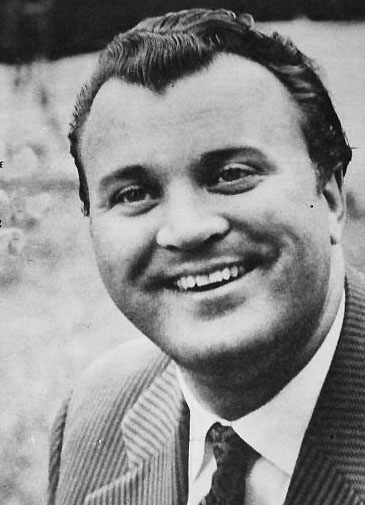
Николай Гедда

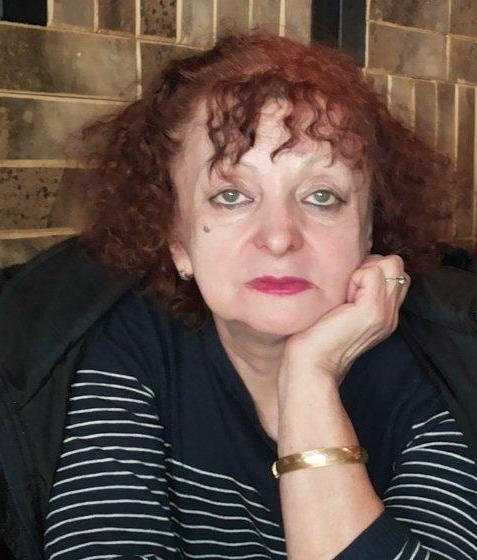
Йованка Зивлак-Николич

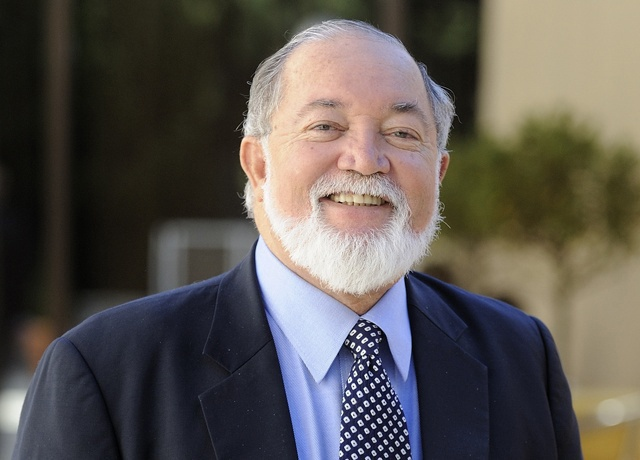
Джеймс Мэнчем

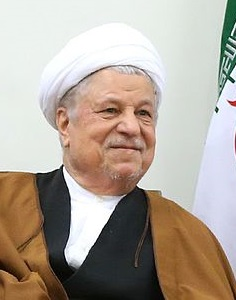
Али Акбар Хашеми Рафсанджани

- Брегман, Бадди (86) — американский джазовый дирижёр и аранжировщик, муж актрисы Сьюзан Ллойд, отец актрисы Трейси Брегман[320].
- Гедда, Николай (91) — шведский оперный певец[321].
- Зелка, Элайас (66) — американский инженер, соразработчик концепции окружающего интеллекта[322].
- Зивлак-Николич, Йованка (64) — сербская писательница[323].
- Котов, Юрий Иванович (88) — советский и российский организатор промышленности, лауреат Государственной премии СССР в области науки и техники (1988)[324].
- Мэнчем, Джеймс (77) — сейшельский государственный, политический и общественный деятель, адвокат, президент Сейшельских Островов (1976—1977)[325].
- Ноа, Закари (79) — камерунский футболист, отец теннисиста Янника Ноа, дед баскетболиста Джоакима Ноа[326].
- Перри, Рут (77) — либерийский государственный деятель, председатель Государственного Совета Либерии (1996—1997)[327].
- Пономарёв, Валерий Дмитриевич (73) — белорусский кинорежиссёр[328] Архивная копия от 10 января 2017 на Wayback Machine.
- Хашеми Рафсанджани, Али Акбар (82) — иранский государственный деятель, президент Ирана (1989—1997)[329].

### 7 января

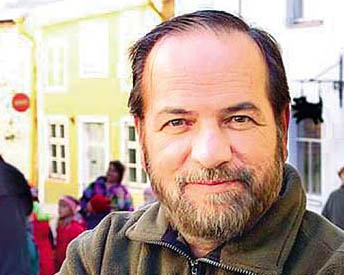
Джон Дили

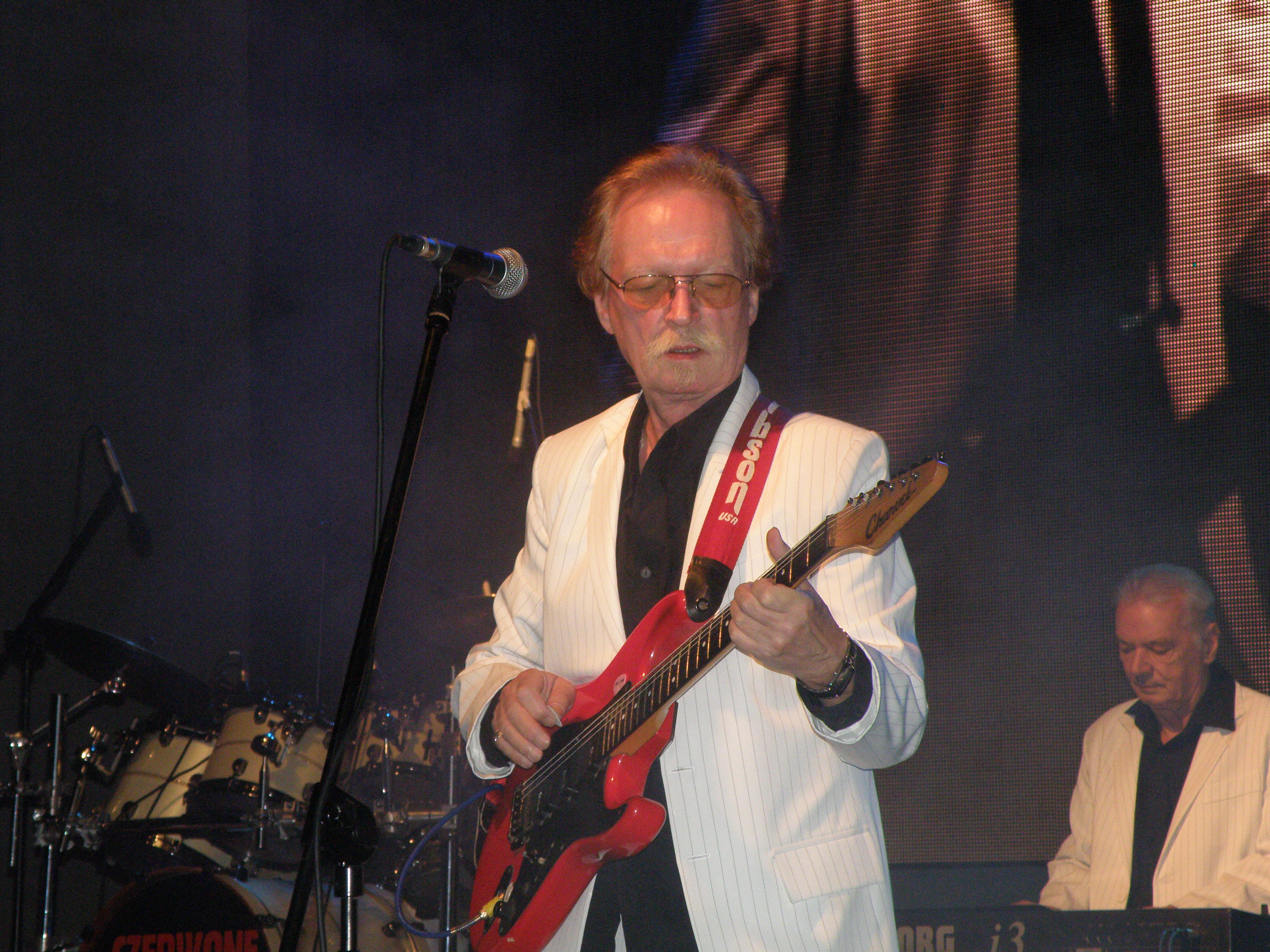
Ежи Косселя

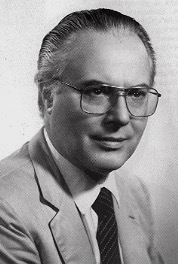
Лелио Лагорио

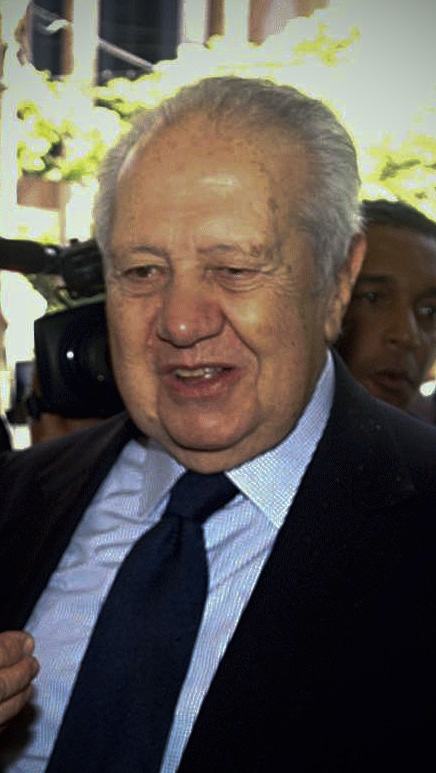
Мариу Суариш

- Азарх, Леонид Давидович (81) — советский и российский радиожурналист, ведущий «Радио России»[330].
- Вати, Жужа (76) — венгерская писательница[331].
- Гомес-Матеувс, Лусина да Коста (87) — государственный деятель Нидерландских Антильских островов, премьер-министр (1977)[332].
- Дили, Джон (74) — американский философ[333].
- Дюшекеев, Темиркан (73) — советский и киргизский кинорежиссёр[334].
- Касьянова, Инна Александровна (82) — советский и российский музыковед, собирательница фольклора, заслуженный деятель искусств Российской Федерации[335].
- Косселя, Ежи (74) — польский музыкант (Czerwone gitary)[336].
- Лагорио, Лелио (91) — итальянский государственный деятель, министр обороны Италии (1980—1983)[337].
- Лазаровиц, Лес (75) — американский звукорежиссёр, двукратный номинант на премию «Оскар» (1981, 1983)[338].
- Перевозчиков, Александр Васильевич (93) — передовик советского народного образования, руководитель средних школ в городе Кинешма и Волгограде.
- Речкалов, Вадим Владимирович (52) — российский журналист, обозреватель по проблемам терроризма газеты «Московский комсомолец»[339].
- Суариш, Мариу (92) — португальский государственный деятель, премьер-министр Португалии (1976—1978 и 1983—1985), президент Португалии (1986—1996)[340].
- Топп, Лори (93) — английский футболист, крайний полузащитник[341].
- Фернандес Гондин, Карлос (78) — кубинский государственный деятель, министр внутренних дел Кубы (с 2015 года)[342].
- Хагенмюллер, Поль (95) — французский химик, иностранный член РАН (1991; иностранный член АН СССР с 1976)[343].
- Хентов, Нат[англ.] (91) — американский писатель, джазовый критик, колумнист[344].
- Шапиро, Моше (81) — израильский религиозный деятель, раввин и духовный лидер литовских евреев, ректор ешивы «Питхей Олам»[345].
- Шукелойть, Антон Антонович (101) — общественный деятель белорусский эмиграции в США[346].
- Эрдуран, Рефик (88) — турецкий драматург, колумнист и писатель[347].

### 6 января

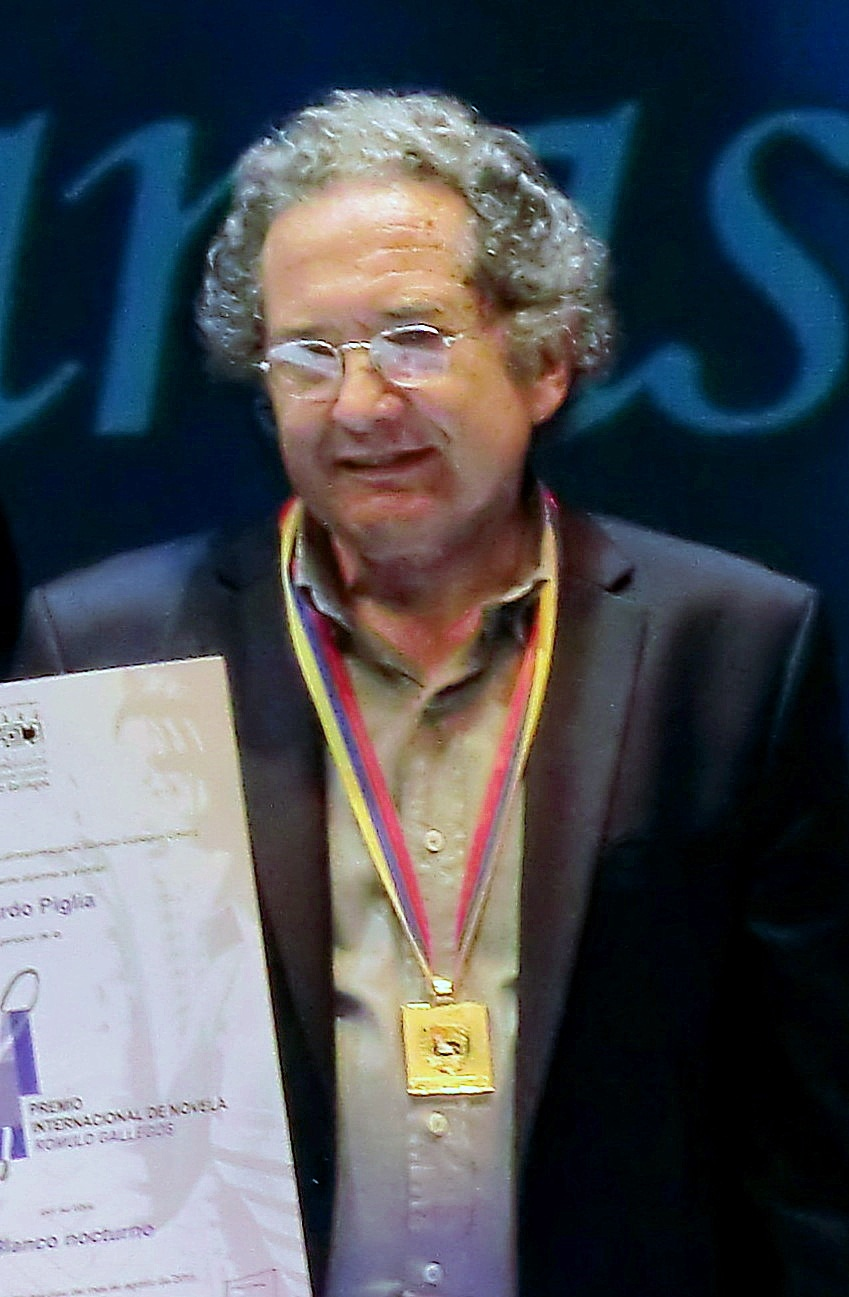
Рикардо Пилья

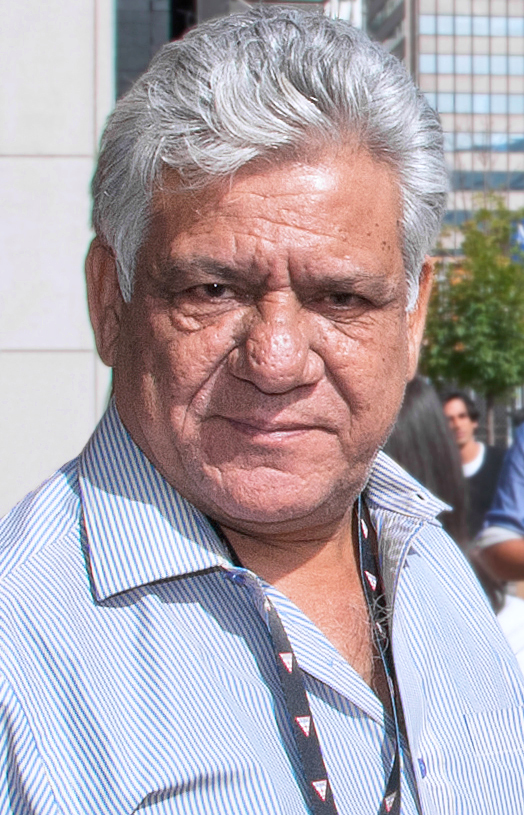
Ом Пури

- Верхушин, Валерий Васильевич (66) — российский тренер по борьбе, заслуженный тренер России[348].
- Глебов, Юрий Яковлевич (86) — советский и российский партийный, государственный и общественный деятель, председатель Омского горисполкома (1982—1991), заслуженный строитель РСФСР[349].
- Зарипов, Марсель Харисович (85) — советский и российский писатель, прозаик и журналист, лауреат Госпремии ТАССР им. Г. Тукая, заслуженный работник культуры РСФСР (1987)[350].
- Йорк, Фрэнсин (78) — американская актриса[351].
- Каллер, Яков Александрович (70) — российский кино- и телепродюсер[352].
- Козлов, Виктор Николаевич (79) — советский и российский писатель, геолог[353].
- Лепахе Баррето, Октавио (93) — венесуэльский государственный деятель, министр внутренних дел (1975—1978, 1984—1986), исполняющий обязанности президента Венесуэлы (1993)[354].
- Махачек, Зденек (88) — словацкий дирижёр, собиратель фольклора и педагог[355].
- Орхуэла, Эстер (61) — венесуэльская актриса[356].
- Османоглу, Баязид Осман (92) — 44-й глава династии Османов[357].
- Островская, Галина Яковлевна (80) — российский журналист, театральный критик, профессор Дальневосточной академии искусств[358].
- Пилья, Рикардо (75) — аргентинский писатель[359].
- Пури, Ом (66) — индийский киноактёр; сердечный приступ .
- Сухих, Александр Григорьевич (71) — российский тромбонист, композитор, заслуженный артист РСФСР[360].

### 5 января
- Беляев, Спартак Тимофеевич (93) — советский и российский физик, академик РАН (1991; академик АН СССР с 1968), ректор Новосибирского государственного университета (1965—1978), участник Великой Отечественной войны[361]
- Беневоло, Леонардо (93) — итальянский архитектор[362].
- Бондаренко, Слава Ефимовна (84) — советская оперная певица (лирико-драматическое сопрано), солистка Куйбышевского театра оперы и балета (1963—1988), заслуженная артистка РСФСР (1974)[363]
- Буэ, Жеори (98) — французская оперная певица[364].
- Вильдбольц, Клаус (79) — швейцарский киноактёр, внук военачальника Эдварда Вильдбольца[365].
- Гобл, Пол (83) — американский писатель и иллюстратор детских книг[366].
- Де Мауро, Туллио (84) — итальянский политик и языковед, министр народного образования Италии (2000—2001)[367].
- Мёрфи, Фрэнк (69) — ирландский легкоатлет, серебряный призёр чемпионата Европы по лёгкой атлетике в Афинах (1969)[368].
- Полешенский, Йозеф (59) — словацкий легкоатлет и тренер по спортивной ходьбе, спортивный комментатор[369].
- Рийон, Андрес (87) — чилийский адвокат, комик и актёр[370].

### 4 января

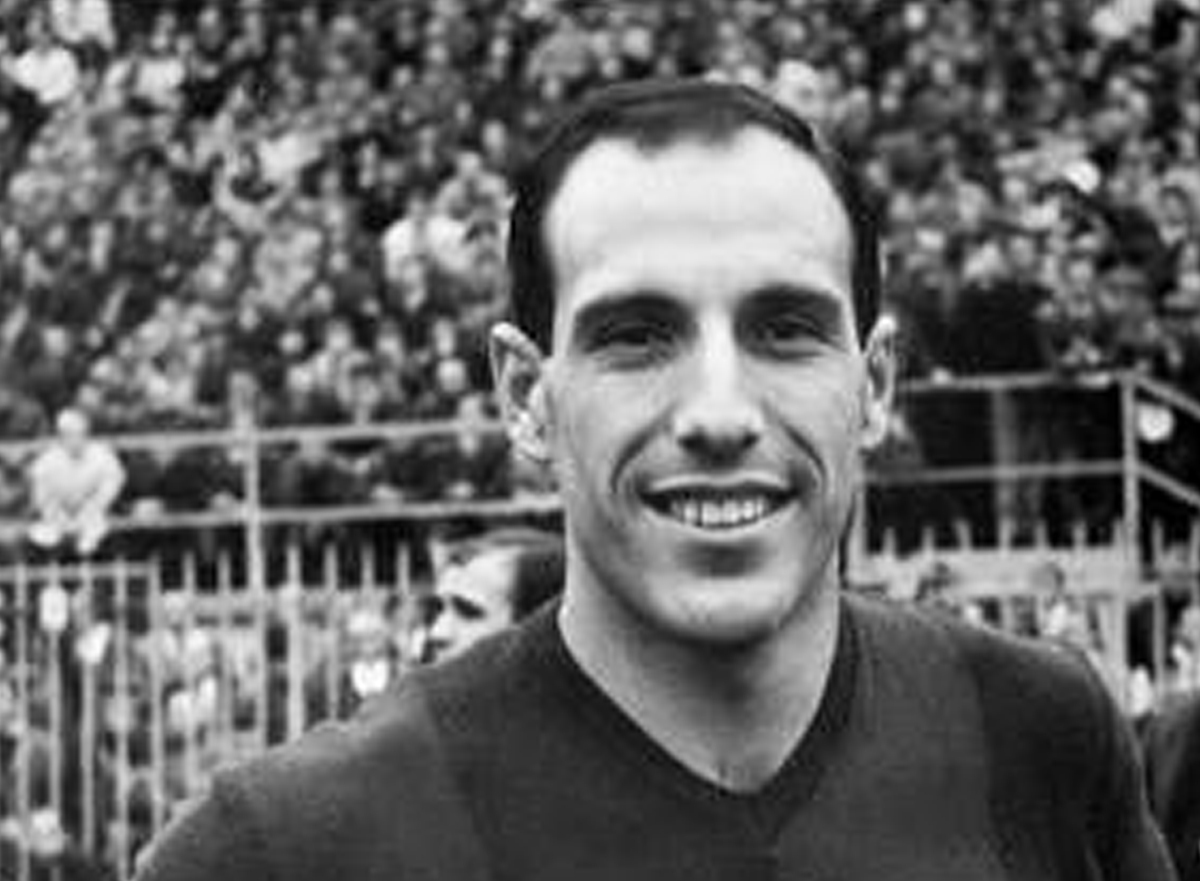
Эцио Паскутти

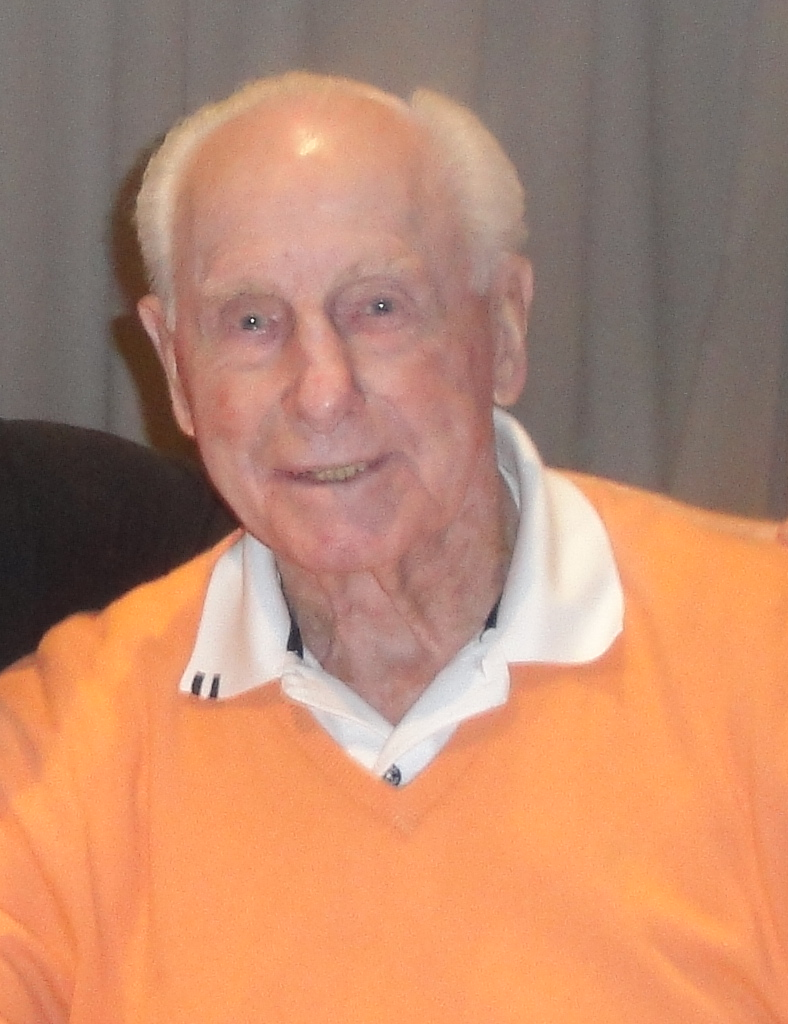
Милт Шмидт

- Арнольд, Виталий Дмитриевич (48) — советский и российский математик, организатор олимпиадного движения; автокатастрофа[371].
- Биллинг, Хайнц (102) — немецкий физик и компьютерный специалист[372].
- Васильев, Анатолий Николаевич (81) — советский и российский музыкант, основатель ВИА «Поющие гитары»[373].
- Гольдфейн, Марк Давидович (77 или 78) — советский и российский физик и изобретатель, доктор химических наук, профессор[374].
- Джаффер Хан, Абдул Халим (89) — индийский музыкант и композитор[375].
- Марани, Анджело (70) — итальянский модельер, дизайнер[376].
- Никулин, Александр Викторович (66) — советский и российский тренер по прыжкам в воду, заслуженный тренер РСФСР (1982)[377].
- Орманджиев, Стефан (63) — болгарский футболист и судья международной категории по футболу[378].
- Аль-Отайби, Хишам (70) — кувейтски й государственный деятель, министр финансов (1998—1999)[379].
- Паганс-и-Монсалватхе, Хорди (84) — испанский художник[380].
- Паскутти, Эцио (79) — итальянский футболист, игрок «Болоньи» и национальной сборной (1958—1967)[381].
- Претр, Жорж (92) — французский дирижёр[382].
- Сафарли, Алияр Курбанали оглы (79) — азербайджанский филолог и дипломат, член-корреспондент НАНА (1989), Чрезвычайный и Полномочный Посол Азербайджана в Иране (1994—1998)[383].
- Трайкович, Властимир (69) — сербский композитор[384].
- Чадамба, Зоя Борандаевна (89) — советский и российский тувинский филолог, исследователь тувинского языка и рунической письменности[385].
- Шишков, Геннадий Анатольевич (64) — советский спортсмен по хоккею с мячом, заслуженный мастер спорта СССР, трёхкратный чемпион мира (1975, 1977 и 1979)[386].
- Шмидт, Милт (98) — канадский хоккеист[387].

### 3 января

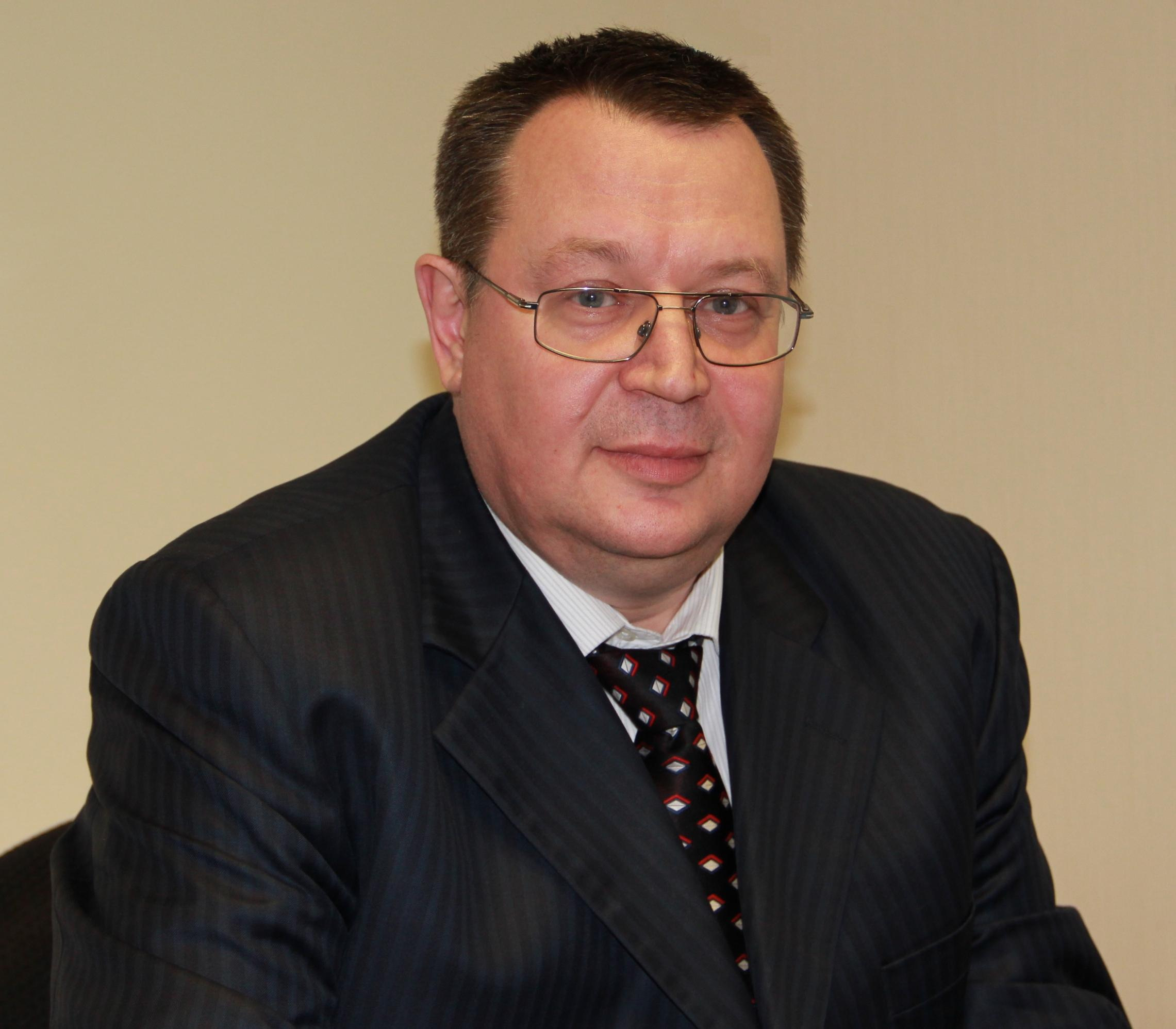
Александр Берман

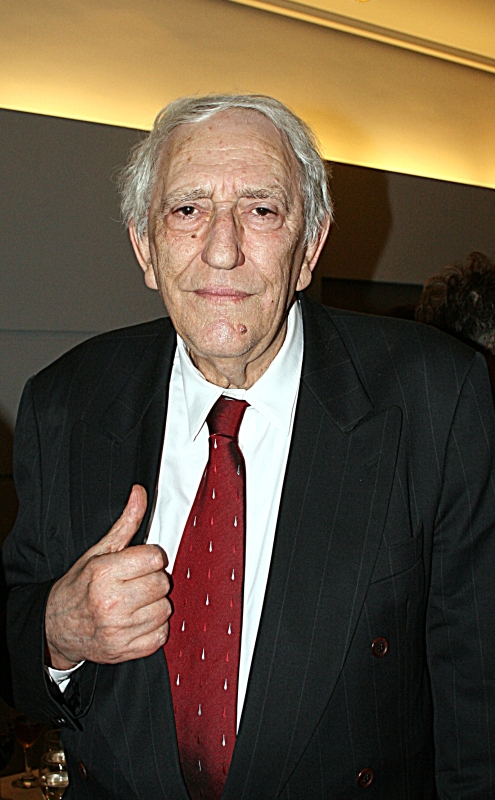
Иво Брешан

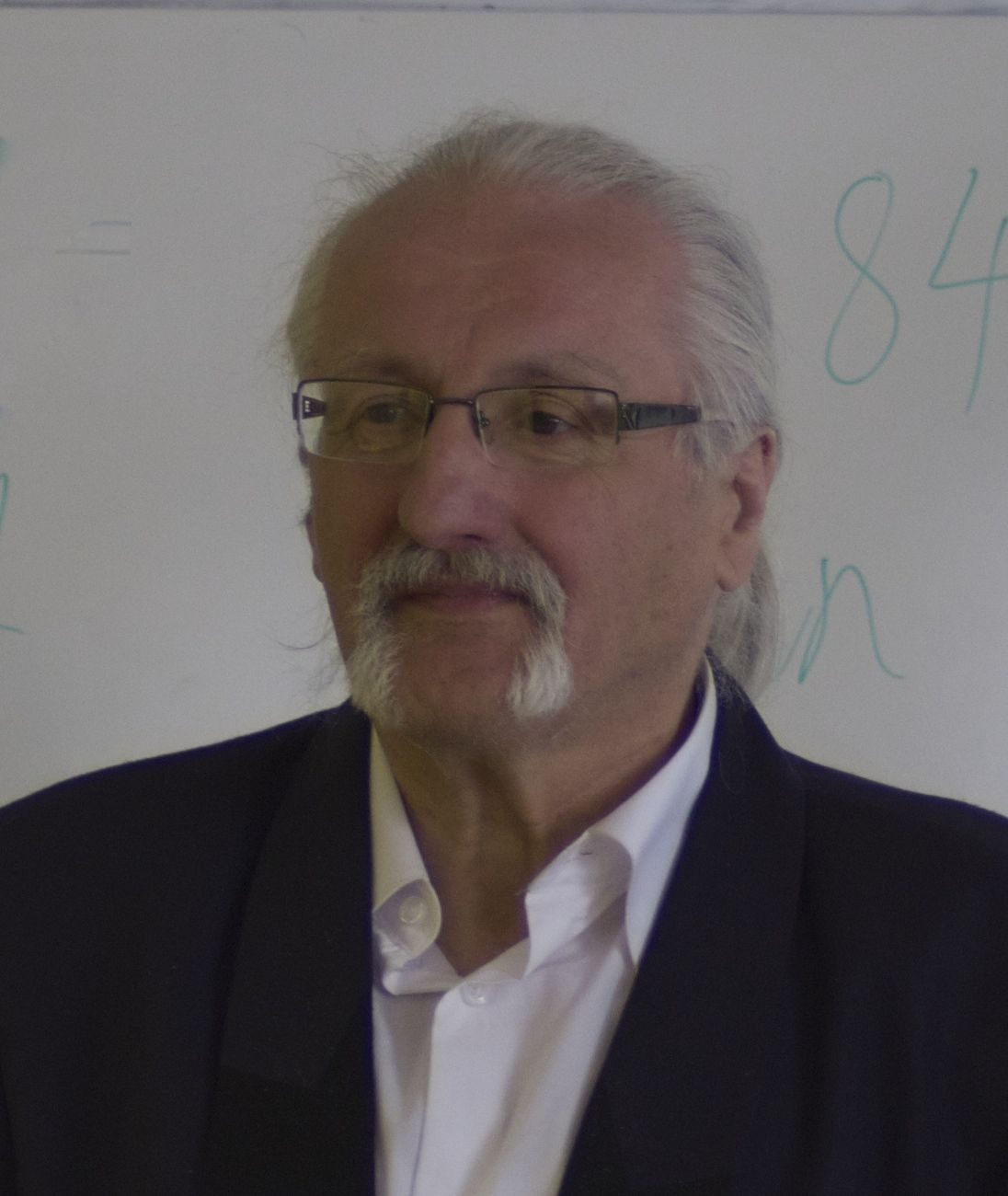
Ояр Бушс

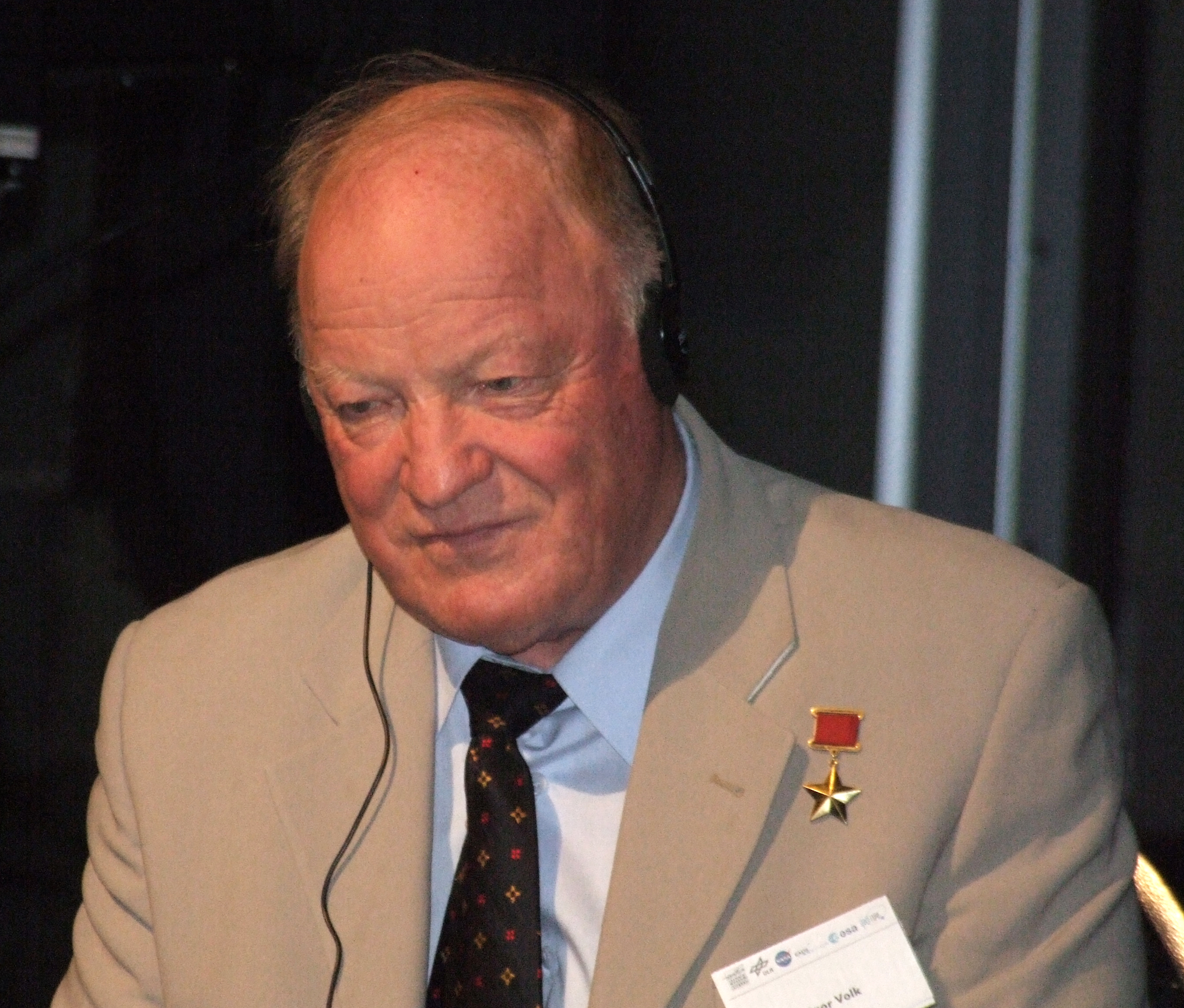
Игорь Волк

- Алвес, Вида (88) — бразильская актриса[388].
- Берман, Александр Владимирович (52) — российский менеджер, советник президента и член правления ООО «Интегра Менеджмент»[389].
- Брешан, Иво (80) — хорватский писатель и киносценарист, отец актёра, режиссёра и сценариста Винко Брешана[390].
- Бушс, Ояр (72) — советский и латвийский лингвист, заместитель директора Института латышского языка Латвийского университета[391].
- Бьюкенен, Майк (84) — канадский хоккеист («Чикаго Блэкхокс»)[392].
- Волк, Игорь Петрович (79) — советский космонавт, Герой Советского Союза (1984)[393].
- Даане, Деви (98) — американский экономист[394].
- Корюков, Александр Юрьевич (57) — советский футболист («Иртыш» Омск)[395].
- Кояма, Сигэру (87) — японский актёр[396].
- Купцов, Геннадий Васильевич (64) — советский и российский тренер по прыжкам в высоту, заслуженный тренер России, отец прыгуньи в высоту Марины Купцовой[397].
- Логвинова, Нина Романовна (92) — российский и украинский педагог, профессор Харьковского университета искусств[398].
- Машкареньяш Баррету, Аугушту (93) — португальский писатель[399].
- Мухортова, Людмила Дмитриевна (67) — российский журналист, главный редактор Архангельского областного радио (1997—2003), заслуженный работник культуры РФ (2013)[400].
- Пасик, Сало (71) — аргентинский актёр («Богатые и знаменитые») и режиссёр[401].
- Подшибякин, Александр Сергеевич (70) — российский учёный-криминалист, профессор, заведующий кафедрой уголовного права, уголовного процесса и криминалистики МГИМО (с 2002 года), заслуженный деятель науки Российской Федерации (2007)[402].
- Поллен, Питер (89) — канадский государственный деятель, мэр Виктории (1971—1975, 1981—1985)[403].
- Пумпуре, Аустра (88) — латвийская певица[404]
- Ромбандеева, Евдокия Ивановна (88) — российский учёный-финно-угровед, специалист по мансийскому языку[405].
- Танци, Гаэтано (97) — итальянский художник[406].
- Ткаченко, Виктор Петрович (73) — советский и российский журналист, телеведущий[407].
- Феодосий (Купичков) (82) — епископ Болгарской православной церкви, епископ Девольский (1998—2010)[408].

### 2 января

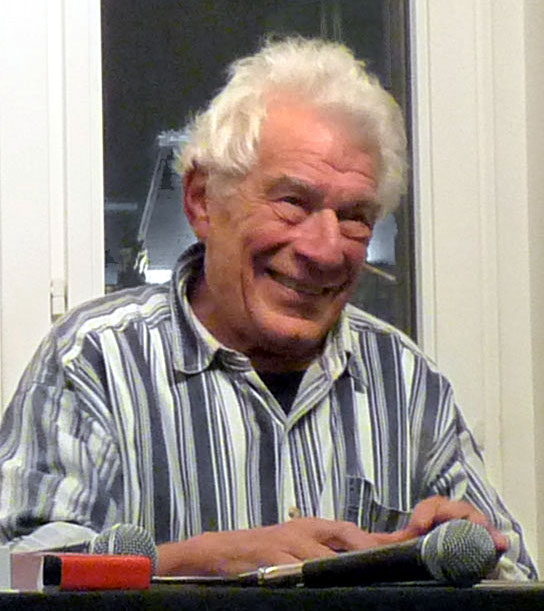
Джон Бёрджер

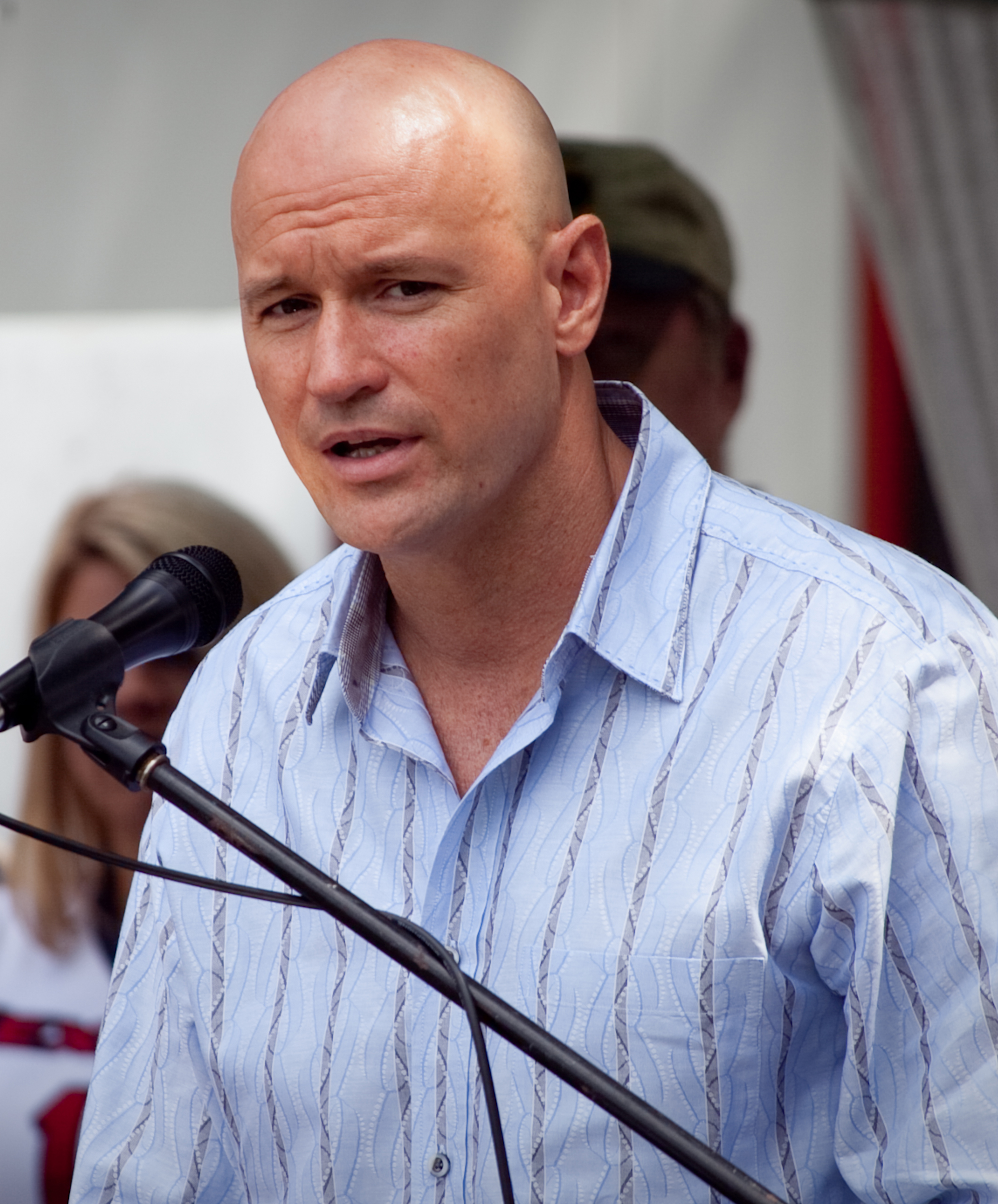
Ричард Маковиц

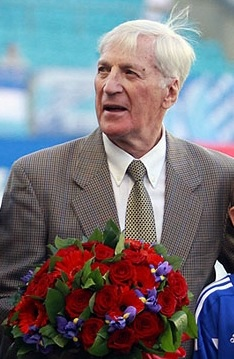
Виктор Царёв

- Беголи, Зоя (68) — сербская балерина и хореограф[409].
- Бёрджер, Джон (90) — британский писатель, художник и критик[410].
- Брюэр, Альберт (88) — американский государственный деятель, губернатор Алабамы (1968—1971)[411].
- Бэллет, Рене (88) — французский журналист и писатель[412].
- Вюарне, Жан (83) — французский горнолыжник, чемпион зимних Олимпийских игр в Скво-Вэлли (1960) в скоростном спуске[413].
- Маковиц, Ричард (51) — американский актёр[414].
- Новосёлов, Дмитрий Сергеевич (30) — российский артист, актёр Тверского театра драмы (с 2009)[415].
- Паунеро, Грегорио (100) — испанский футбольный менеджер, бывший вице-президент футбольного клуба «Реал Мадрид»[416].
- Питанов, Владимир Викторович (70) — советский и российский тренер по волейболу, заслуженный тренер СССР и России[417].
- Саласар, Артуро (?) — мексиканский певец и актёр[418][419];.
- Татар, Иштван (58) — венгерский легкоатлет (спринтерский бег), чемпион мира, участник Олимпийских игр в Москве (1980) и Сеуле (1988)[420].
- Фаерштейн, Рахмиэль Самуилович (90) — советский и российский архитектор, участник Великой Отечественной войны, педагог, заслуженный художник Российской Федерации, муж архитектора Любови Зимоненко[421].
- Феи, Барбара (85) — гонконгская оперная пенвица[422].
- Хирши, Трэвис (81) — американский социолог[423].
- Царёв, Виктор Григорьевич (85) — советский футболист и тренер, чемпион Европы (1960)[424].
- Эндрю, Ауриэль (70) — австралийская певица и музыкант[425].

### 1 января

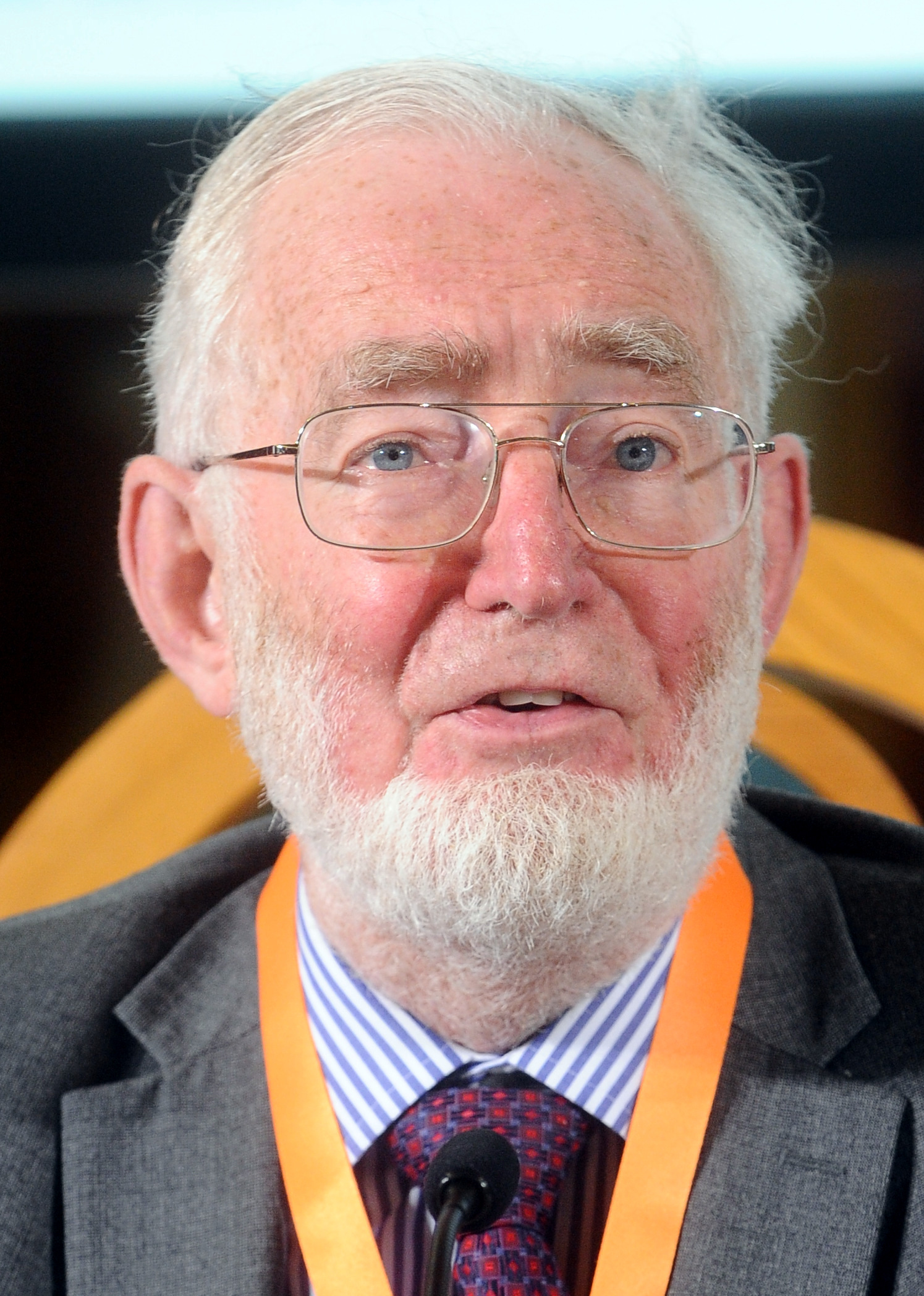
Энтони Аткинсон

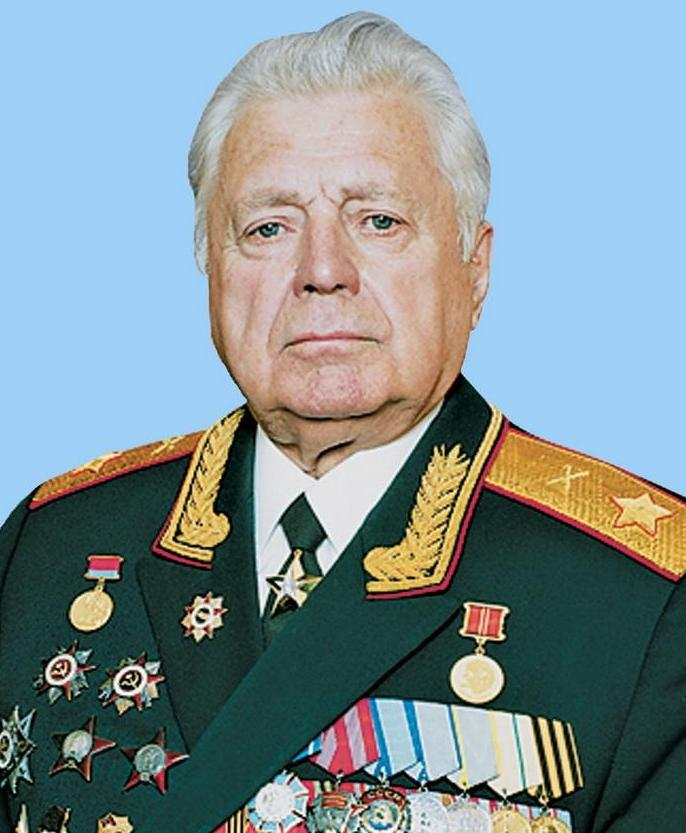
Владимир Михалкин

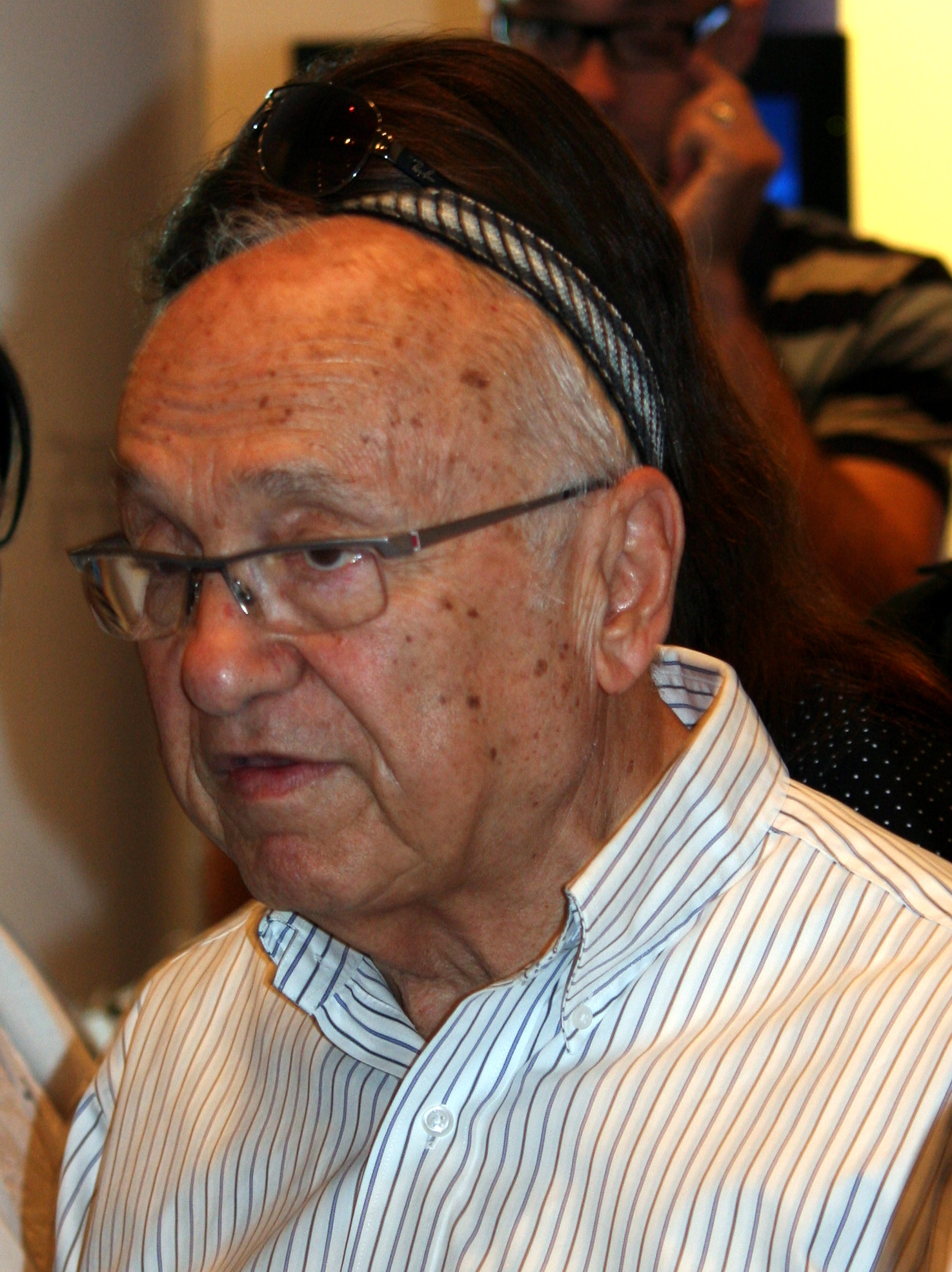
Яаков Неэман

- Аршакян, Ашот (37)[значимость?] — российский писатель-сатирик армянского происхождения[426].
- Аткинсон, Энтони (72) — британский экономист, создатель индекса Аткинсона[427].
- Бустос, Сиро (84) — аргентинский художник, революционер и партизан, соратник Эрнесто Гевары[428].
- Валле, Роберт (94) — французский кибернетик и математик[429].
- Вонг, Альфонсо (93) — китайский автор маньхуа[430].
- Гамильтон, Стюарт (87) — канадский пианист[431].
- Джековский, Александр (96) — польский этнограф[432],
- Капуччи, Илларион (94) — сирийский религиозный деятель, викарный архиепископ Иерусалима Мелькитской католической церкви (1965—1974)[433].
- Кобб, Джуэл (92) — американский биолог, определившая фармакологическое действие метотрексата[434].
- Крэйг, Билл (71) — американский пловец, чемпион летних Олимпийских игр (1964)[435].
- Лопес, Мел (81) — филиппинский государственный деятель, мэр Манилы (1986—1992)[436].
- Лумер, Лорн (79) — канадский академический гребец, чемпион летних Олимпийских игр 1956[437].
- Маршалл, Билл (77) — канадский продюсер, сооснователь кинофестиваля в Торонто[438].
- Маццео, Луис (54) — аргентинский актёр театра и кино[439].
- Михалкин, Владимир Михайлович (89) — советский военачальник, маршал артиллерии в отставке, командующий ракетными войсками и артиллерией Сухопутных войск СССР (1983—1991)[440].
- Моралес, Мемо (79) — венесуэльский эстрадный певец[441].
- Мухаметшин, Урал Гумерович (63) — советский и российский башкирский художник[442].
- Неэман, Яаков (77) — израильский государственный деятель, министр юстиции Израиля (1996 и 2009—2013)[443].
- Нийонкуру, Эммануэль (54) — бурундийский государственный деятель, министр окружающей среды (с 2015 года)[444].
- Парфит, Дерек (74) — британский философ[445].
- Стоун, Джереми (81) — президент Федерации американских учёных (1970—2000)[446].
- Тунджалп, Талат (101) — турецкий велогонщик, участник летних Олимпийских игр 1936 и 1948 годов, президент федерации велоспорта Турции (1954—1968)[447].
- Фармер, Питер (75) — британский дизайнер, театральный художник и книжный иллюстратор[448].
- Фернандес Мора, Мануэль (84) — испанский футболист и тренер[449].
- Чучелов, Александр Дмитриевич (83) — советский яхтсмен, серебряный призёр летних Олимпийских игр в Риме (1960), заслуженный тренер Эстонской ССР[450].
- Швебер, Самуэль (80) — аргентинский шахматист, международный мастер[451].
- Шимко, Владимир Тихонович (85) — советский и российский архитектор, профессор Московского архитектурного института, кандидат архитектуры. Заслуженный деятель искусств Российской Федерации [?].